# 1900
Portal Geschichte | Portal Biografien | Aktuelle Ereignisse | Jahreskalender | Tagesartikel

◄ |
18. Jahrhundert |
19. Jahrhundert
| 20. Jahrhundert | ►

◄ |
1870er |
1880er |
1890er |
1900er
| 1910er | 1920er | 1930er | ►

◄◄ |
◄ |
1896 |
1897 |
1898 |
1899 |
1900
| 1901 | 1902 | 1903 | 1904 | ► | ►►
Staatsoberhäupter · Wahlen · Nekrolog   · Musikjahr · Filmjahr  · Sportjahr
| Januar | Januar | Januar | Januar | Januar | Januar | Januar | Januar |
| Kw     | Mo     | Di     | Mi     | Do     | Fr     | Sa     | So     |
| ------ | ------ | ------ | ------ | ------ | ------ | ------ | ------ |
| 1      | 1      | 2      | 3      | 4      | 5      | 6      | 7      |
| 2      | 8      | 9      | 10     | 11     | 12     | 13     | 14     |
| 3      | 15     | 16     | 17     | 18     | 19     | 20     | 21     |
| 4      | 22     | 23     | 24     | 25     | 26     | 27     | 28     |
| 5      | 29     | 30     | 31     |        |        |        |        |

| Februar | Februar | Februar | Februar | Februar | Februar | Februar | Februar |
| Kw      | Mo      | Di      | Mi      | Do      | Fr      | Sa      | So      |
| ------- | ------- | ------- | ------- | ------- | ------- | ------- | ------- |
| 5       |         |         |         | 1       | 2       | 3       | 4       |
| 6       | 5       | 6       | 7       | 8       | 9       | 10      | 11      |
| 7       | 12      | 13      | 14      | 15      | 16      | 17      | 18      |
| 8       | 19      | 20      | 21      | 22      | 23      | 24      | 25      |
| 9       | 26      | 27      | 28      |         |         |         |         |

| März | März | März | März | März | März | März | März |
| Kw   | Mo   | Di   | Mi   | Do   | Fr   | Sa   | So   |
| ---- | ---- | ---- | ---- | ---- | ---- | ---- | ---- |
| 9    |      |      |      | 1    | 2    | 3    | 4    |
| 10   | 5    | 6    | 7    | 8    | 9    | 10   | 11   |
| 11   | 12   | 13   | 14   | 15   | 16   | 17   | 18   |
| 12   | 19   | 20   | 21   | 22   | 23   | 24   | 25   |
| 13   | 26   | 27   | 28   | 29   | 30   | 31   |      |

| April | April | April | April | April | April | April | April |
| Kw    | Mo    | Di    | Mi    | Do    | Fr    | Sa    | So    |
| ----- | ----- | ----- | ----- | ----- | ----- | ----- | ----- |
| 13    |       |       |       |       |       |       | 1     |
| 14    | 2     | 3     | 4     | 5     | 6     | 7     | 8     |
| 15    | 9     | 10    | 11    | 12    | 13    | 14    | 15    |
| 16    | 16    | 17    | 18    | 19    | 20    | 21    | 22    |
| 17    | 23    | 24    | 25    | 26    | 27    | 28    | 29    |
| 18    | 30    |       |       |       |       |       |       |

| Mai | Mai | Mai | Mai | Mai | Mai | Mai | Mai |
| Kw  | Mo  | Di  | Mi  | Do  | Fr  | Sa  | So  |
| --- | --- | --- | --- | --- | --- | --- | --- |
| 18  |     | 1   | 2   | 3   | 4   | 5   | 6   |
| 19  | 7   | 8   | 9   | 10  | 11  | 12  | 13  |
| 20  | 14  | 15  | 16  | 17  | 18  | 19  | 20  |
| 21  | 21  | 22  | 23  | 24  | 25  | 26  | 27  |
| 22  | 28  | 29  | 30  | 31  |     |     |     |

| Juni | Juni | Juni | Juni | Juni | Juni | Juni | Juni |
| Kw   | Mo   | Di   | Mi   | Do   | Fr   | Sa   | So   |
| ---- | ---- | ---- | ---- | ---- | ---- | ---- | ---- |
| 22   |      |      |      |      | 1    | 2    | 3    |
| 23   | 4    | 5    | 6    | 7    | 8    | 9    | 10   |
| 24   | 11   | 12   | 13   | 14   | 15   | 16   | 17   |
| 25   | 18   | 19   | 20   | 21   | 22   | 23   | 24   |
| 26   | 25   | 26   | 27   | 28   | 29   | 30   |      |

| Juli | Juli | Juli | Juli | Juli | Juli | Juli | Juli |
| Kw   | Mo   | Di   | Mi   | Do   | Fr   | Sa   | So   |
| ---- | ---- | ---- | ---- | ---- | ---- | ---- | ---- |
| 26   |      |      |      |      |      |      | 1    |
| 27   | 2    | 3    | 4    | 5    | 6    | 7    | 8    |
| 28   | 9    | 10   | 11   | 12   | 13   | 14   | 15   |
| 29   | 16   | 17   | 18   | 19   | 20   | 21   | 22   |
| 30   | 23   | 24   | 25   | 26   | 27   | 28   | 29   |
| 31   | 30   | 31   |      |      |      |      |      |

| August | August | August | August | August | August | August | August |
| Kw     | Mo     | Di     | Mi     | Do     | Fr     | Sa     | So     |
| ------ | ------ | ------ | ------ | ------ | ------ | ------ | ------ |
| 31     |        |        | 1      | 2      | 3      | 4      | 5      |
| 32     | 6      | 7      | 8      | 9      | 10     | 11     | 12     |
| 33     | 13     | 14     | 15     | 16     | 17     | 18     | 19     |
| 34     | 20     | 21     | 22     | 23     | 24     | 25     | 26     |
| 35     | 27     | 28     | 29     | 30     | 31     |        |        |

| September | September | September | September | September | September | September | September |
| Kw        | Mo        | Di        | Mi        | Do        | Fr        | Sa        | So        |
| --------- | --------- | --------- | --------- | --------- | --------- | --------- | --------- |
| 35        |           |           |           |           |           | 1         | 2         |
| 36        | 3         | 4         | 5         | 6         | 7         | 8         | 9         |
| 37        | 10        | 11        | 12        | 13        | 14        | 15        | 16        |
| 38        | 17        | 18        | 19        | 20        | 21        | 22        | 23        |
| 39        | 24        | 25        | 26        | 27        | 28        | 29        | 30        |

| Oktober | Oktober | Oktober | Oktober | Oktober | Oktober | Oktober | Oktober |
| Kw      | Mo      | Di      | Mi      | Do      | Fr      | Sa      | So      |
| ------- | ------- | ------- | ------- | ------- | ------- | ------- | ------- |
| 40      | 1       | 2       | 3       | 4       | 5       | 6       | 7       |
| 41      | 8       | 9       | 10      | 11      | 12      | 13      | 14      |
| 42      | 15      | 16      | 17      | 18      | 19      | 20      | 21      |
| 43      | 22      | 23      | 24      | 25      | 26      | 27      | 28      |
| 44      | 29      | 30      | 31      |         |         |         |         |

| November | November | November | November | November | November | November | November |
| Kw       | Mo       | Di       | Mi       | Do       | Fr       | Sa       | So       |
| -------- | -------- | -------- | -------- | -------- | -------- | -------- | -------- |
| 44       |          |          |          | 1        | 2        | 3        | 4        |
| 45       | 5        | 6        | 7        | 8        | 9        | 10       | 11       |
| 46       | 12       | 13       | 14       | 15       | 16       | 17       | 18       |
| 47       | 19       | 20       | 21       | 22       | 23       | 24       | 25       |
| 48       | 26       | 27       | 28       | 29       | 30       |          |          |

| Dezember | Dezember | Dezember | Dezember | Dezember | Dezember | Dezember | Dezember |
| Kw       | Mo       | Di       | Mi       | Do       | Fr       | Sa       | So       |
| -------- | -------- | -------- | -------- | -------- | -------- | -------- | -------- |
| 48       |          |          |          |          |          | 1        | 2        |
| 49       | 3        | 4        | 5        | 6        | 7        | 8        | 9        |
| 50       | 10       | 11       | 12       | 13       | 14       | 15       | 16       |
| 51       | 17       | 18       | 19       | 20       | 21       | 22       | 23       |
| 52       | 24       | 25       | 26       | 27       | 28       | 29       | 30       |
| 1        | 31       |          |          |          |          |          |          |

| Januar | Januar | Januar | Januar | Januar | Januar | Januar | Januar |
| Kw     | Mo     | Di     | Mi     | Do     | Fr     | Sa     | So     |
| ------ | ------ | ------ | ------ | ------ | ------ | ------ | ------ |
| 1      | 1      | 2      | 3      | 4      | 5      | 6      | 7      |
| 2      | 8      | 9      | 10     | 11     | 12     | 13     | 14     |
| 3      | 15     | 16     | 17     | 18     | 19     | 20     | 21     |
| 4      | 22     | 23     | 24     | 25     | 26     | 27     | 28     |
| 5      | 29     | 30     | 31     |        |        |        |        |

| Februar | Februar | Februar | Februar | Februar | Februar | Februar | Februar |
| Kw      | Mo      | Di      | Mi      | Do      | Fr      | Sa      | So      |
| ------- | ------- | ------- | ------- | ------- | ------- | ------- | ------- |
| 5       |         |         |         | 1       | 2       | 3       | 4       |
| 6       | 5       | 6       | 7       | 8       | 9       | 10      | 11      |
| 7       | 12      | 13      | 14      | 15      | 16      | 17      | 18      |
| 8       | 19      | 20      | 21      | 22      | 23      | 24      | 25      |
| 9       | 26      | 27      | 28      |         |         |         |         |

| März | März | März | März | März | März | März | März |
| Kw   | Mo   | Di   | Mi   | Do   | Fr   | Sa   | So   |
| ---- | ---- | ---- | ---- | ---- | ---- | ---- | ---- |
| 9    |      |      |      | 1    | 2    | 3    | 4    |
| 10   | 5    | 6    | 7    | 8    | 9    | 10   | 11   |
| 11   | 12   | 13   | 14   | 15   | 16   | 17   | 18   |
| 12   | 19   | 20   | 21   | 22   | 23   | 24   | 25   |
| 13   | 26   | 27   | 28   | 29   | 30   | 31   |      |

| April | April | April | April | April | April | April | April |
| Kw    | Mo    | Di    | Mi    | Do    | Fr    | Sa    | So    |
| ----- | ----- | ----- | ----- | ----- | ----- | ----- | ----- |
| 13    |       |       |       |       |       |       | 1     |
| 14    | 2     | 3     | 4     | 5     | 6     | 7     | 8     |
| 15    | 9     | 10    | 11    | 12    | 13    | 14    | 15    |
| 16    | 16    | 17    | 18    | 19    | 20    | 21    | 22    |
| 17    | 23    | 24    | 25    | 26    | 27    | 28    | 29    |
| 18    | 30    |       |       |       |       |       |       |

| Mai | Mai | Mai | Mai | Mai | Mai | Mai | Mai |
| Kw  | Mo  | Di  | Mi  | Do  | Fr  | Sa  | So  |
| --- | --- | --- | --- | --- | --- | --- | --- |
| 18  |     | 1   | 2   | 3   | 4   | 5   | 6   |
| 19  | 7   | 8   | 9   | 10  | 11  | 12  | 13  |
| 20  | 14  | 15  | 16  | 17  | 18  | 19  | 20  |
| 21  | 21  | 22  | 23  | 24  | 25  | 26  | 27  |
| 22  | 28  | 29  | 30  | 31  |     |     |     |

| Juni | Juni | Juni | Juni | Juni | Juni | Juni | Juni |
| Kw   | Mo   | Di   | Mi   | Do   | Fr   | Sa   | So   |
| ---- | ---- | ---- | ---- | ---- | ---- | ---- | ---- |
| 22   |      |      |      |      | 1    | 2    | 3    |
| 23   | 4    | 5    | 6    | 7    | 8    | 9    | 10   |
| 24   | 11   | 12   | 13   | 14   | 15   | 16   | 17   |
| 25   | 18   | 19   | 20   | 21   | 22   | 23   | 24   |
| 26   | 25   | 26   | 27   | 28   | 29   | 30   |      |

| Juli | Juli | Juli | Juli | Juli | Juli | Juli | Juli |
| Kw   | Mo   | Di   | Mi   | Do   | Fr   | Sa   | So   |
| ---- | ---- | ---- | ---- | ---- | ---- | ---- | ---- |
| 26   |      |      |      |      |      |      | 1    |
| 27   | 2    | 3    | 4    | 5    | 6    | 7    | 8    |
| 28   | 9    | 10   | 11   | 12   | 13   | 14   | 15   |
| 29   | 16   | 17   | 18   | 19   | 20   | 21   | 22   |
| 30   | 23   | 24   | 25   | 26   | 27   | 28   | 29   |
| 31   | 30   | 31   |      |      |      |      |      |

| August | August | August | August | August | August | August | August |
| Kw     | Mo     | Di     | Mi     | Do     | Fr     | Sa     | So     |
| ------ | ------ | ------ | ------ | ------ | ------ | ------ | ------ |
| 31     |        |        | 1      | 2      | 3      | 4      | 5      |
| 32     | 6      | 7      | 8      | 9      | 10     | 11     | 12     |
| 33     | 13     | 14     | 15     | 16     | 17     | 18     | 19     |
| 34     | 20     | 21     | 22     | 23     | 24     | 25     | 26     |
| 35     | 27     | 28     | 29     | 30     | 31     |        |        |

| September | September | September | September | September | September | September | September |
| Kw        | Mo        | Di        | Mi        | Do        | Fr        | Sa        | So        |
| --------- | --------- | --------- | --------- | --------- | --------- | --------- | --------- |
| 35        |           |           |           |           |           | 1         | 2         |
| 36        | 3         | 4         | 5         | 6         | 7         | 8         | 9         |
| 37        | 10        | 11        | 12        | 13        | 14        | 15        | 16        |
| 38        | 17        | 18        | 19        | 20        | 21        | 22        | 23        |
| 39        | 24        | 25        | 26        | 27        | 28        | 29        | 30        |

| Oktober | Oktober | Oktober | Oktober | Oktober | Oktober | Oktober | Oktober |
| Kw      | Mo      | Di      | Mi      | Do      | Fr      | Sa      | So      |
| ------- | ------- | ------- | ------- | ------- | ------- | ------- | ------- |
| 40      | 1       | 2       | 3       | 4       | 5       | 6       | 7       |
| 41      | 8       | 9       | 10      | 11      | 12      | 13      | 14      |
| 42      | 15      | 16      | 17      | 18      | 19      | 20      | 21      |
| 43      | 22      | 23      | 24      | 25      | 26      | 27      | 28      |
| 44      | 29      | 30      | 31      |         |         |         |         |

| November | November | November | November | November | November | November | November |
| Kw       | Mo       | Di       | Mi       | Do       | Fr       | Sa       | So       |
| -------- | -------- | -------- | -------- | -------- | -------- | -------- | -------- |
| 44       |          |          |          | 1        | 2        | 3        | 4        |
| 45       | 5        | 6        | 7        | 8        | 9        | 10       | 11       |
| 46       | 12       | 13       | 14       | 15       | 16       | 17       | 18       |
| 47       | 19       | 20       | 21       | 22       | 23       | 24       | 25       |
| 48       | 26       | 27       | 28       | 29       | 30       |          |          |

| Dezember | Dezember | Dezember | Dezember | Dezember | Dezember | Dezember | Dezember |
| Kw       | Mo       | Di       | Mi       | Do       | Fr       | Sa       | So       |
| -------- | -------- | -------- | -------- | -------- | -------- | -------- | -------- |
| 48       |          |          |          |          |          | 1        | 2        |
| 49       | 3        | 4        | 5        | 6        | 7        | 8        | 9        |
| 50       | 10       | 11       | 12       | 13       | 14       | 15       | 16       |
| 51       | 17       | 18       | 19       | 20       | 21       | 22       | 23       |
| 52       | 24       | 25       | 26       | 27       | 28       | 29       | 30       |
| 1        | 31       |          |          |          |          |          |          |

Das Jahr 1900 ist ein Säkularjahr. Es hat 365 Tage. Drei Ereignisse prägen das Jahr 1900 besonders: Die Weltausstellung in Paris, der Zweite Burenkrieg in Südafrika und der Beginn des Boxeraufstandes in China.

## Ereignisse

### Politik und Weltgeschehen

#### Deutsches Reich
- 1. Januar: Im Deutschen Reich treten das Bürgerliche Gesetzbuch (BGB) und das Handelsgesetzbuch (HGB) in Kraft.
- 1. Januar: Das Personenstandsgesetz tritt auf Helgoland in Kraft. Ehen müssen ab sofort vor einem Standesbeamten geschlossen werden.
- 1. Januar: Jahrhundertfeier im Zeughaus Berlin, veranstaltet von Kaiser Wilhelm II.
- 12. Januar: Der Reichstag stimmt mehrheitlich für die Verbindung der Waisen- und Witwenrente mit der staatlichen Invalidenversicherung.
- 25. Januar: Zweite Tirpitzsche Flottenvorlage für die Aufrüstung der Deutschen Marine gegen die britische Seeherrschaft
- 9. April: Durch das Gesetz betreffend die Bestrafung der Entziehung elektrischer Arbeit wird Stromdiebstahl in Deutschland als Vergehen strafbar.
- 22. Mai: Der Reichstag nimmt den umstrittenen Gesetzesentwurf über Sittlichkeitsdelikte (Lex Heinze) in seiner Kompromissfassung an.
- 12. Juni: Der Reichstag verabschiedet auf Grundlage der Zweiten Tirpitzschen Flottenvorlage das 2. Flottengesetz, das das Wettrüsten mit Großbritannien zur See vorantreibt.
- 17. Oktober: Bernhard von Bülow wird neuer deutscher Reichskanzler.
- 16. November: Der Wagen des Kaisers wird in Breslau von einer Frau attackiert, die daraufhin in eine psychiatrische Klinik eingewiesen wird. Die konservative Presse schreibt diesen Vorfall der SPD zu.
- 1. Dezember: Im Deutschen Reich leben nach dem Ergebnis der durchgeführten Volkszählung 56.345.014 Einwohner.
- Kiel überschreitet die 100.000-Einwohner-Grenze und wird damit zur Großstadt.

#### Weitere Ereignisse in Europa
- 1. Januar: Walter Hauser löst Eduard Müller als Bundespräsident der Schweiz ab. Hauser wird nach 1892 zum zweiten Mal Bundespräsident.
- 3. Januar: Der französische Staatsgerichtshof in Paris verurteilt den Dichter und Politiker Paul Déroulède wegen Hochverrats zu zehn Jahren Verbannung.
- 4. Januar: In Böhmen und in Mähren gehen etwa 70.000 Bergbauarbeiter in den Streik. Sie verlangen eine Arbeitszeitverkürzung und eine Lohnerhöhung von 20 %. Im Februar schließen sich tausende weitere Bergmänner im ganzen Reich an. Die schlechte Organisation und finanzielle Notlagen lassen den Streik im März ohne Erfolge scheitern.
- 4. Januar: In den Kohlerevieren Lüttich und Mährisch-Ostrau kommt es zu Aufständen und Streiks.
- 12. Februar: Lenin kehrt nach drei Jahren aus sibirischer Verbannung zurück.
- 27. Februar: Gründung des Labour Representation Committee als Vorläufer der britischen Labour Party
- 31. März: Tomáš Garrigue Masaryk gründet die Realistische Partei (Tschechische Volkspartei) als tschechische Unabhängigkeitsbewegung und als Absage an den Panslawismus.
- 5. April: Die belgische Regierung verabschiedet ein Subventionsprogramm zur Erschließung des Kongogebietes.
- 17. April: Zehn belgische Kaufleute werden in Brüssel wegen des Massenmordes an Eingeborenen der Kongokolonie unter Anklage gestellt.
- 5. Mai: Nach schweren Unruhen und Massenkundgebungen in Barcelona, Madrid, Valladolid, Burgos und Saragossa gegen die neuen Steuergesetze verhängt die spanische Regierung den Belagerungszustand über Barcelona. Spanien ist seit 1898 durch den Kampf gegen den Aufstand in Kuba und den Krieg gegen die USA in eine desolate Haushaltslage geraten.
- 20. Mai: Die Einführung einer allgemeinen Unfall- und Krankenversicherung wird in der Schweiz infolge eines Volksentscheids verworfen.
- 23. Mai: Das britische Unterhaus gesteht Frauen das aktive und passive Wahlrecht für die Gemeinderäte Londons zu.
- 29. Juli: König Umberto I. von Italien wird bei einem Attentat des Anarchisten Gaetano Bresci in Monza getötet, ihm folgt sein Sohn Viktor Emanuel III. auf dem Thron.
- 29. Juli: Wladimir Iljitsch Uljanow (später Lenin genannt) verlässt Russland und geht über Genf nach München in ein fünfjähriges Exil.
- 2. August: In Paris wird auf den Schah von Persien, Mozaffar ed-Din, ein erfolgloses Attentat verübt. Der Schah überrascht den bewaffneten 25-jährigen Attentäter mit einem Schlag auf das Handgelenk.
- 28. September: Der britische Kolonialminister Joseph Chamberlain wird beschuldigt, sich infolge seiner Beteiligungen an sechs Rüstungsfirmen persönlich bereichert zu haben.
- 1. Dezember: In der Schweiz werden 3.315.443 Einwohner gezählt, davon sind 383.424 (11,6 %) Ausländer und 2.932.019 Schweizerbürger. Deren Zahl ist seit dem 1. Dezember 1888 um 8,3 % gestiegen.
- 15. Dezember: Frankreich und Italien einigen sich in einem Geheimabkommen über ihre Interessensphären in Marokko und Tripolitanien.
- 31. Dezember: In Österreich-Ungarn werden 46.890.000 Einwohner gezählt. Seit 1890 stieg die Bevölkerung um 9,3 %.

#### Zweiter Burenkrieg im südlichen Afrika
Im Zweiten Burenkrieg konnten die Buren im Vorjahr, zur Überraschung der Briten, rasche Erfolge feiern und in die Kapkolonie und die Kolonie Natal einmarschieren. Sie belagerten mehrere britische Garnisonen und fügten den Engländern um den Jahreswechsel herum in den Schlachten von Magersfontein, Colenso, Stormberg und Spion Kop vier katastrophale Niederlagen innerhalb von sechs Wochen zu. Anfang 1900 wendet sich das Blatt jedoch zu Gunsten der Briten, mit dem Eintreffen von 60.000 Mann Verstärkung. Die belagerten Städte werden freigekämpft, und die Buren bei Paardeberg, Diamond Hill und Belfast geschlagen. Am 13. März fällt die Hauptstadt des Oranje-Freistaates, Bloemfontein, am 5. Juni die Hauptstadt Transvaals, Pretoria. Präsident Kruger flieht daraufhin nach Europa. Der Krieg scheint für Großbritannien gewonnen zu sein. Nun aber ändern die Buren ihre Taktik und gehen zu einem für die Briten äußerst verlustreichen Guerilla-Krieg über. Unter ihrem Anführer, General Christiaan De Wet kämpfen sie noch volle zwei Jahre lang weiter.
- 24. Januar: Die Buren siegen in der Schlacht von Spion Kop über die Briten (Natal/Südafrika)
- 7. Februar: Das britische Unterhaus lehnt mit großer Mehrheit einen Antrag der irischen Nationalisten auf Beendigung des Burenkrieges ab.
- 26. Februar: Vor dem Unterhaus gibt der britische Kriegsminister St John Brodrick bekannt, dass im Burenkrieg auch Frauen und Kinder „zu ihrem Schutz“ in Konzentrationslagern festgehalten werden. Die Ernährungslage in diesen Lagern wird als „schwierig“ bezeichnet.
- 27. Februar: Piet Cronjé kapituliert am Ende der mehrtägigen Schlacht von Paardeberg vor den britischen Belagerungstruppen unter Herbert Kitchener und Frederick Roberts. Es ist der erste große britische Sieg im Zweiten Burenkrieg.
- 2. März: Die Briten beenden die Belagerung von Ladysmith, der drittgrößten Stadt der Kolonie Natal.
- 13. März: Die Briten schließen mit der Einnahme von Bloemfontein die Eroberung des Oranjefreistaates ab.
- 31. März: Die Buren unter Christiaan de Wet siegen in der Schlacht von Sanna’s Post.
- 4. April: Auf dem Brüsseler Hauptbahnhof wird auf Albert Eduard, Prince of Wales, ein Attentat verübt, das jedoch misslingt. Der Täter, ein 16-jähriger Klempner, begründet seine Tat mit der britischen Unterdrückungspolitik im Burenkrieg. Die britische Presse macht am Folgetag die Hetzpolitik der kontinentaleuropäischen Staaten gegen den Burenkrieg für das Attentat verantwortlich. Am 5. Juli wird der Täter wegen Unzurechnungsfähigkeit freigesprochen.
- 28. Mai: Großbritannien erklärt die Burenrepublik Oranjefreistaat zur Kolonie.
- 31. Mai: Britische Truppen besetzen Johannesburg, die Buren ziehen sich nach Pretoria zurück.
- 5. Juni: Britische Truppen besetzen Pretoria.
- 1. September: Großbritannien teilt die Annexion von Transvaal in Südafrika mit.
- 19. September: Der britische Feldmarschall Frederick Sleigh Roberts erklärt den Burenkrieg für beendet.
- 24. November: Der Präsident der südafrikanischen Burenstaaten, Paul Kruger, wird in Paris vom französischen Staatspräsidenten Émile Loubet empfangen. Der Senat und die Kammer der Französischen Republik bekunden den Buren ihre Sympathie.
- 2. Dezember: Paul Kruger hält sich in Köln auf. Die Reichsregierung lehnt es ab, ihn in Berlin zu empfangen, was ihr von der deutschen Öffentlichkeit als Willfährigkeit gegenüber Großbritannien ausgelegt wird.

#### Französische Kolonien in Afrika
- 22. April: In der Schlacht bei Kousséri zwischen drei französischen Kolonialarmeen unter dem Befehl Amédée-François Lamys einerseits und den Truppen des Reiches Bornu unter dem Usurpator Rabih az-Zubayr ibn Fadl Allah andererseits finden beide Heerführer den Tod. Das von den Franzosen in dieser Schlacht besiegte zentralafrikanische Reich wird später unter den Kolonialmächten Großbritannien, Frankreich und Deutschland aufgeteilt.
- 29. Mai: Die Franzosen gründen in Afrika das Fort Lamy. Es entwickelt sich zur Hauptstadt des Tschad und heißt heute N’Djamena.

#### Boxeraufstand in China

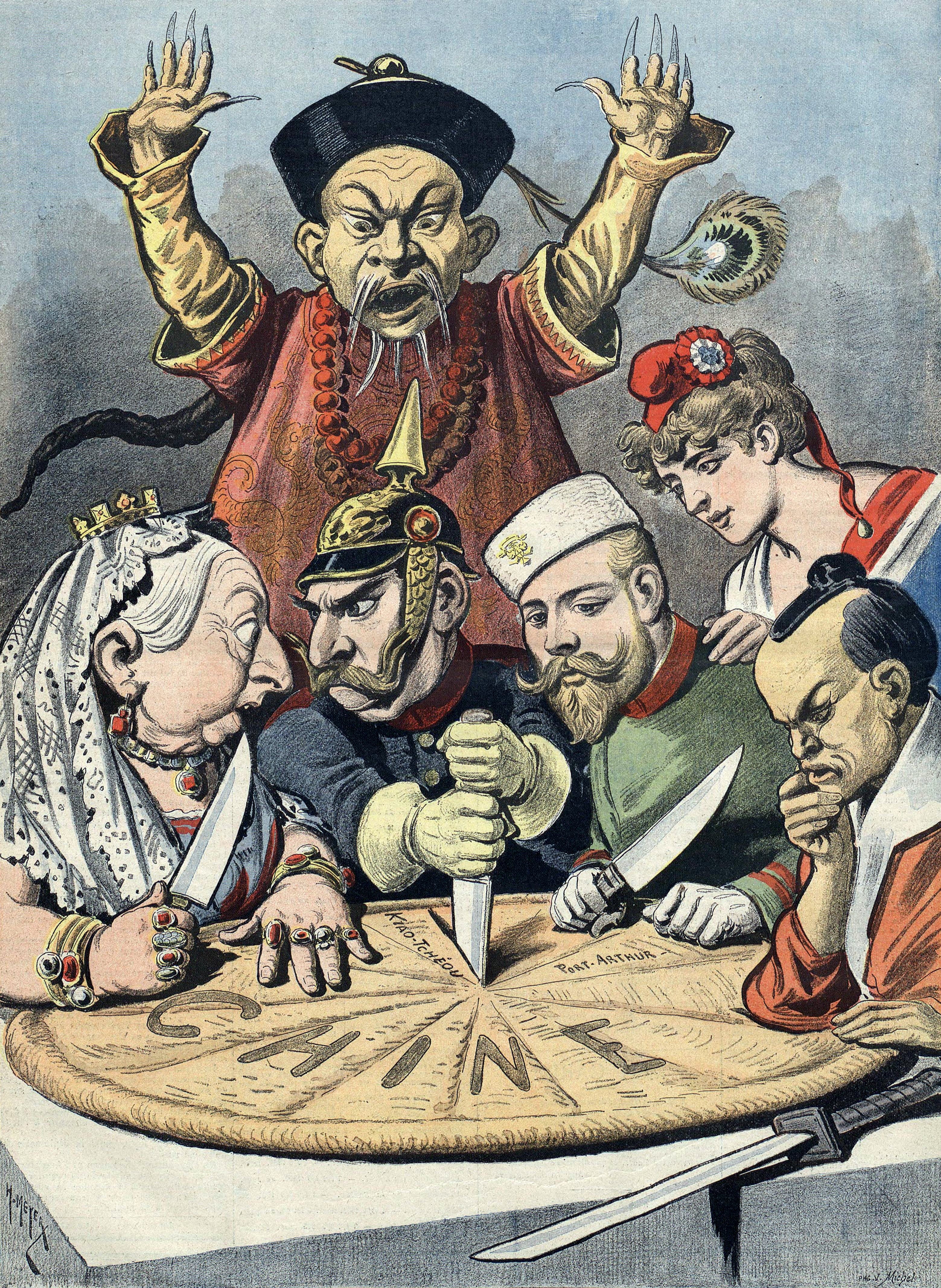
Eine französische politische Propagandakarikatur, die China als Kuchen darstellt, der von den europäischen Großmächten und Japan zerteilt wird.

Die chinesische Volksbewegung der Boxer richtet sich gegen den wachsenden Einfluss der Kolonialmächte, und speziell die Ungleichen Verträge, sowie die christliche Missionierung in China, und will diese mit Gewalt beseitigen. Dazu kommt eine allgemeine Krisenstimmung, ausgelöst durch Naturkatastrophen und Hungersnöte. Die Qing-Dynastie, die gerade erst innere Kämpfe hinter sich hat, bei denen sich die Kaiserinwitwe Cixi durchsetzte, wird von den Boxern unterstützt.
Am 15. April werden die Boxer auf Druck der ausländischen Mächte verboten, doch da sich reguläre kaiserliche Truppen in Peking und Tientsin mit ihnen verbünden, lässt sich das Verbot nicht durchsetzen. Im Mai erreicht die Bewegung die Umgebung der Hauptstadt Peking und beginnt mit Attacken gegen Ausländer sowie gegen die an die Küste führenden Bahnlinien. Am 14. Juni erfolgt der Einmarsch der „Boxer“ in Peking.
Am 17. Juni stürmen Truppeneinheiten der Vereinigten acht Staaten, bestehend aus Italien, USA, Frankreich, Österreich-Ungarn, Japan, Deutsches Reich, Vereinigtes Königreich und Russland, die Küstenforts von Dagu nahe Tianjin an der Mündung des Flusses Hai He. Als Reaktion erlässt der Kaiserhof am 21. Juni ein Edikt, und kaiserliche Truppen kämpfen nun offiziell an der Seite der Boxer.
Am 19. Juni lässt Cixi allen ausländischen Missionen mitteilen, dass Ausländer Peking innerhalb von 25 Stunden Richtung Tientsin zu verlassen hätten, anderenfalls ihre Sicherheit nicht gewährleistet sei. Der deutsche Gesandte, Baron von Ketteler, begibt sich am nächsten Tag zum Außenministerium Zongli Yamen, um die Angelegenheit zu besprechen. Er wird jedoch auf dem Weg ermordet. Die ausländischen Gesandten in Peking beordern daraufhin rund 450 Soldaten als Gesandtschaftswachen nach Peking und beginnen, das Viertel zu verbarrikadieren. Etwa 20.000 Chinesischen Truppen und Boxermilizen belagern daraufhin das Gesandtschaftsviertel in Peking, gleichzeitig wird die internationale Konzession in Tianjin (Tientsin) belagert, die von den internationalen Truppen am 14. Juli eingenommen wird.

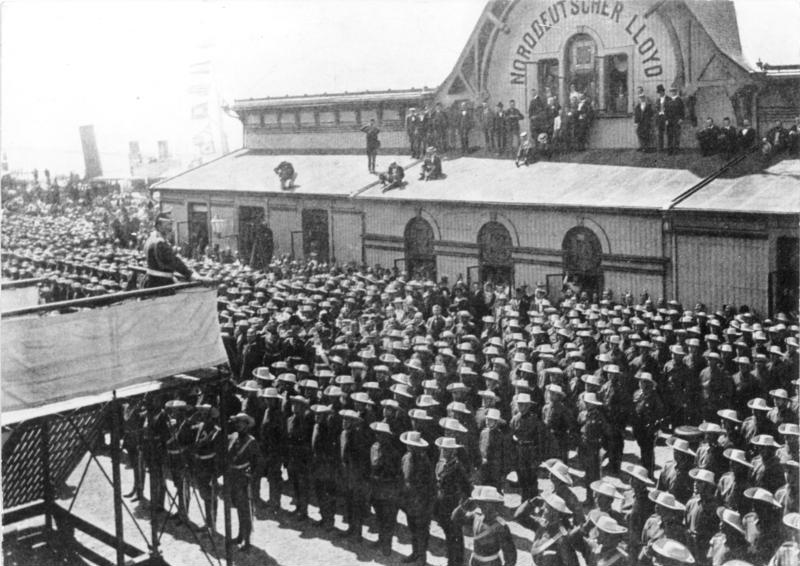
Wilhelm II. in der Uniform des Seebataillons bei seiner Rede am 27. Juli vor der Lloydhalle in Bremerhaven

In der Zwischenzeit stellen sechs europäische Staaten sowie die USA und Japan ein Expeditionskorps für eine Intervention in China zusammen. Bei der Verabschiedung eines Teils der deutschen Truppen am 27. Juli hält Kaiser Wilhelm II. seine berüchtigte Hunnenrede, die von internationalen Protesten gefolgt ist. Die in Europa eingeschifften Truppen kommen allerdings zu spät, um noch am Entsatz Tianjins und Pekings teilzunehmen, auch wenn der deutsche Feldmarschall Alfred Graf von Waldersee am 23. September den Oberbefehl über die alliierten Truppen im Boxerkrieg erhält.
Das Expeditionskorps erreicht am 13. August Peking, das bereits am folgenden Tag fällt. Am 15. August fliehen die Kaiserinwitwe und ihr Rat aus Peking nach Xi’an. In einem Edikt vom 7. September macht Cixi die Boxer für die militärische Niederlage verantwortlich und erteilt den Provinzgouverneuren die Anweisung, erneut Regierungstruppen gegen sie einzusetzen. Am 25. September werden in den Aufstand verwickelte hohe Amtsträger vom Kaiserhof degradiert. Gleichzeitig beginnen die alliierten Truppen damit, Strafexpeditionen gegen Aufständische durchzuführen und so den letzten Widerstand zu brechen.
Am 16. Oktober: schließen das Deutsche Kaiserreich und Großbritannien in London das Jangtse-Abkommen zur Regelung der gemeinsamen wirtschaftlichen Interessen im Kaiserreich China, dem später weitere Großmächte beitreten.

#### Amerika

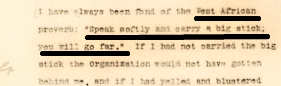
Roosevelts Brief an Henry W. Sprague

- 26. Januar: In einem Brief verwendet Theodore Roosevelt erstmals den Ausdruck „Speak softly and carry a big Stick“.

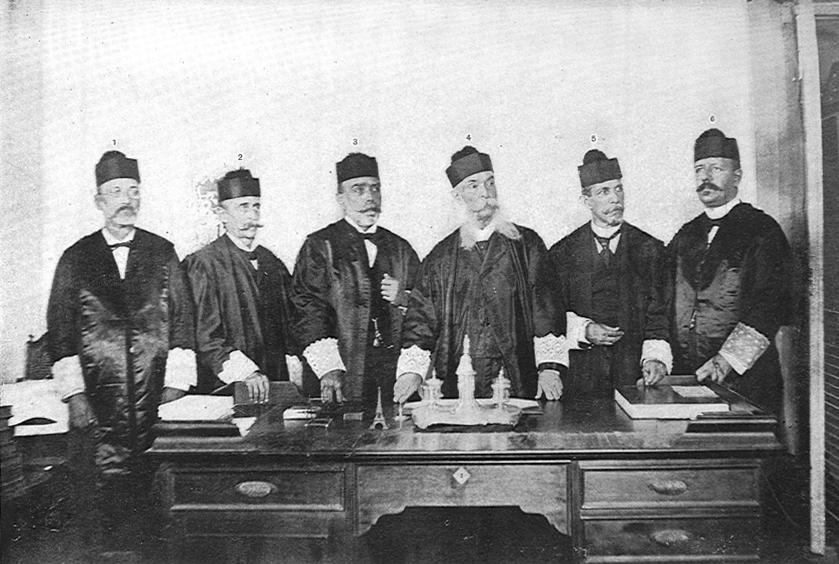
Der erste Supreme Court von Puerto Rico, 1900

- 2. April: Puerto Rico, als Folge des Spanisch-Amerikanischen Krieges seit 1898 unter der Kontrolle der USA, erhält mit dem nach Senator Joseph B. Foraker benannten Foraker Act eine Zivilregierung. Die Regierung der Insel besteht aus einem vom US-Präsidenten benannten Gouverneur, einem exekutiven Rat und einer Legislative mit 35 Mitgliedern. Der erste zivile Gouverneur Charles Herbert Allen wird am 1. Mai vereidigt. Am 5. Juni ernennt US-Präsident McKinley einen exekutiven Rat mit fünf puerto-ricanischen und sechs US-amerikanischen Mitgliedern. Mit dem Foraker Act entsteht auch eine Judikative, an deren Spitze der Supreme Court steht. Puerto Rico darf außerdem einen Resident Commissioner als Vertreter in den Kongress der Vereinigten Staaten schicken. Am 6. November finden die ersten Wahlen statt, und am 3. Dezember nimmt die legislative Versammlung Puerto Ricos ihre Arbeit auf. Angesichts des neuen politischen Status entstehen mehrere politische Parteien mit unterschiedlichen Zielsetzungen auf der Insel.
- 14. Juni: Hawaii wird ein von den USA annektiertes Territorium und 1959 zum 50. Bundesstaat.
- 6. November: Präsidentschaftswahl in den Vereinigten Staaten 1900: Der republikanische Amtsinhaber William McKinley kann sich wie bereits 1896 gegen seinen demokratischen Herausforderer William Jennings Bryan klar durchsetzen und wird für eine zweite Amtszeit bestätigt. Neu gewählter Vizepräsident an McKinleys Seite wird Theodore Roosevelt.
- 27. November: Die USA erhöhen ihre ständigen Streitkräfte auf 100.000 Mann.

#### Australien und Ozeanien
- 17. Februar: Teilung der Samoa-Inseln: Sie werden westlich des 171. Längengrades zu deutschem Schutzgebiet. Die USA besetzen den östlichen Teil.
- 1. März: Gouverneur Wilhelm Heinrich Solf hisst in Milinuu die deutsche Reichsflagge in der neuen als „Schutzgebiet“ bezeichneten deutschen Kolonie Deutsch-Samoa.
- 9. Juli: Die britische Königin Victoria unterzeichnet die australische Bundesverfassung.

### Wirtschaft

#### Weltausstellung in Paris

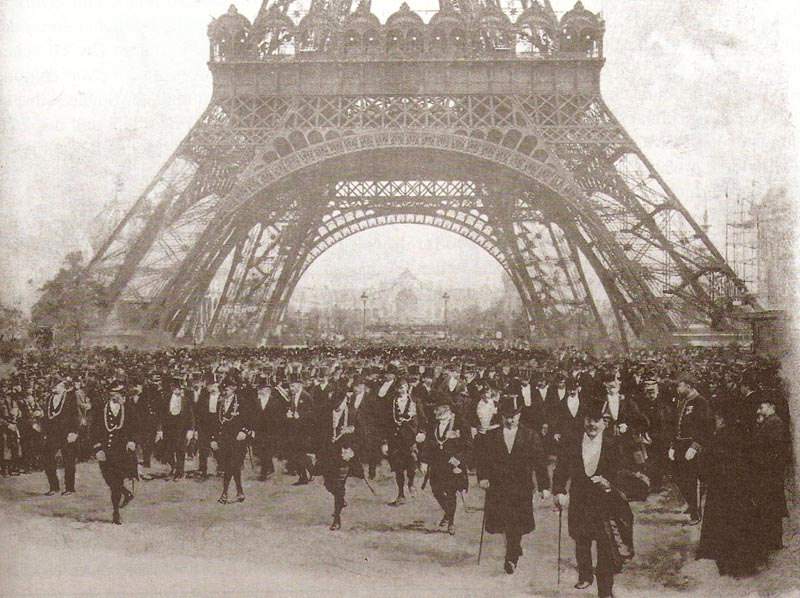
Offizielle Eröffnung der Weltausstellung

Auf der Pariser Weltausstellung werden viele technische Errungenschaften vorgestellt, die das 20. Jahrhundert prägen werden, darunter der Dieselmotor, der Tonfilm und die Rolltreppe. Auf dem Höhepunkt der Belle Époque lautet das offizielle Ausstellungsmotto: „Bilanz eines Jahrhunderts“. Als bauliches Erbe hat die Ausstellung vor allem das Petit Palais und das Grand Palais hinterlassen. Zur Ausstellung werden auch die Pariser Metro und der Pont Alexandre III über die Seine sowie mehrere Bahnhöfe eröffnet. Das Gelände der Weltausstellung ist der Hauptaustragungsort der Zweiten Olympischen Spiele.
- 14. April: Der französische Staatspräsident Émile Loubet eröffnet die Pariser Weltausstellung. Ab dem Folgetag kann das Publikum unter anderem über Rolltreppen und einen rollenden Bürgersteig staunen.

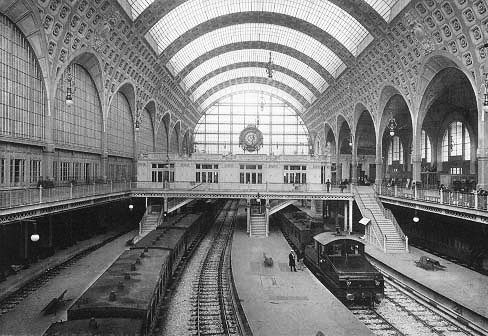
Die Gare d'Orsay um 1900

- 28. Mai: Anlässlich der Weltausstellung in Paris wird die von Victor Laloux für die Verbindung Paris–Orléans errichtete Gare d’Orléans am Quai d’Orsay für den Verkehr freigegeben. Eine feierliche Eröffnungszeremonie für das Gebäude, das heute das Musée d’Orsay beherbergt, erfolgt am 14. Juli.
- 19. Juli: Die erste Pariser Metro-Strecke wird in Betrieb genommen. Der 10,6 km lange Tunnel verbindet die Stationen Porte Maillot und Porte de Vincennes.
- 16. August: Anlässlich der Weltausstellung in Paris wird der Große Internationaler Feuerwehrrat gegründet. Wesentlicher Leitgedanke ist, Kongresse und Symposien in regelmäßigen Abständen zu organisieren, um den Brandschutz länderübergreifend zu fördern.
- 12. November: Die Weltausstellung in Paris geht zu Ende. Die Veranstalter zählten in den sieben Monaten rund 47 Millionen Besucher.

#### Geldwirtschaft
- 1. Januar: In Österreich-Ungarn wird die Österreichische Krone ausschließliches Zahlungsmittel. Die neue Goldwährung ersetzt den Gulden, der seit 1892 langsam aus dem Verkehr gezogen wurde. Zwei Kronen entsprechen einem Gulden.
- 14. März: US-Präsident William McKinley unterzeichnet das Goldstandard-Gesetz. Diese festgeschriebene Deckung der Geldwährung durch Gold wird 71 Jahre später durch Richard Nixon aufgehoben.

#### Postwirtschaft und Telekommunikation
- 1. April: Die Briefzustellung in Deutschland wird als Monopol der Reichspost anvertraut, die private Beförderung örtlicher Sendungen verboten.
- 16. April: In den USA werden ihre ersten Briefmarkenheftchen verkauft.
- 15. Mai: Die Küstenfunkstelle Borkum wird eröffnet.
- 6. August: Die erste Telefonleitung zwischen Berlin und Paris wird freigeschaltet.
- 31. August: Der direkte Telegraphenverkehr zwischen Deutschland und den USA mittels Seekabel wird aufgenommen. Die Strecke geht von Borkum über Faial nach New York City. Die Teilstrecke zwischen Deutschland und den Azoren wurde schon am 28. Mai eröffnet.

#### Unternehmensgründungen
- 2. Januar: In Wien erscheint die Österreichische Kronen-Zeitung. Herausgeber der neuen Tagesgazette ist Gustav Davis.
- 3. August: Harvey Samuel Firestone gründet in Akron die Reifenfirma Firestone Tire & Rubber Company.
- 15. November: Ernst Bucher gründet in Ravensburg das Optische, mechanische & elektrotechnische Institut. Heute bekannt als RAFI GmbH & Co. KG

#### Verkehr
- 25. März: Nach neun Monaten Bauzeit nimmt die Straßenbahn Stralsund den Betrieb auf, der Fahrpreis beträgt 10 Pfennig.
- 27. Juni: Die durchgehend unterirdisch durch das West End und die City of London verlaufende Central London Railway, heute Teil des U-Bahnnetzes der London Underground, wird eröffnet. Der reguläre Betrieb beginnt am 30. Juli. Die CLR bedient die Stationen Shepherd’s Bush, Holland Park, Notting Hill Gate, Queen’s Road (heute Queensway), Lancaster Gate, Marble Arch, Bond Street (ab 24. September), Oxford Circus, Tottenham Court Road, British Museum, Chancery Lane, Post Office und Bank. Der Fahrpreis beträgt zwei Pence.
- 29. Juni: Das erste als Kreuzfahrtschiff gebaute Schiff, die Prinzessin Victoria Luise, läuft vom Stapel.
- 2. Juli: In Friedrichshafen unternimmt Ferdinand von Zeppelin erste Probefahrten mit seinem Starrluftschiff LZ 1 (Länge 128 m; Durchmesser 11).
- 5. Juli: Auf seiner Jungfernfahrt nach Nordamerika erringt das Passagierschiff Deutschland das „Blaue Band“ für die bisher schnellste Atlantiküberquerung.
- 29. September: Die erste Eisenbahn fährt von Sulingen nach Rahden. Später kann man für 1,10 Mark von Sulingen nach Bassum fahren.
- Der Bau der Hedschasbahn von Damaskus nach Medina beginnt.

### Wissenschaft und Technik

#### Archäologie
- Der Mechanismus von Antikythera wird von Schwammtauchern zusammen mit anderen Funden in einem Schiffswrack vor der griechischen Insel Antikythera entdeckt.
- 16. März: Der Brite Arthur Evans erwirbt auf Kreta ein Gelände mit Ruinen von Knossós und legt in umfangreichen, mehrjährigen Ausgrabungen den minoischen Palast frei.
- 27. März: Der schwedische Wissenschaftler und Asienforscher Sven Hedin entdeckt in China die Ruinenstadt Loulan.

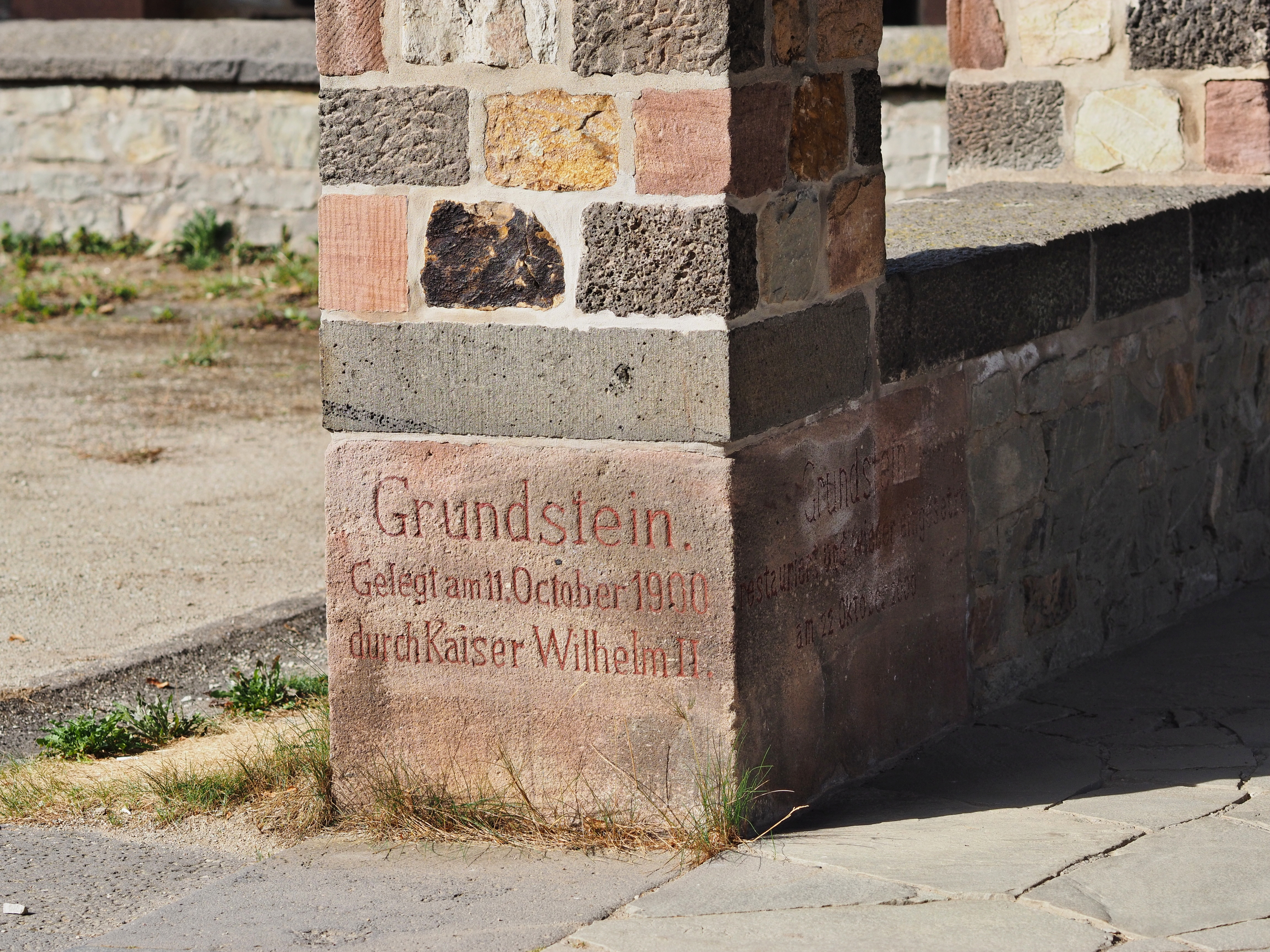
Grundstein Saalburgkastell

- 11. Oktober: Grundsteinlegung zur Rekonstruktion des Römerkastells Saalburg durch Kaiser Wilhelm II.

#### Mathematik/Naturwissenschaften
- 28. Mai: In Portugal, Spanien, Algerien und in Teilen der USA kann eine totale Sonnenfinsternis beobachtet werden.
- 8. August: Während des Internationalen Mathematikerkongresses in Paris präsentiert David Hilbert seine Liste von 23 Problemen der Mathematik.
- August: Im Permafrostboden Sibiriens wird das Berjosowka-Mammut gefunden.
- 14. Dezember: Max Planck trägt vor der Deutschen Physikalischen Gesellschaft in Berlin über das von ihm gefundene Strahlungsgesetz vor. Dieses beinhaltet, dass die Strahlungsenergie nicht kontinuierlich, sondern in Form von Energiequanten abgegeben wird (Geburtsstunde der Quantenphysik).
- Das Bakterium Pseudomonas aeruginosa wird vom deutschen Botaniker Walter Migula erstmals beschrieben. Es ist auch in der heutigen Zeit klinisch bedeutsam, da es Resistenzen gegenüber Antibiotika aufweist.
- Der britische Biochemiker Frederick Gowland Hopkins isoliert erstmals aus Proteinen die Aminosäure Tryptophan.

#### Polarforschung
- 20. April: Der Polarforscher Gunnerius Ingvald Isachsen entdeckt eine unbekannte Insel im Polarmeer. Die Amund-Ringnes-Insel erhält ihren Namen nach dem Brauereibesitzer, der die norwegische Expedition unter der Leitung Otto Sverdrups finanzierte.

#### Psychologie und Soziologie
- Dezember: Die Erstausgabe der Philosophie des Geldes von Georg Simmel erscheint. Sie gilt heute als klassische Kulturdiagnose der Moderne und Begründungstext der modernen Soziologie.
- Sigmund Freud veröffentlicht in Wien sein Werk Die Traumdeutung.

#### Lehre und Forschung
- 28. Februar: Per Erlass werden im Großherzogtum Baden als erstem deutschen Land Frauen uneingeschränkt zum Hochschulstudium zugelassen.
- 9. März: Um die Zulassung zum Universitätsstudium zu erlangen, schicken deutsche Frauenvereine Petitionen an den Reichstag, dessen Abgeordneten sich für „nicht zuständig“ erklären.
- 5. Juni: Der deutsche Gymnasialverein verfasst in Braunschweig eine Resolution gegen die Einführung eines Lehrplans ohne Latein für Reformgymnasien, an denen moderne Sprachen und Naturwissenschaften vorrangig gelehrt werden.
- 8. Juni: Eine Sachverständigenkommission der Reichsregierung, zu der unter anderen die Professoren Virchow, Mommsen und Harnack gehören, spricht sich für die Gleichberechtigung der Reformgymnasien und für die Gleichrangigkeit ihrer Abschlüsse aus.
- 14. September: Ein kaiserlicher Erlass gestattet Frauen in Österreich-Ungarn das Medizinstudium und das Erlangen des Doktorgrades. Die Universität Wien lässt Frauen als ordentliche Hörerinnen an der Medizinischen Fakultät zu (1897 an der Philosophischen Fakultät, 1919 an der Rechts- und staatswissenschaftlichen, 1922 an der Evangelisch-theologischen und 1945 an der Katholisch-theologischen Fakultät).

#### Technische Errungenschaften
- 10. Januar: Auf der Werft AG Vulcan Stettin findet in Gegenwart von Kaiser Wilhelm II. der Stapellauf des Doppelschraubendampfers Deutschland der HAPAG statt. Die Deutschland ist das bis dahin größte, stärkste und schnellste deutsche Schiff und erhält am 5. Juli das Blaue Band für die schnellste Atlantik-Überquerung.
- 25. März: In Guide Bridge bei Manchester wird der erste Zweitakt-Dieselmotor getestet.
- 16. November: Die vom französischen Bauingenieur François Hennebique entworfene Straßenbrücke Pont de la Manufacture über den Fluss Vienne wird als weltweit erste Stahlbetonbrücke in Châtellerault eröffnet.
- 23. Dezember: Reginald Fessenden führt die erste drahtlose Sprachübertragung durch.
- Die Baker Motor Vehicle Company stellt auf der Automobil-Show in New York ihr erstes Elektroauto vor, den Baker Electric. Das erste Exemplar wird von Thomas Alva Edison erworben.

### Kultur

#### Bildende Kunst

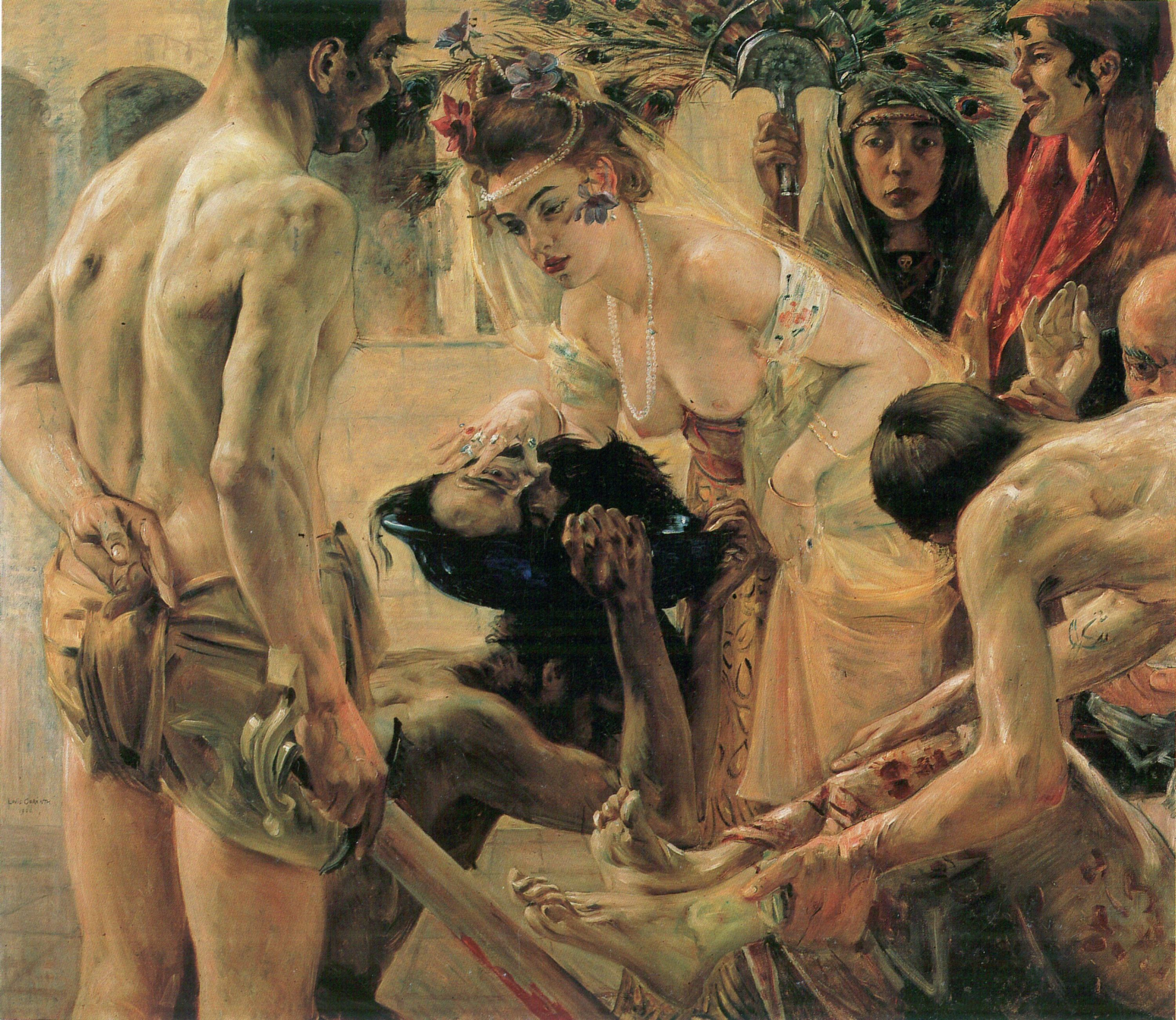
Lovis Corinth: Salome II. Fassung, Öl auf Leinwand

- 9. Mai: Max Liebermann eröffnet die zweite Kunstausstellung der Berliner Secession.

#### Literatur

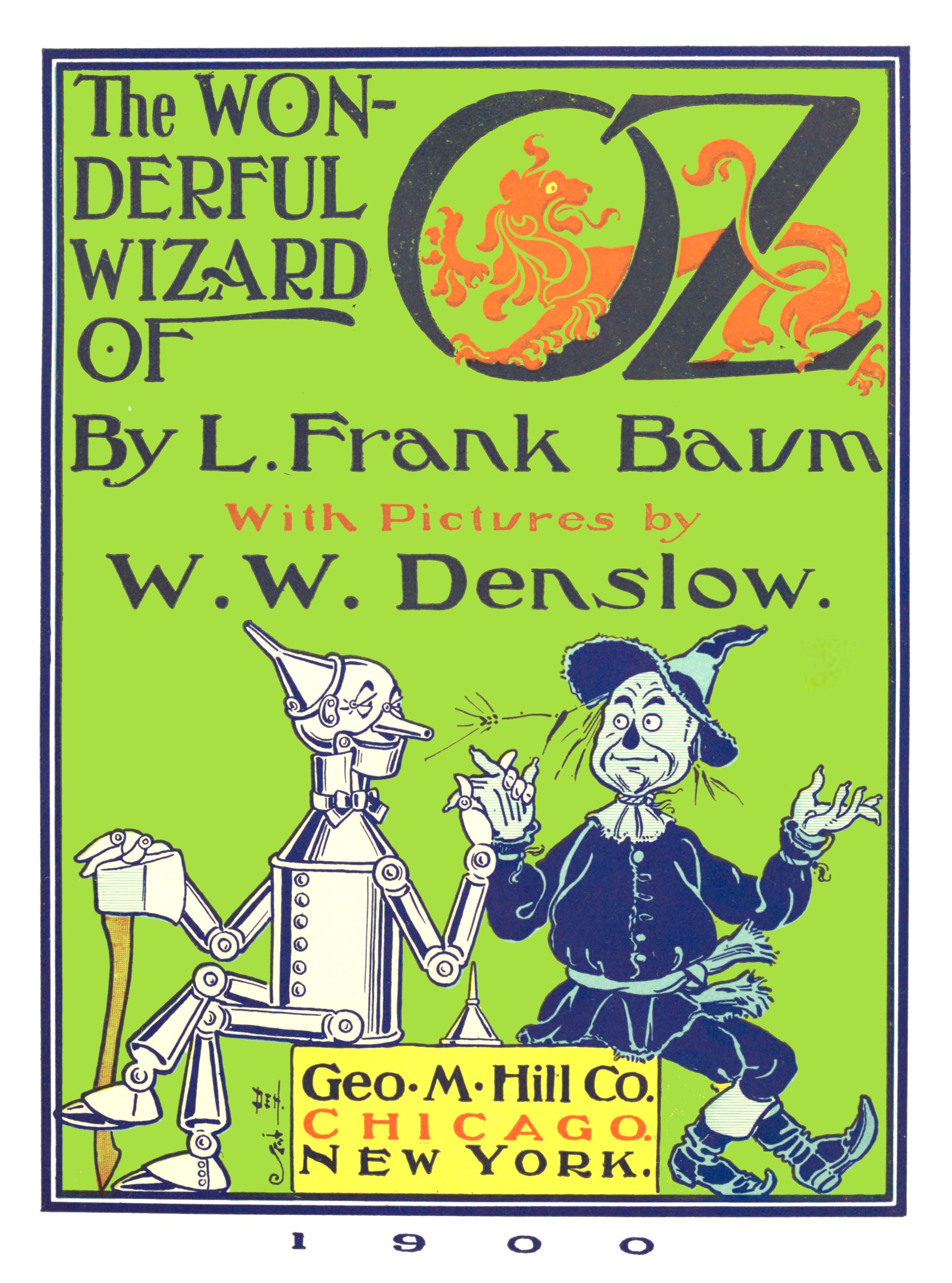
Titelblatt der englischen Originalausgabe

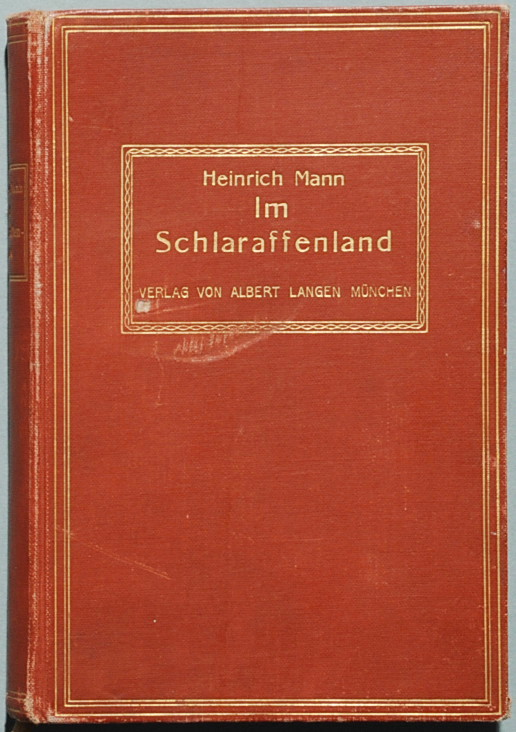
Einband der Erstausgabe

#### Musik und Theater
- 6. Januar: Uraufführung von Carl Hauptmanns Drama Ephraims Breite in Breslau

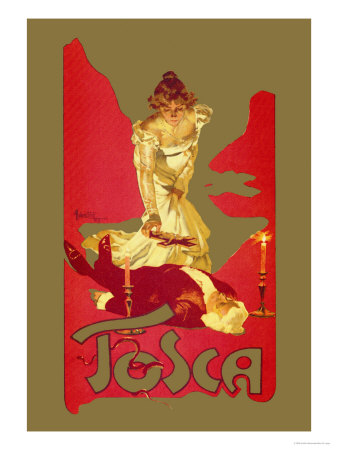
Originalplakat zur Oper Tosca

- 14. Januar: Am Teatro Costanzi in Rom erfolgt vor namhaftem Publikum die Uraufführung der veristischen Oper Tosca von Giacomo Puccini unter der Leitung von Leopoldo Mugnone. Hariclea Darclée singt die Titelrolle. Das Libretto stammt von Giuseppe Giacosa und Luigi Illica nach dem gleichnamigen Drama von Victorien Sardou. Adolfo Hohenstein ist für Bühnenbild und Kostüme sowie für die Plakatgestaltung verantwortlich. Die Uraufführung, die inmitten einer politisch angespannten Stimmung stattfindet, wird ein großer, wenn auch kein triumphaler Erfolg.
- 17. Januar: Die Musikalische Tragödie Kain von Eugen d’Albert hat ihre Uraufführung am Königlichen Opernhaus Berlin. Das auf dem Buch Genesis der Bibel basierende Libretto stammt von Heinrich Bulthaupt.
- 22. Januar: An der Hofoper in Wien erfolgt die Uraufführung der spätromantischen Märchenoper Es war einmal … von Alexander von Zemlinsky unter der Leitung des Komponisten.
- 26. Januar: Der vom Autor so genannte dramatische Epilog Wenn wir Toten erwachen von Henrik Ibsen wird am Hoftheater in Stuttgart uraufgeführt.

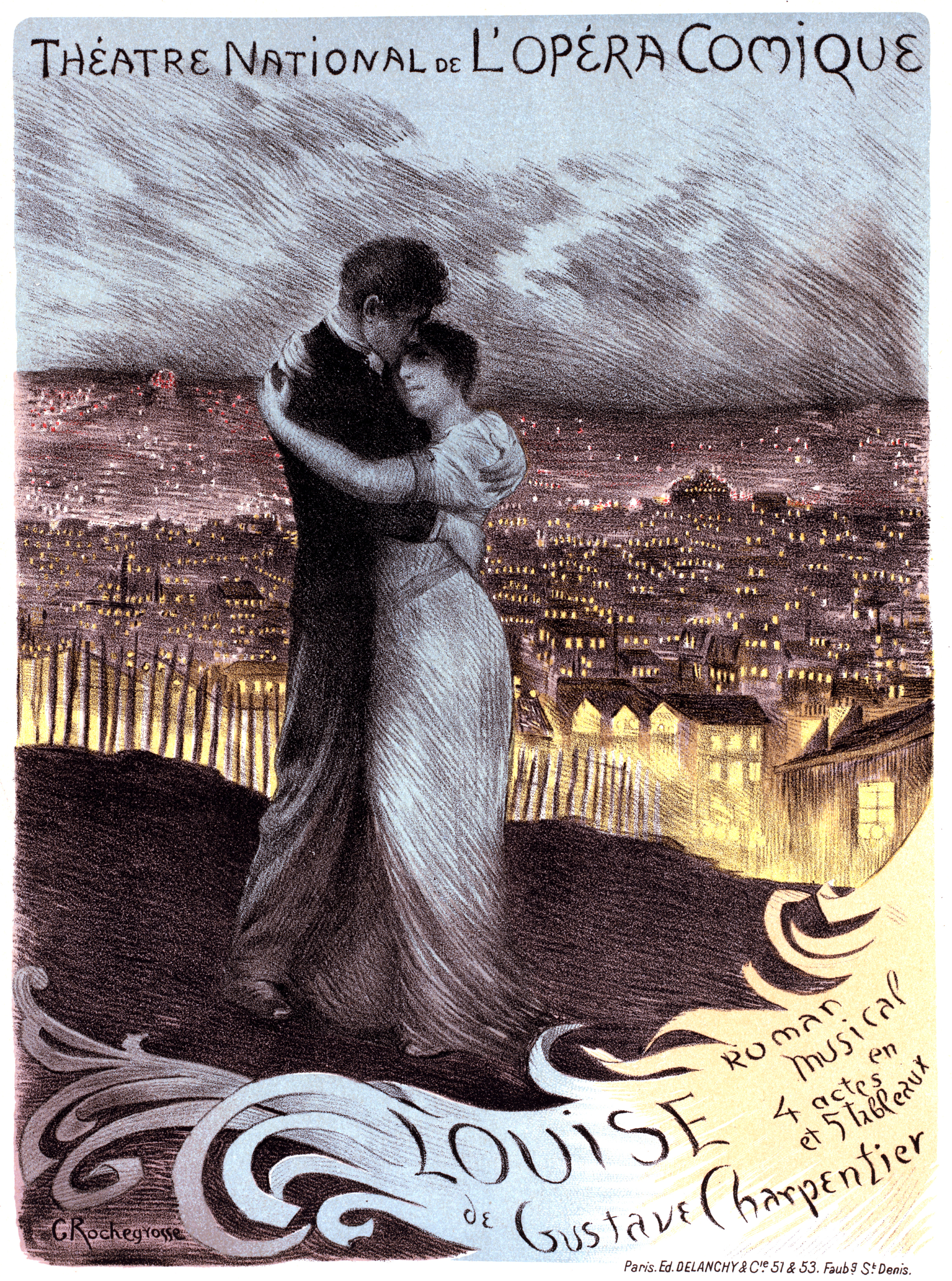
Premierenposter für Louise

- 2. Februar: Die veristische Oper Louise von Gustave Charpentier findet mit Erfolg in der Salle Favart der Opéra-Comique in Paris statt. Die musikalische Leitung hat André Messager. Ab der achten Aufführung am 10. April übernimmt die Zweitbesetzung Mary Garden die Hauptrolle zunächst im dritten Akt und ab dem 25. April vollständig. Sie hat damit einen gewaltigen Erfolg und gilt als Idealbesetzung.
- 26. Februar: Am Königlichen Dramatischen Theater Stockholm wird die Komödie Brott och brott (Rausch) von August Strindberg uraufgeführt.
- 15. März: UA des Versdramas Der junge Adler von Edmond Rostand in Paris
- 16. April: Nach einigen Privataufführungen findet am Ostersonntag die erste öffentliche Aufführung des schon 1892 im Druck erschienenen Dramas Meister Oelze von Johannes Schlaf in Magdeburg statt, stößt jedoch beim Publikum auf wenig Resonanz. Das Werk bleibt weitestgehend ein Lesedrama und erlebt kaum Aufführungen.
- 2. Juli: Die überarbeitet Version der sinfonischen Dichtung Finlandia von Jean Sibelius hat ihre Uraufführung mit dem  Philharmonischen Orchester Helsinki unter der Leitung von Robert Kajanus in Helsinki. Auch bei der Weltausstellung in Paris wird das Werk aufgeführt und rückt damit nicht nur den Komponisten Sibelius, sondern auch die finnische Frage in die Aufmerksamkeit des restlichen Europas.
- 3. Oktober: Das Oratorium The Dream of Gerontius von Edward Elgar wird auf dem Birmingham Triennial Music Festival uraufgeführt.
- 3. November: UA der Oper Das Märchen vom Zaren Saltan von Nikolai Andrejewitsch Rimski-Korsakow an der Solodownikow-Privatoper in Moskau

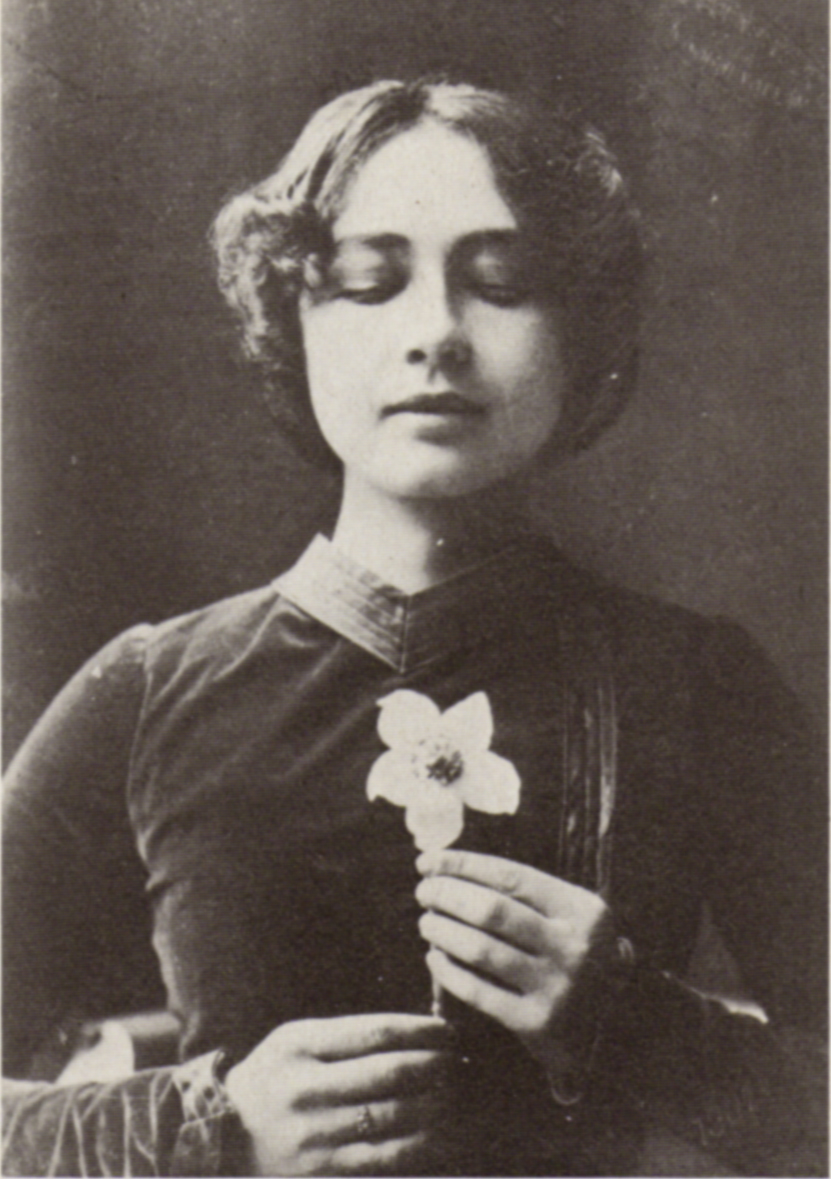
Harriet Bosse in einer englischsprachigen Inszenierung von Nach Damaskus um 1900

- 19. November: Der erste Teil des dreiteiligen Dramas Nach Damaskus von August Strindberg wird am Dramaten in Stockholm uraufgeführt. Aufgrund seiner expressionistischen Formensprache gilt es als Meilenstein in der Entwicklung des modernen Dramas.
- 8. Dezember: UA der ersten zwei von drei Nocturnes (Nuages, Fêtes) von Claude Debussy durch das Lamoureux-Orchester in Paris
- 21. Dezember: Die Uraufführung des naturalistischen Dramas Michael Kramer von Gerhart Hauptmann findet am Deutschen Theater Berlin statt.

#### Sonstiges
- 14. April: Die erste Ausgabe des Guide Michelin erscheint zur Pariser Weltausstellung in einer Auflage von 35.000 kostenlosen Exemplaren. Gestaltet von der Touristikabteilung des Reifenherstellers Michelin ist er als Werkstattwegweiser für die rund 2400 französischen Autofahrer und für Radfahrer gedacht. Die Initiatoren André und Édouard Michelin stoßen damit in eine Marktlücke.

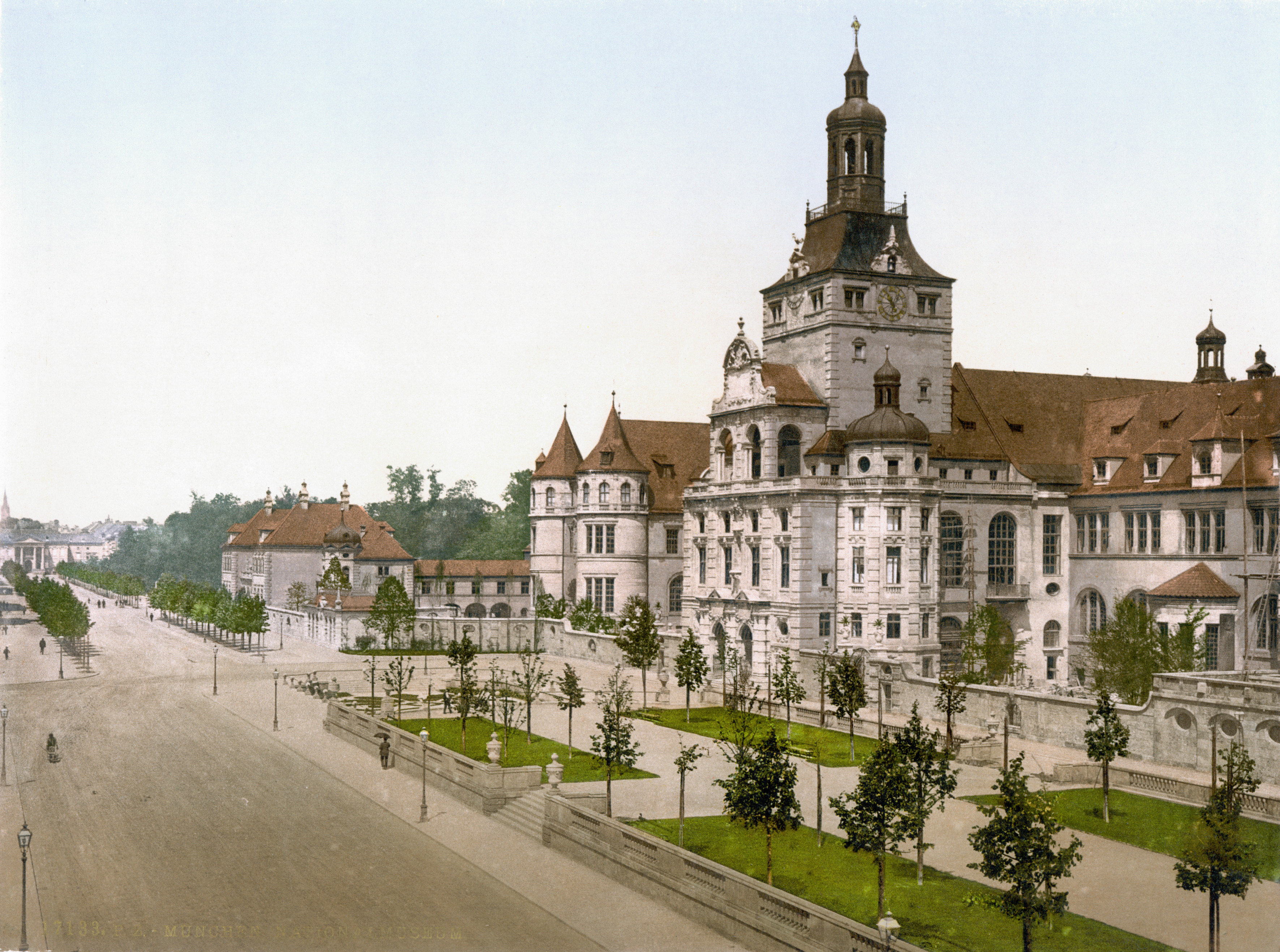
Das neue Nationalmuseum 1900

- 29. September: Prinzregent Luitpold von Bayern eröffnet den nach Entwürfen Gabriel von Seidls errichteten Neubau des Bayerischen Nationalmuseums an der Prinzregentenstraße in München. Er gehört zu den bedeutendsten und originellsten Museumsbauten seiner Zeit.

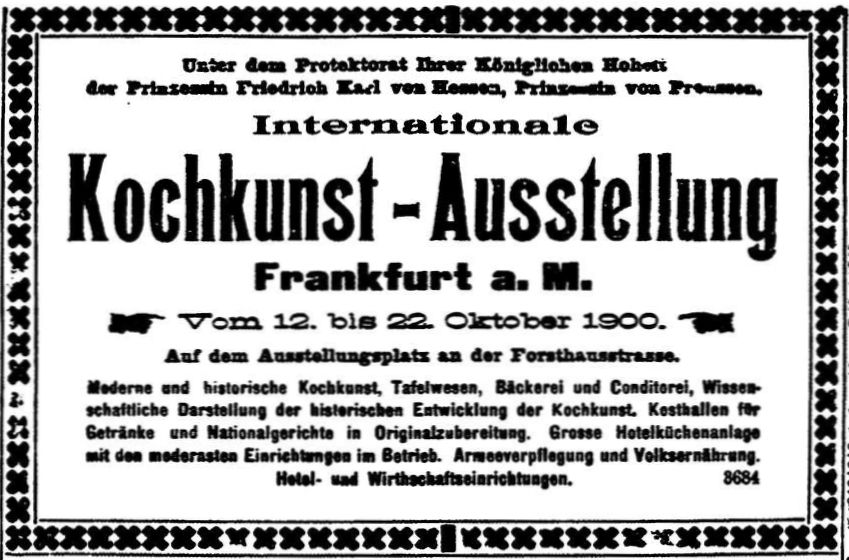
Anzeige für die erste Internationale Kochkunst-Ausstellung

- 12. Oktober: Die von Matthaeus Carl Banzer initiierte erste Internationale Kochkunst-Ausstellung wird unter dem Protektorat von Margarethe von Preußen auf der Messe Frankfurt in Frankfurt am Main eröffnet. Sie dauert bis zum 22. Oktober.
- 15. Oktober: In Leipzig erfolgt unter der Leitung von Bruno Schmitz die Grundsteinlegung für das Völkerschlachtdenkmal in Leipzig.

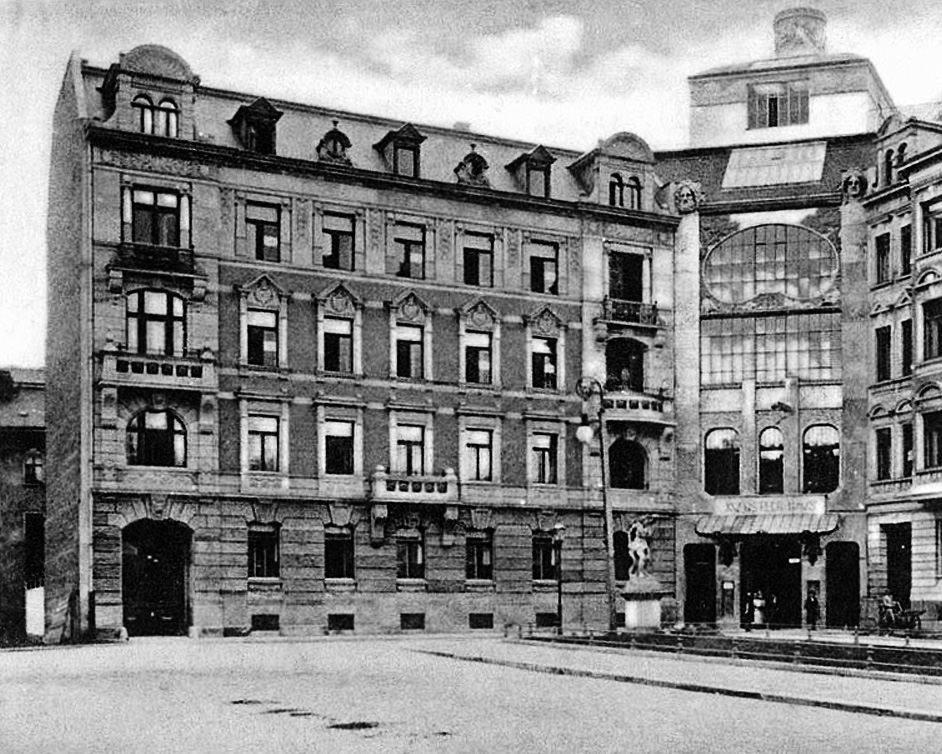
Platz am Künstlerhaus mit der Straßenfront des Künstlerhauses (rechts)

- 27. Oktober: Das von Fritz Drechsler im Jugendstil erbaute Künstlerhaus in Leipzig wird als Vereinshaus des Leipziger Künstlervereins eröffnet, der vor dem Haus befindliche Platz wird in Platz am Künstlerhaus umbenannt.

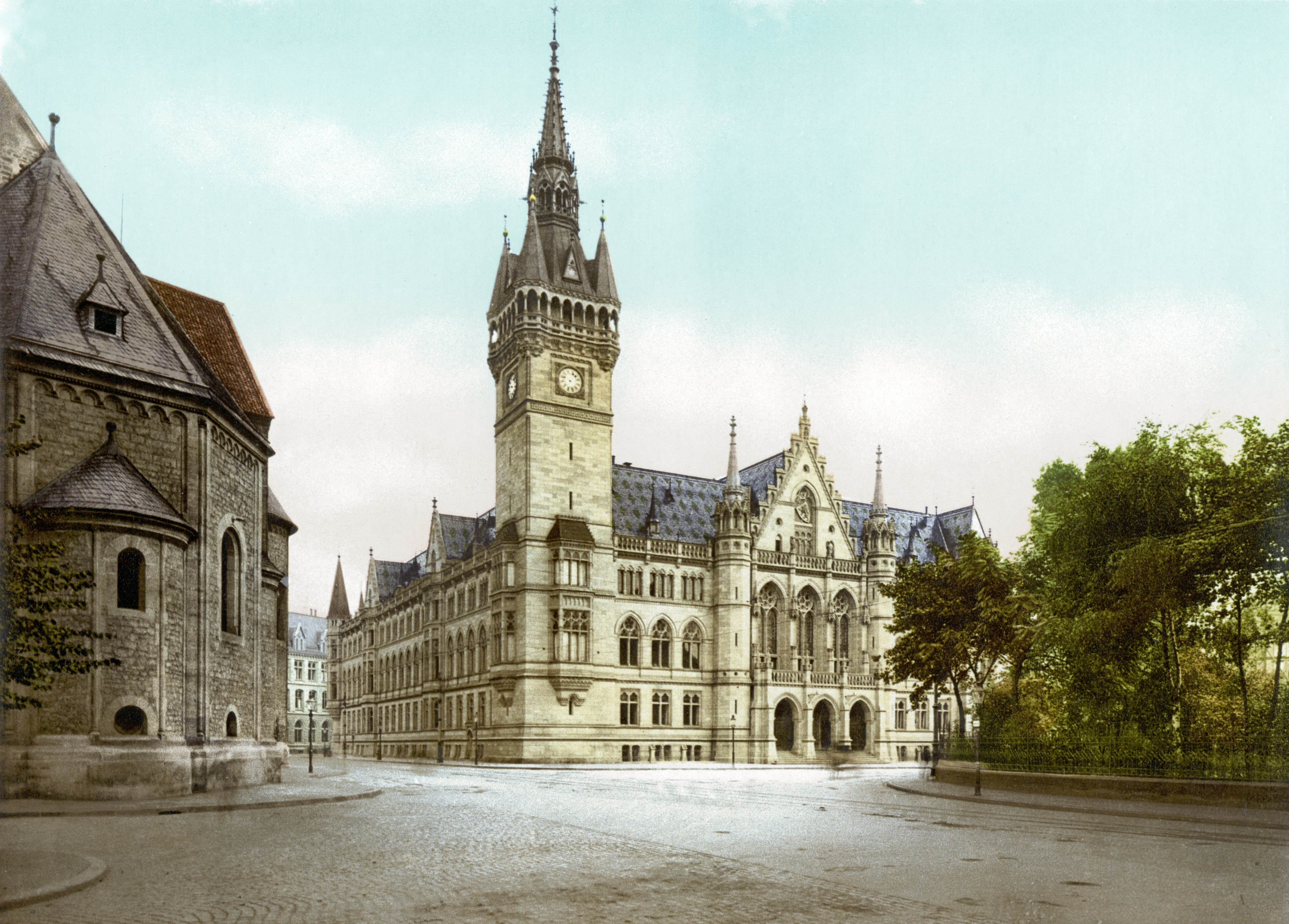
Das Rathaus um 1900 (links der Dom)

- 27. Dezember: Das im Stil der Neogotik erbaute neue Braunschweiger Rathaus wird eingeweiht.
- Die Kunstgalerie Wallace Collection wird für Besucher eröffnet.

### Gesellschaft
- 21. Februar: Der in Ulm geborene Physiker Albert Einstein wird in Zürich eingebürgert.
- 3. Mai: Auf Initiative des deutschen Kaisers Wilhelm II. spendet die Berliner Bevölkerung 500.000,00 Mark für die notleidende Bevölkerung Britisch-Indiens.
- 14. Mai: Der Sozialistische Abstinentenbund der Schweiz wird gegründet.
- 26. Mai: In Bern hält der Bund Schweizerischer Frauenvereine seine Gründungsversammlung ab. Erste Präsidentin wird Helene von Mülinen.
- 3. Juni: Das Gesetz, betreffend die Schlachtvieh- und Fleischbeschau tritt im Deutschen Reich in Kraft.
- 29. Juni: In Stockholm wird die Nobelstiftung errichtet. Sie nimmt Aufgaben im Zusammenhang mit der Vergabe von Nobelpreisen wahr.
- 1. Juli: Der österreichische Thronfolger Franz Ferdinand vermählt sich in Reichstadt (Böhmen) mit Sophie Gräfin Chotek.
- 2. September: In den staatlichen Schulen Preußens wird ein neues Schulfach zum Thema „Sexuelle Aufklärung“ eingeführt.
- 6. November: Um dem Rückgang der Geburtenziffern entgegenzuwirken, erhebt die französische Kammer eine Sondersteuer für alle Unverheirateten und Kinderlosen beiderlei Geschlechts, die das 30. Lebensjahr vollendet haben.
- 13. November: In Frankreich werden Frauen als Rechtsanwältinnen zugelassen.

### Religion
- 20. Februar: Der Paderborner Bischof Hubert Theophil Simar wird zum neuen Erzbischof von Köln geweiht.
- 25. März: In Hiltrup wird der Orden Missionsschwestern vom Heiligsten Herzen Jesu ins Leben gerufen.
- 19. Juni: In Jerusalem wird das Deutsche Evangelische Institut für Altertumswissenschaft des Heiligen Landes gegründet.
- 24. Dezember: Papst Leo XIII. beendet das Heilige Jahr mit der Schließung des Heiligen Tores der Peterskirche.

### Katastrophen
- 4. Januar: In der russischen Region um Tiflis zerstört ein Erdbeben zehn Dörfer. Dabei kommen etwa 1.000 Menschen ums Leben.
- 30. Juni: Ein Großbrand im Hafen von Hoboken (New Jersey) wirkt sich auf vier deutsche Linienschiffe aus. Auf dem hölzernen Pier lagernde Baumwollballen entzünden sich. Allein auf den Schiffen des Norddeutschen Lloyd sterben 147 Menschen, insgesamt werden 326 Tote gezählt.

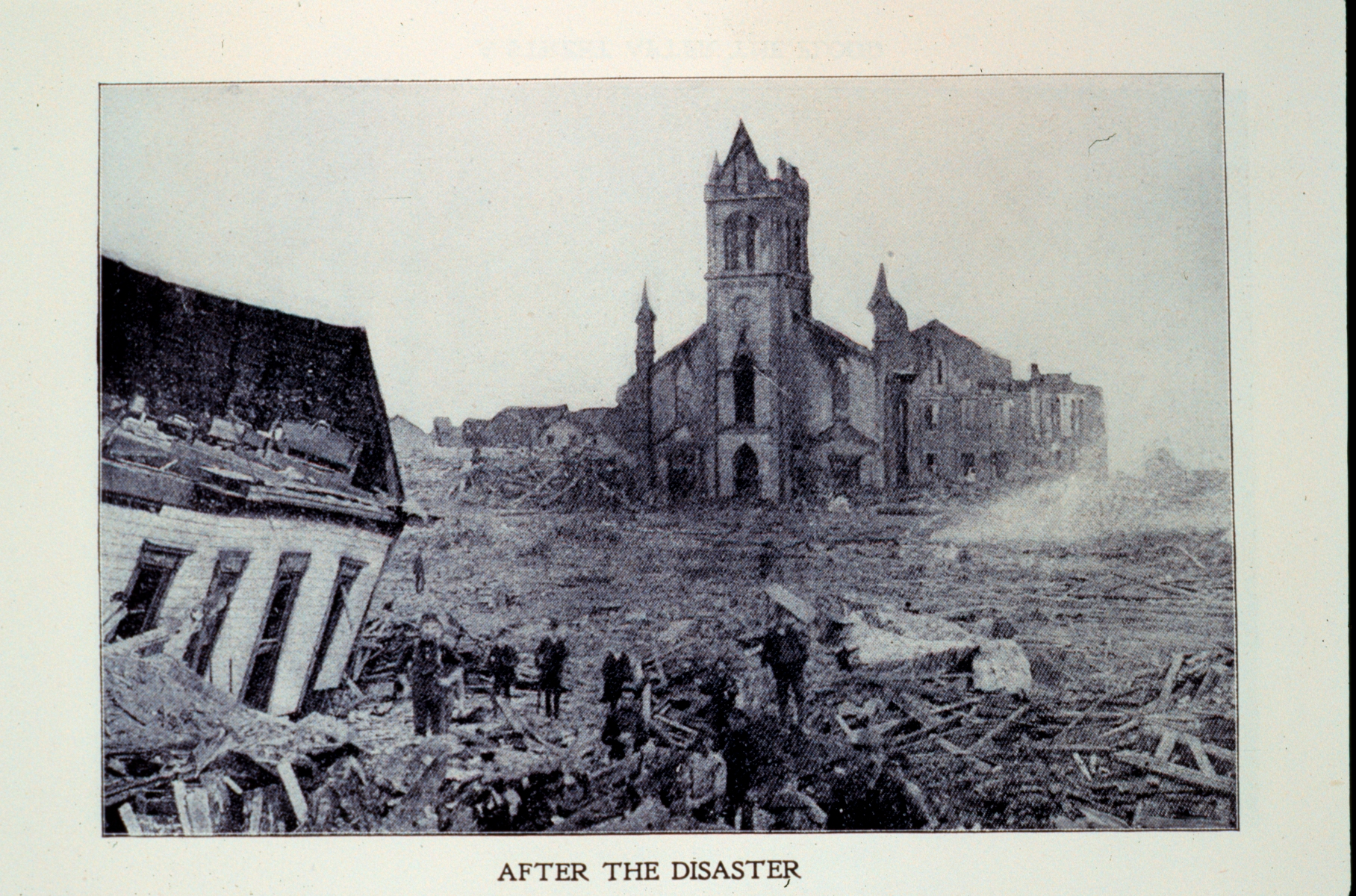
Das vom Hurrican zerstörte Galveston

- 8. September: Der Galveston-Hurrikan, ein Stufe-4-Hurrikan, vernichtet die texanische Küstenstadt Galveston und reißt 8.000 Menschen in den Tod.
- 1. Oktober: Bei einer Brandkatastrophe in Baku werden 97 Bohrtürme und ca. 8.000 t Erdöl vernichtet.
- 29. Oktober: Bei einer Explosion in einer New Yorker Chemiefabrik kommen fast 200 Menschen ums Leben.
- 16. Dezember: Während eines schweren Sturms sinkt das deutsche Schulschiff Gneisenau im Hafen von Málaga. 41 Menschen verlieren ihr Leben.

Kleinere Unglücksfälle sind in den Unterartikeln von Katastrophe und in der Liste von Katastrophen aufgeführt.

### Natur und Umwelt
- 24. März: Die letzte wildlebende Wandertaube wird von dem vierzehnjährigen Sohn eines Farmers in Ohio abgeschossen. Ihr ausgestopfter Balg wird in einem Museum in Columbia aufbewahrt.

### Sport

#### Olympische Spiele
- 14. Mai: Eröffnung der II. Sommerolympiade in Paris als Beiprogramm der laufenden Weltausstellung
- Bei den Olympischen Spielen in Paris ist Cricket das erste und einzige Mal olympische Sportart, ebenso wie Croquet und Pelota
- 28. Oktober: Nach über fünf Monaten Dauer gehen in Paris die II. Olympischen Sommerspiele mit der Schlussfeier zu Ende.

#### Boxen, Tennis

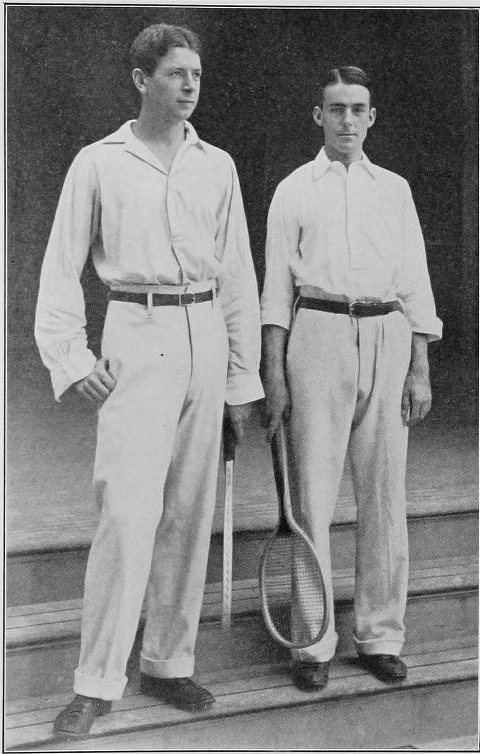
Das US-Doppel beim Davis-Cup 1900: Dwight Filley Davis und Holcombe Ward

- 9. Februar: Der 20-jährige US-amerikanische Tennisspieler Dwight Filley Davis stiftet den nach ihm benannten Davis Cup. Erster Gewinner des Davis Cups werden im August die USA mit einem 3:0-Sieg über Großbritannien.
- 11. Mai: Der US-Amerikaner James J. Jeffries gewinnt in Coney Island gegen seinen Landsmann James J. Corbett die Boxweltmeisterschaft im Schwergewicht.

#### Wintersport
- 6. Februar: Auf dem Csobaer See (Hohe Tatra) findet erstmals eine Europameisterschaft im Eisschnelllauf statt.
- 10. Februar: Der 23-jährige norwegische Eisschnellläufer Peder Östlund stellt in Davos innerhalb von zwei Tagen fünf neue Weltrekorde auf.

#### Sportverbände
- 28. Januar: In Leipzig wird der Deutsche Fußball-Bund gegründet. Ferdinand Hueppe wird anschließend zum ersten Präsidenten gewählt.
- 14. April: Die Radsportverbände von Belgien, Frankreich, Italien, der Schweiz und der USA gründen in Paris den Weltverband Union Cycliste Internationale (UCI).
- 4. November: In Kassel wird der Deutsche Rugby-Verband gegründet.

#### Vereinsgründungen
- 9. Januar: Der Fußballverein Lazio Rom wird von Luigi Bigiarelli gegründet.
- 27. Februar: Elf Mitglieder des MTV München von 1879 verlassen den Verein und gründen den FC Bayern München. Das erste Spiel gewinnt der neue Verein im März gegen den 1. Münchner FC 1896 mit 5:2.
- 18. März: Der Fußballverein Ajax Amsterdam wird von Han Dade, Floris Stempel und Karel Reeser neu gegründet, nachdem er ein paar Jahre zuvor aufgelöst worden ist.
- 4. Mai: 18 Gymnasiasten gründen den 1. FC Nürnberg als Rugby-Verein.
- 2. Juni: Für das in der Vereinssatzung festgelegte Gründungsdatum des 1. FC Kaiserslautern gibt es keine Belege. Da es ansonsten keine auf den Tag genauen Angaben gibt, hält der Verein aus praktischen Gründen an diesem Datum fest.
- 29. Juni: Der Verein für Turn- und Volksspiele Bottrop wird gegründet.
- 1. August: Gründung des Fußballvereins Borussia Mönchengladbach
- 21. August: Gründung des Fußballvereins 1. FC Bocholt
- 7. Oktober: Gründung des Fußballvereins Holstein Kiel
- 15. November: Straßenkicker gründen den Fußballverein NEC Nijmegen in den Niederlanden.
- 16. Dezember: Gründung des Sportvereins Alemannia Aachen

Einträge von Leichtathletik-Weltrekorden siehe unter der jeweiligen Disziplin unter Leichtathletik.

## Historische Karten und Ansichten

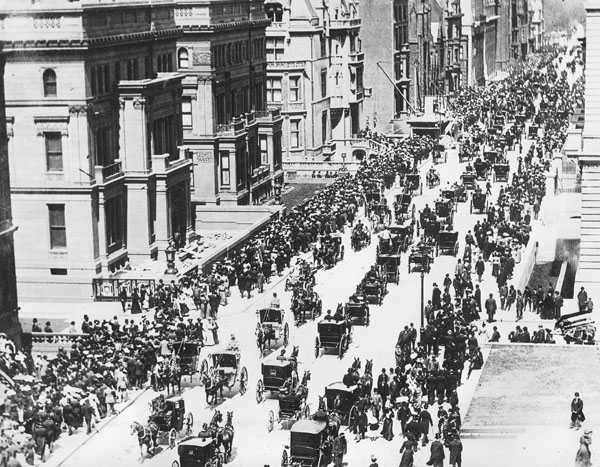
New York, 5th Avenue am Ostersonntag 1900
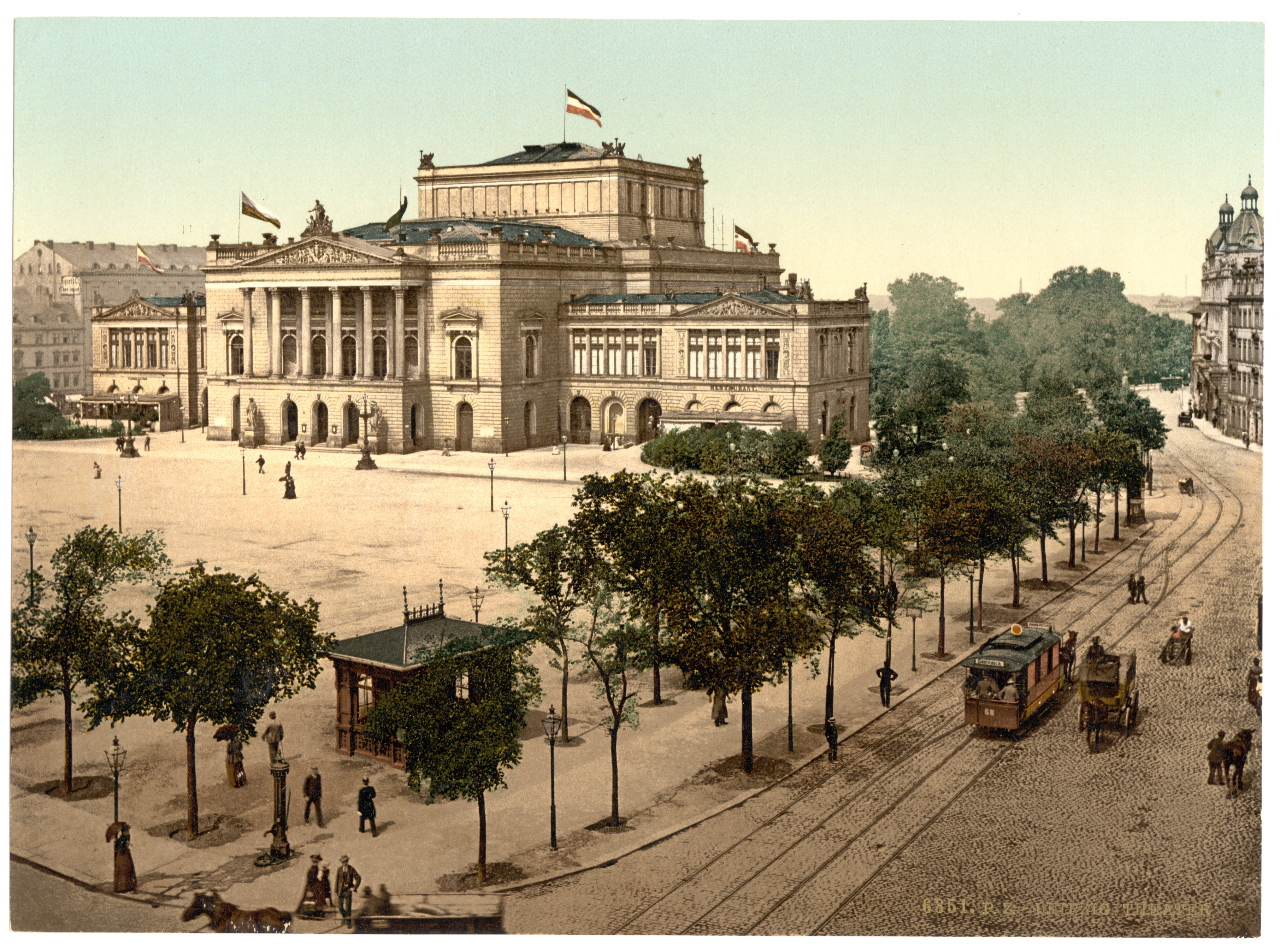
Leipzig um 1900 (Augustusplatz und Neues Theater)
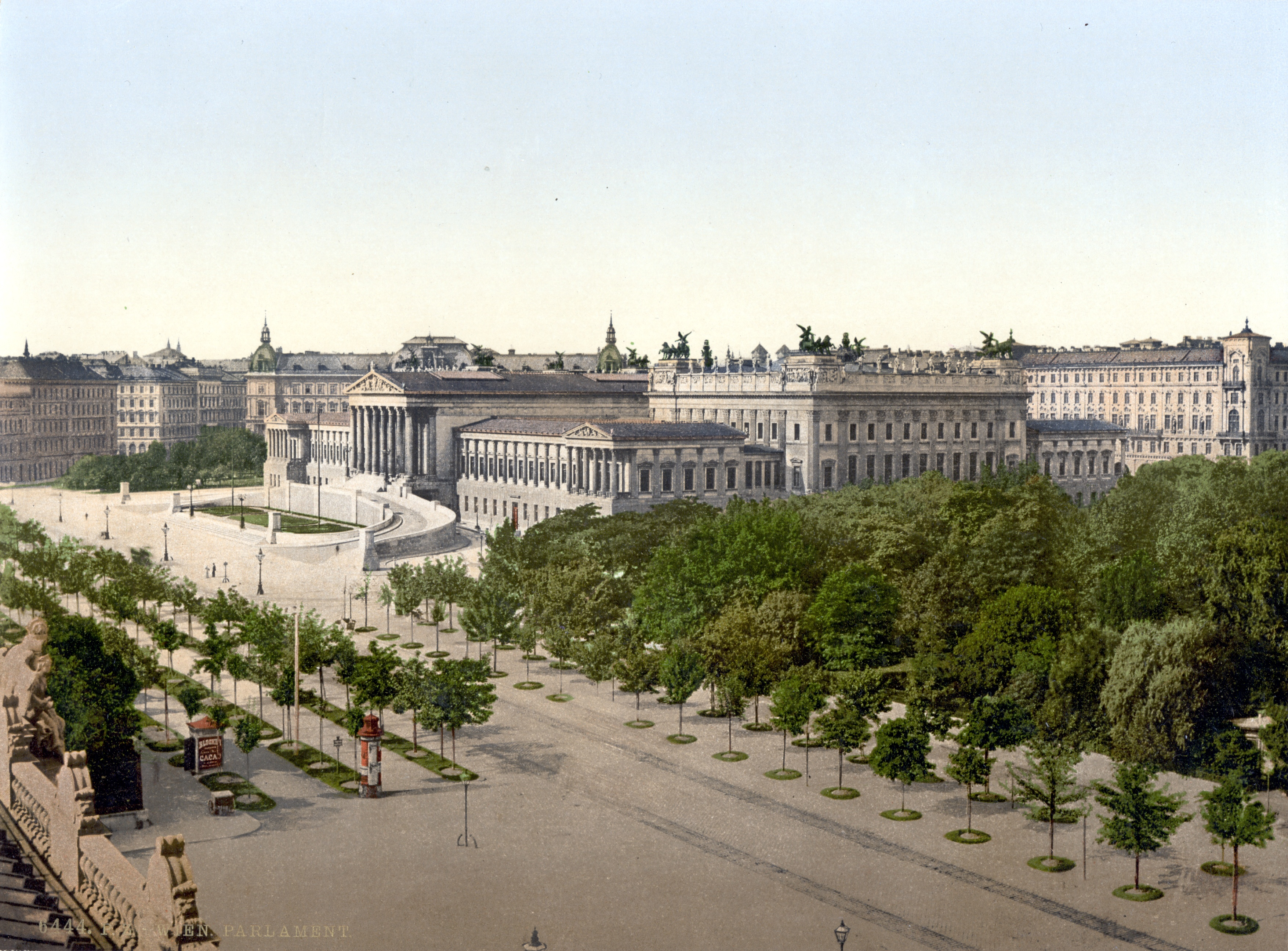
Wiener Ringstraße mit Parlament 1900
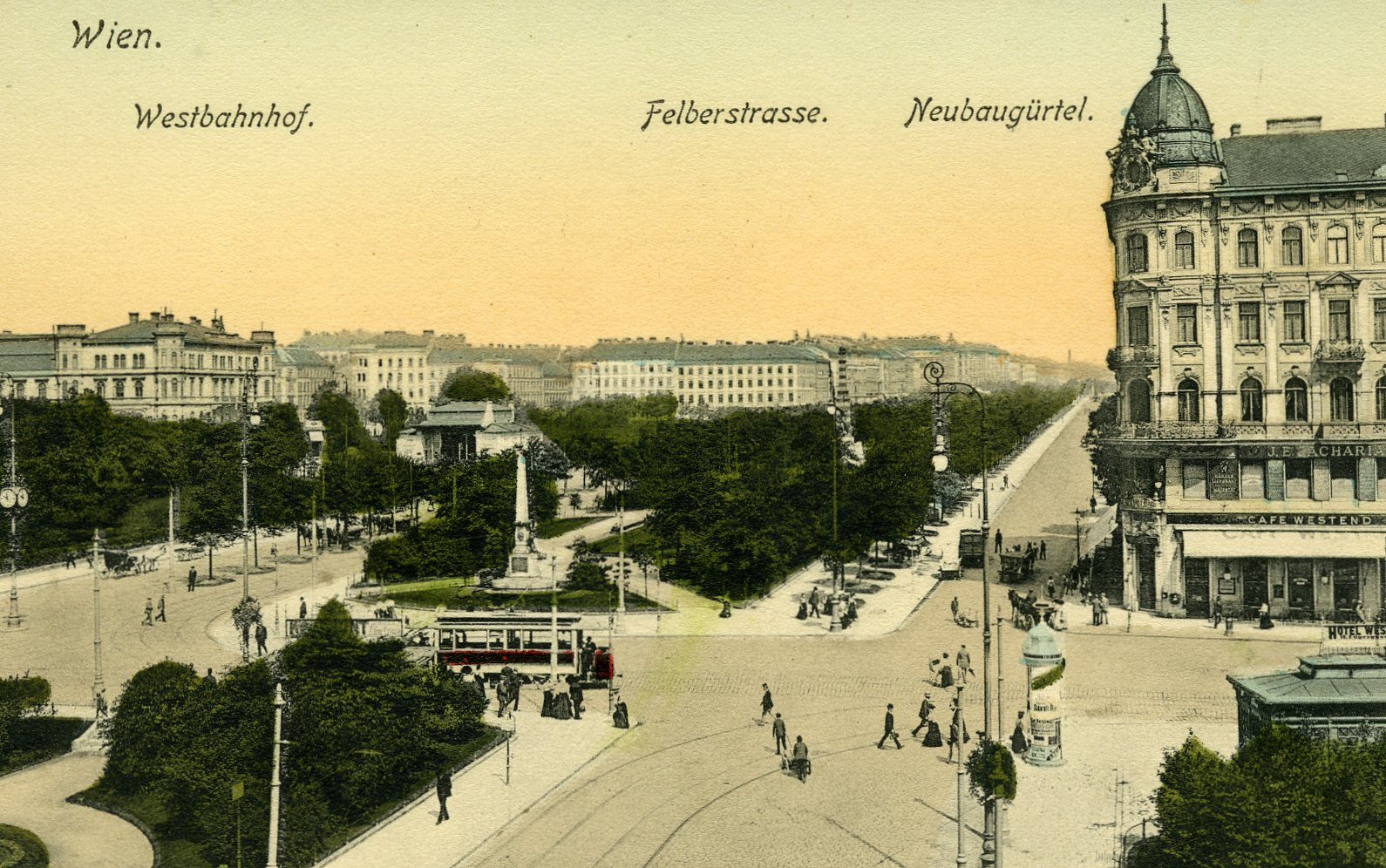
Wien Westbahnhof, Neubaugürtel und Café Westend um 1900
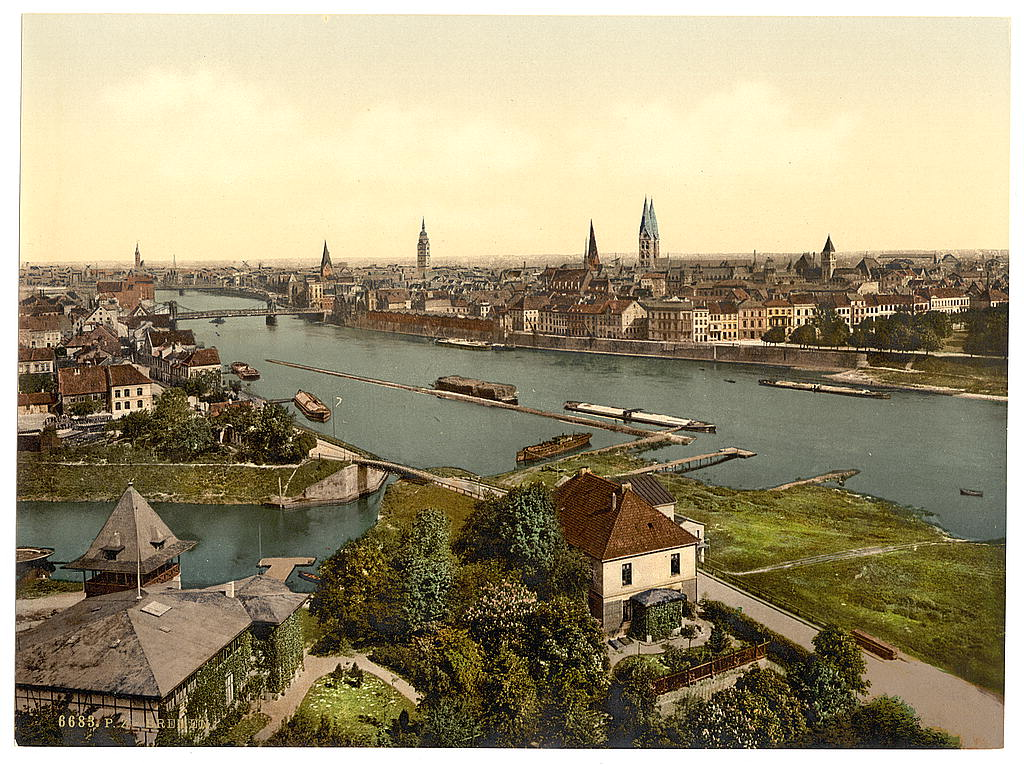
Bremen um 1900, Fotografie vom Stadtwerder auf das Stadtzentrum

## Geboren

### Januar
- 01. Januar: Xavier Cugat, spanisch-kubanischer Orchesterleiter († 1990)
- 01. Januar: Georg Oskar Schubert, deutscher Fernsehtechniker († 1955)
- 02. Januar: Gustav Fuchs, deutscher Politiker († 1969)
- 02. Januar: Itami Mansaku, japanischer Regisseur und Drehbuchautor († 1946)
- 04. Januar: Gerhard Aichinger, österreichisch-deutscher Schriftsteller († 1978)
- 04. Januar: William Joseph Elford, britischer Chemiker und Mikrobiologe († 1952)
- 04. Januar: Bedřich Fučík, tschechischer Literaturkritiker, Editor und Übersetzer († 1984)
- 05. Januar: Paula Ludwig, österreichische Lyrikerin, Malerin und Schauspielerin († 1974)
- 05. Januar: Yves Tanguy, französischer Maler des Surrealismus († 1955)
- 06. Januar: Emmanuel d’Astier de la Vigerie, französischer Politiker, Mitglied der Résistance († 1969)
- 07. Januar: Aurelius Maria Arkenau, deutscher Dominikanerpater († 1991)
- 07. Januar: Arvo Haavisto, finnischer Ringer († 1977)
- 08. Januar: Antonia Dietrich, deutsche Schauspielerin († 1975)
- 08. Januar: François de Menthon, französischer Justizminister († 1984)
- 09. Januar: Anton Schmid, deutscher Unteroffizier der Wehrmacht, Gerechter unter den Völkern († 1942)
- 09. Januar: Rudolf Hindemith, deutscher Komponist und Dirigent († 1974)
- 11. Januar: Edward Hays, britischer Automobilrennfahrer († 1959)
- 12. Januar: Herbert Albrecht, deutscher Politiker der NSDAP († 1945)
- 12. Januar: Siegfried Schürenberg, deutscher Schauspieler († 1993)
- 13. Januar: Berta Wirthel, deutsche Politikerin (SPD) († 1979)
- 15. Januar: Karlheinz Arens, deutscher Schriftsteller und Dramaturg († 1959)
- 15. Januar: Ella Auerbach, deutsche Juristin († 1999)
- 15. Januar: William Heinesen, färöischer Dichter († 1991)
- 16. Januar: Juan López Sánchez, spanischer Syndikalist und Politiker († 1972)
- 17. Januar: Hayashi Fubō, japanischer Schriftsteller († 1935)
- 19. Januar: Heinrich Hohl, deutscher Politiker († 1968)
- 20. Januar: Boris Semjonowitsch Schechter, russischer Komponist († 1961)
- 20. Januar: Franz Esser, deutscher Fußballspieler († 1982)
- 21. Januar: Eguchi Takaya, japanischer Tänzer († 1977)
- 21. Januar: Bernhard Rensch, deutscher Evolutionsbiologe († 1990)
- 21. Januar: Werner Schwarz, deutscher Politiker († 1982)
- 22. Januar: Ernst Busch, deutscher Sänger, Kabarettist, Schauspieler und Regisseur († 1980)
- 22. Januar: Franz Salmhofer, österreichischer Komponist († 1975)
- 22. Januar: Juan Tizol, US-amerikanischer Jazz-Musiker († 1984)
- 23. Januar: David Hand, US-amerikanischer Animator, Filmregisseur und Filmproduzent († 1986)
- 23. Januar: Bruno Marek, Bürgermeister von Wien († 1991)
- 23. Januar: Hans Sommer, Schweizer Lehrer, Heimatforscher und Kulturhistoriker († 1989)
- 24. Januar: Theodosius Dobzhansky, russisch-US-amerikanischer Biologe, Genetiker († 1975)
- 24. Januar: René Guillot, französischer Jugendschriftsteller († 1969)
- 25. Januar: Ali Gholi Ardalan, persischer Botschafter und Außenminister († 1986)
- 25. Januar: István Fekete, ungarischer Schriftsteller († 1970)
- 26. Januar: Andrew Auld, US-amerikanischer Fußballspieler († 1977)
- 26. Januar: Yva, deutsche Fotografin († 1942)
- 26. Januar: Gerhart Ellert (Pseudonym für Gertrud Schmirger) († 1975)
- 26. Januar: Zdeněk Folprecht, böhmischer Komponist († 1961)
- 27. Januar: Hyman Rickover, US-amerikanischer Vier-Sterne-Admiral († 1986)
- 28. Januar: Anni Holdmann, deutsche Leichtathletin und Olympiateilnehmerin († 1960)
- 28. Januar: Hermann Kesten, deutscher Schriftsteller († 1996)
- 28. Januar: Alice Neel, US-amerikanische Malerin († 1984)
- 30. Januar: Wilhelm Aschka, deutscher Politiker († 1988)
- 30. Januar: Isaak Ossipowitsch Dunajewski, ukrainischer Musiker und Komponist († 1955)
- 31. Januar: Omraam Mikhaël Aïvanhov, bulgarischer Philosoph und Pädagoge († 1986)
- 31. Januar: Hermann Hölter, deutscher Generalleutnant und Moderner Fünfkämpfer († 1989)
- 31. Januar: Lisa Korspeter, deutsche Politikerin († 1992)
- 31. Januar: Betty Parsons, US-amerikanische Künstlerin und Galeristin († 1982)

### Februar
- 01. Februar: Albert Aschl, deutscher Archivar und Heimatforscher († 1982)
- 01. Februar: Joe Carstairs, britische Unternehmerin, gesellschaftliche Persönlichkeit und Motorbootrennfahrerin († 1993)
- 01. Februar: Georg Köhler, deutscher Fußballspieler und -trainer († 1972)
- 01. Februar: Joey Sternaman, US-amerikanischer American-Football-Spieler und -Trainer († 1988)
- 02. Februar: Li Stadelmann, deutsche Cembalistin und Pianistin († 1993)
- 03. Februar: Erhard König, deutscher Kommunist und Funktionär der Volkspolizei († 1966)
- 03. Februar: Kurt Schneider, deutscher Marathonläufer († 1988)
- 04. Februar: Vincent R. Impellitteri, ehemaliger Bürgermeister von New York City († 1987)
- 04. Februar: Rita Kurzmann-Leuchter, österreichische Pianistin und Musikpädagogin († 1942)
- 04. Februar: Jacques Prévert, französischer Autor, Dichter und Chansonnier († 1977)
- 05. Februar: Adlai Ewing Stevenson junior, US-amerikanischer Politiker († 1965)
- 05. Februar: Karl Blessing, Präsident der deutschen Bundesbank († 1971)
- 06. Februar: Qian Xingcun, chinesischer Literaturwissenschaftler († 1977)
- 10. Februar: Hans Gustl Kernmayr, österreichischer Schriftsteller († 1977)
- 11. Februar: Otto Aurich, österreichisch-niederländischer Schauspieler und Theaterleiter († 1961)
- 11. Februar: Hans-Georg Gadamer, deutscher Philosoph († 2002)
- 12. Februar: Pink Anderson, US-amerikanischer Blues-Musiker († 1974)
- 12. Februar: Kate Diehn-Bitt, deutsche Malerin († 1978)
- 12. Februar: Rudolph Schmitt, deutscher Klarinettist († 1993)
- 12. Februar: Wassili Iwanowitsch Tschuikow, russischer Militär und Politiker († 1982)
- 14. Februar: August Rucker, deutscher (bayerischer) Städtebauer und Politiker († 1978)
- 15. Februar: Erna Stahl, deutsche Pädagogin († 1980)
- 16. Februar: Garabed Amadouni, türkischer Geistlicher († 1984)
- 16. Februar: Jack Cummings, US-amerikanischer Filmproduzent († 1989)
- 16. Februar: Nasrollah Entezam, persischer Politiker († 1980)
- 16. Februar: Richard Langeheine, deutscher Politiker († 1995)
- 18. Februar: Juliette Pétrie, kanadische Schauspielerin, Komikerin, Sängerin und Tänzerin († 1995)
- 21. Februar: Erwin Albrecht, Richter im Deutschen Reich und saarländischer Politiker († 1985)
- 21. Februar: Jeanne Aubert, französische Sängerin und Schauspielerin († 1988)
- 22. Februar: Luis Buñuel, spanischer Regisseur († 1983)
- 22. Februar: Meridel Le Sueur, US-amerikanische Schriftstellerin und Frauenrechtlerin († 1996)
- 25. Februar: Alois Hundhammer, bayerischer Minister und stellvertretender Ministerpräsident († 1974)
- 25. Februar: Gisela Kurzweil, österreichisches Holocaustopfer († 1942)
- 26. Februar: Fritz Wiessner, deutscher Bergsteiger († 1988)
- 26. Februar: Jean Negulesco, rumänischer Regisseur († 1993)
- 26. Februar: Lucien Virlouvet, französischer Automobilrennfahrer († 1966)
- 27. Februar: Luís Americano, brasilianischer Klarinettist, Saxophonist und Komponist († 1960)
- 27. Februar: Niels Clemmensen, dänischer Pianist und Komponist († 1950)
- 27. Februar: Valentin Tomberg, russischer Rechtswissenschaftler und Mystiker († 1973)
- 28. Februar: Wolf Hirth, deutscher Diplom-Ingenieur und Segelflugpionier († 1959)
- 28. Februar: Ernst Göhner, schweizerischer Bauunternehmer und Unternehmer († 1971)

### März
- 01. März: Ursula Fesca, deutsche Keramikerin († 1975)
- 02. März: Hasso von Etzdorf, deutscher Generalkonsul († 1989)
- 02. März: Bruno Heusinger, Präsident des Bundesgerichtshofs († 1987)
- 02. März: Matilde Muñoz Sampedro, spanische Schauspielerin († 1969)
- 02. März: Kurt Weill, deutscher Komponist († 1950)
- 03. März: Fritz Rotter, österreichischer Autor und Komponist († 1984)
- 05. März: Lilli Jahn, deutsche Ärztin und Briefautorin († 1944)
- 06. März: Evald Aav, estnischer Sänger, Komponist und Chorleiter († 1939)
- 07. März: Herbert Blumer, US-amerikanischer Soziologe († 1987)
- 07. März: Fritz London, deutsch-amerikanischer Physiker († 1954)
- 08. März: Henry Abel Smith, britischer Offizier und Gouverneur von Queensland († 1993)
- 08. März: Howard Hathaway Aiken, US-amerikanischer Informatiker († 1973)
- 08. März: Ray Crist, US-amerikanischer Chemiker, Atomchemiker, Umweltchemiker († 2005)
- 08. März: Otto Peltzer, deutscher Leichtathlet und Trainer († 1970)
- 09. März: Aimone Herzog von Spoleto, 4. Herzog von Aosta und Herzog von Spoleto († 1948)
- 10. März: Pierre Ailleret, französischer Elektroingenieur († 1996)
- 10. März: Violet Brown, jamaikanische Altersrekordlerin († 2017)
- 10. März: Erich Kästner, letzter überlebender deutscher Veteran des Ersten Weltkrieges († 2008)
- 10. März: Clément Thibaudeau, französischer Automobilrennfahrer († 1960)
- 11. März: Richard Aster, deutscher SA-Führer († 1945)
- 11. März: Georg Budke, deutscher Politiker († 1994)
- 11. März: Laughing Charley Lincoln, US-amerikanischer Blues-Gitarrist und Sänger († 1963)
- 13. März: Heinrich Baaken, Weihbischof des Bistums Münster († 1976)
- 13. März: Hans Bols, deutscher Politiker († 1973)
- 13. März: Giorgos Seferis, griechischer Schriftsteller und Diplomat, Literatur-Nobelpreisträger 1963 († 1971)
- 15. März: Gilberto Freyre, brasilianischer Soziologe und Anthropologe († 1987)
- 15. März: Charlotte Kramm, deutsche Schauspielerin († 1971)
- 15. März: Colin McPhee, kanadischer Komponist († 1964)
- 15. März: Ernst Neufert, deutscher Architekt, Bauhauslehrer, Autor der „Bauentwurfslehre“ († 1986)
- 15. März: Wolfgang Schadewaldt, deutscher Altphilologie († 1974)
- 15. März: Fritz Walter, deutscher Sportfunktionär († 1981)
- 16. März: Werner Eggerath, deutscher Politiker († 1977)
- 17. März: Alfred Newman, US-amerikanischer Filmkomponist († 1970)
- 17. März: Liliane Roehrs, deutsche Automobilrennfahrerin und Mitbegründerin sowie Präsidentin des Deutschen Damen Automobilclubs († 1975)
- 18. März: Daniel Marchand, französischer Automobilrennfahrer († 1989)
- 18. März: Alfred Poell, österreichischer Kammersänger (Bariton) († 1968)
- 18. März: Johannes Sobek, deutscher Fußballspieler († 1989)
- 18. März: Josef Gockeln, deutscher Politiker († 1958)
- 19. März: Joseph John Annabring, ungarischer Bischof († 1959)
- 19. März: Frédéric Joliot-Curie, französischer Physiker († 1958)
- 23. März: José Antonio Calcaño, venezolanischer Komponist, Musikkritiker und Diplomat († 1978)
- 23. März: Hassan Fathy, ägyptischer Architekt († 1989)
- 23. März: Erich Fromm, deutscher Psychoanalytiker, Philosoph und Sozialpsychologe († 1980)
- 23. März: Cobb Rooney, US-amerikanischer American-Football-Spieler († 1973)
- 23. März: Werner Schütz, deutscher Politiker und Kultusminister in Nordrhein-Westfalen († 1975)
- 24. März: Hugo Kükelhaus, deutscher Schriftsteller, Pädagoge, Philosoph und Künstler († 1984)
- 25. März: Hans Luckey, deutscher Theologe und Pastor, freikirchlicher Historiker († 1976)
- 25. März: Paul Ritterbusch, deutscher Jurist und Nationalsozialist († 1945)
- 26. März: Angela Maria Autsch, deutsche Nonne († 1944)
- 26. März: Giovanni Urbani, Patriarch von Venedig und Kardinal der römisch-katholischen Kirche († 1969)
- 26. März: Hans Goudefroy, deutscher Jurist, Vorstandsvorsitzender der Allianz AG († 1961)
- 26. März: Isadore Freed, US-amerikanischer Komponist († 1960)
- 27. März: Albert Van Coile, belgischer Fußballspieler († 1927)
- 28. März: Ernst Brüche, deutscher Physiker und Wegbereiter der Elektronenoptik († 1985)
- 28. März: Alfred Jepsen, deutscher lutherischer Theologe und Religionshistoriker († 1979)
- 29. März: Edmund Aigner, österreichischer Politiker († 1968)
- 29. März: Bill Aston, britischer Automobilrennfahrer († 1974)
- 29. März: Otto Kaufmann, deutscher Heimatforscher († 1985)
- 29. März: Roman Lampl, deutscher Politiker († 1965)
- 30. März: Rudolf Sang, deutscher Schauspieler, Regisseur und Theaterintendant († 1972)
- 30. März: Santos Urdinarán, uruguayischer Fußballspieler († 1979)
- 31. März: Bernhard Bauknecht, deutscher Politiker und Bauernfunktionär († 1985)
- 31. März: Heinrich Wilhelm, Herzog von Gloucester, britischer Prinz und Generalgouverneur von Australien († 1974)

### April
- 01. April: William Burnett Benton, US-amerikanischer Politiker († 1973)
- 02. April: Roberto Arlt, argentinischer Erzähler, Dramatiker und Journalist († 1942)
- 03. April: Edward Caton, US-amerikanischer Tänzer, Ballettlehrer und Choreograph († 1981)
- 03. April: Franz Carl Weiskopf, deutscher Schriftsteller († 1955)
- 04. April: Waldemar Klingelhöfer, deutscher Kriegsverbrecher († ca. 1980)
- 05. April: Maria Elisabeth Ammann, deutsche Wohlfahrtspflegerin († 1972)
- 05. April: Herbert Bayer, österreichischer Grafikdesigner, Typograf, Maler und Fotograf († 1985)
- 05. April: Augustin Malroux, französischer Politiker und Résistant († 1945)
- 05. April: Jorge González von Marées, chilenischer Politiker († 1962)

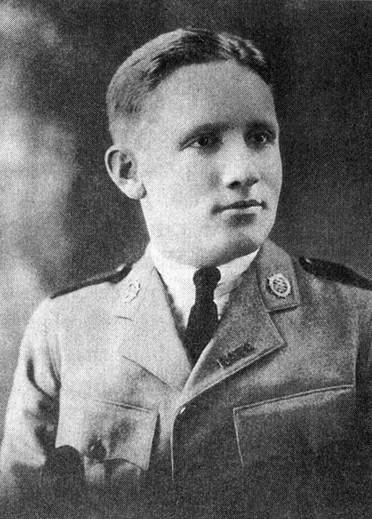
Spencer Tracy

- 05. April: Spencer Tracy, US-amerikanischer Schauspieler († 1967)
- 06. April: Helene Elisabeth Prinzessin von Isenburg, 1. Präsidentin des Vereins Stille Hilfe für Kriegsgefangene und Internierte († 1974)
- 08. April: Adolf Rosenberger, deutscher Automobilrennfahrer und Kaufmann († 1967)
- 08. April: Richard Sahla, deutscher Springreiter († 1942)
- 10. April: Rudolf Adolph, deutscher Schriftsteller († 1984)
- 10. April: Ernst Fischer, deutscher Komponist († 1975)
- 11. April: Sándor Márai, ungarischer Schriftsteller († 1989)
- 12. April: Joe Lapchick, US-amerikanischer Basketballspieler und -trainer († 1970)
- 15. April: Zygmunt Modzelewski, polnischer Politiker und Ökonom († 1954)
- 15. April: Wilhelm Wagenfeld, deutscher Gebrauchs-Designer († 1990)
- 16. April: Polly Adler, US-amerikanische Bordellbetreiberin († 1962)
- 16. April: Paul Weyres, deutscher Motorradrennfahrer († 1984)
- 17. April: Gebhard Müller, Ministerpräsident von Baden-Württemberg († 1990)
- 19. April: Richard Hughes, britischer Schriftsteller († 1976)
- 20. April: Georges Kling, französischer Automobilrennfahrer († 1962)
- 20. April: John Jahr senior, deutscher Verleger († 1991)
- 20. April: Reginald Stewart, kanadischer Dirigent, Pianist und Musikpädagoge († 1984)
- 21. April: Hans Fritzsche, Funktionär im Reichsministerium für Volksaufklärung und Propaganda († 1953)
- 22. April: Peter von Agris, deutscher Unternehmer, Kommunalpolitiker und ehrenamtlicher Landrat († 1953)
- 23. April: Henry Barraud, französischer Komponist († 1997)
- 24. April: Elizabeth Goudge, englische Schriftstellerin († 1984)
- 24. April: Franz Stein, Oberbürgermeister der Stadt Mainz († 1967)
- 24. April: Leon Klepper, rumänischer Komponist († 1991)
- 25. April: Gladwyn Jebb, britischer Politiker, 1. Generalsekretär der Vereinten Nationen († 1996)

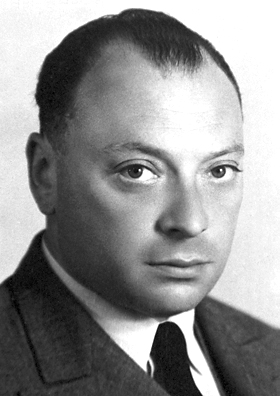
Wolfgang Pauli, 1945

- 25. April: Wolfgang Pauli, Physiker, Nobelpreisträger († 1958)
- 26. April: Richard Imbt, deutscher Politiker († 1987)
- 26. April: Ernst Kris, österreichisch-US-amerikanischer Kunsthistoriker und Psychoanalytiker († 1957)
- 26. April: Charles Francis Richter, US-amerikanischer Seismologe († 1985)
- 26. April: Paul Sornik, deutscher Politiker († 1982)
- 28. April: Bruno Apitz, deutscher Schriftsteller († 1979)
- 28. April: Germaine Cernay, französische Mezzosopranistin († 1943)
- 28. April: Jan Hendrik Oort, niederländischer Astronom († 1992)
- 28. April: Maurice Thorez, französischer Politiker († 1964)
- 29. April: Otto Jaag, Schweizer Hydrobiologe († 1978)
- 30. April: Carl Hinrichs, deutscher Archivar und Historiker († 1962)

### Mai
- 01. Mai: Robert Lord, US-amerikanischer Drehbuchautor und Filmproduzent († 1976)
- 01. Mai: Ignazio Silone, italienischer Schriftsteller († 1978)
- 01. Mai: Klaus Uebe, deutscher Generalmajor († 1968)
- 02. Mai: Ellen Daub, deutsche Schauspielerin († 1965)
- 03. Mai: Hans Mahlau, deutscher Schauspieler und Hörspielsprecher († 1991)
- 04. Mai: Antun Augustinčić, jugoslawischer Bildhauer († 1979)
- 07. Mai: Leon Abbey, US-amerikanischer Jazzviolinist und Bandleader († 1975)
- 06. Mai: Zheng Ji, chinesischer Biochemiker und Ernährungswissenschaftler († 2010)
- 09. Mai: Jean Biondi, französischer Politiker und Résistant († 1950)
- 09. Mai: Theodor Zeller, deutscher Maler und Graphiker († 1986)
- 10. Mai: Ernst Ising, deutscher Mathematiker und Physiker († 1998)
- 10. Mai: Adolf Jobst, österreichischer Restaurator und Maler († 1974)
- 10. Mai: Karl Ernst Krafft, Schweizer Statistiker, Charakterologe und Wirtschaftsberater († 1945)
- 11. Mai: Norris Cotton, US-amerikanischer Politiker († 1989)
- 11. Mai: Elinor Hubert, deutsche Politikerin († 1973)
- 11. Mai: Pridi Phanomyong, thailändischer Premierminister († 1983)
- 12. Mai: Karl von Appen, deutscher Bühnenbildner († 1981)
- 12. Mai: Helene Weigel, deutsche Schauspielerin († 1971)
- 13. Mai: Hans Reinerth, deutscher Archäologe († 1990)
- 13. Mai: Karl Wolff, Chef des Persönlichen Stabes Reichsführer SS († 1984)
- 14. Mai: Hal Borland, US-amerikanischer Schriftsteller († 1978)
- 14. Mai: Leo Smit, niederländischer Komponist und Pianist († 1943)
- 14. Mai: Edgar Wind, deutscher Kunsthistoriker († 1971)
- 15. Mai: Isidro Benítez, kubanischer Musiker, Dirigent und Komponist († 1985)
- 16. Mai: Dinah Nelken, deutsche Schriftstellerin und Drehbuchautorin († 1989)
- 17. Mai: Nikolai Berezowski, russischer Komponist und Violinist († 1953)
- 20. Mai: Erika Cremer, deutsche Physikerin († 1996)
- 20. Mai: Karl Eschenburg, deutscher Fotograf († 1947)
- 20. Mai: Hans Sprung, deutscher Motorradrennfahrer († 1982)
- 21. Mai: Josef Ausweger, österreichischer Politiker († 1978)
- 22. Mai: Juan Arvizu, mexikanischer Sänger († 1985)
- 23. Mai: Hans Frank, nationalsozialistischer deutscher Politiker und promovierter Jurist († 1946)
- 25. Mai: Angel D’Agostino, argentinischer Tangomusiker († 1991)
- 25. Mai: Alain Grandbois, kanadischer Lyriker, Novellist und Essayist († 1975)
- 26. Mai: Vítězslav Nezval, tschechischer Dichter, Schriftsteller und Übersetzer († 1958)
- 28. Mai: Clarence John Abel, US-amerikanischer Eishockeyspieler († 1964)
- 28. Mai: Tommy Ladnier, US-amerikanischer Musiker, Trompeter († 1939)
- 28. Mai: Heinrich Müller, Chef des Amtes IV im RSHA während der Zeit des Dritten Reiches (verschollen)
- 28. Mai: Maria Müller-Gögler, deutsche Schriftstellerin († 1987)

### Juni
- 03. Juni: Adelaide Ames, US-amerikanische Astronomin († 1932)
- 03. Juni: Kitagawa Fuyuhiko, japanischer Lyriker und Theaterkritiker († 1990)
- 03. Juni: Friedrich von Ledebur, österreichischer Filmschauspieler († 1986)
- 03. Juni: Konstantin Andrejewitsch Werschinin, sowjetischer Pilot und Generaloberst. († 1973)
- 05. Juni: Dennis Gábor, ungarischer Ingenieur († 1979)
- 05. Juni: Robert J. Havighurst, US-amerikanischer Erziehungswissenschaftler und Soziologe († 1991)
- 06. Juni: Arthur Bowden Askey, britischer Komiker und Schauspieler († 1982)
- 07. Juni: Werner Krauss, deutscher Romanist († 1976)
- 07. Juni: Frederick Terman, US-amerikanischer Elektroingenieur und „Vater von Silicon Valley“ († 1982)
- 09. Juni: Wilhelm Gutmann, deutscher Politiker († 1976)
- 10. Juni: Maurice Montel, französischer Politiker († 1996)
- 12. Juni: Friedrich Becker, deutscher Astronom († 1985)
- 13. Juni: Měrćin Nowak-Njechorński, sorbischer Maler, Publizist und Schriftsteller († 1990)
- 15. Juni: Gotthard Günther, deutscher Philosoph († 1984)
- 15. Juni: Otto Luening, US-amerikanischer Komponist († 1996)
- 15. Juni: Francesca Rhee, als Gattin des Präsidenten Rhee Syng-man erste „First Lady“ der Republik Korea († 1992)
- 17. Juni: Marcel Ballot, französischer Automobilrennfahrer († 1935)
- 17. Juni: Hermann Reutter, deutscher Komponist und Musiker († 1985)
- 17. Juni: Hubert Jedin, deutscher Kirchenhistoriker († 1980)
- 17. Juni: Martin Bormann, Leiter der Parteikanzlei der NSDAP († 1945)
- 18. Juni: Charles Druck, französischer Automobilrennfahrer († 1959)
- 19. Juni: Hermann Ferdinand Schell, Schweizer Schriftsteller († 1972)
- 20. Juni: Hans Walter Aust, deutscher Journalist († 1983)
- 21. Juni: Walther Ascher, deutscher Jurist († 1980)
- 22. Juni: Oskar Fischinger, deutscher Filmemacher, Pionier des abstrakten Films († 1967)
- 22. Juni: Catherine Hessling, französische Schauspielerin († 1979)
- 22. Juni: Robert Swartelé, belgischer Ruderer († 1967)
- 24. Juni: Gene Austin, US-amerikanischer Sänger und Songwriter († 1972)
- 24. Juni: Raphael Lemkin, polnischer Jurist und Friedensforscher († 1959)
- 24. Juni: Wilhelm Cauer, deutscher Mathematiker († 1945)
- 25. Juni: Marta Abba, italienische Schauspielerin († 1988)
- 25. Juni: Georgia Hale, US-amerikanische Schauspielerin († 1985)
- 25. Juni: Louis Mountbatten, 1. Earl Mountbatten of Burma, britischer Admiral und Staatsmann († 1979)
- 27. Juni: Albert Jütz, Schweizer Volksmusikant († 1925)
- 28. Juni: Heinrich Busch, deutscher Pianist und Komponist († 1929)
- 28. Juni: Asa Martin, US-amerikanischer Old-Time-Musiker († 1979)

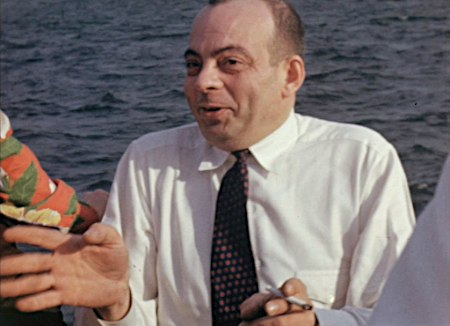
Antoine de Saint-Exupéry

- 29. Juni: Richard Oelze, deutscher Maler des Surrealismus († 1980)
- 29. Juni: Marcel Roman, belgischer Ruderer († 1969)
- 29. Juni: Antoine de Saint-Exupéry, französischer Schriftsteller und Flieger († 1944)* 1969: Marcel Roman, belgischer Ruderer
- 29. Juni: Friedrich Wührer, deutsch-österreichischer Pianist († 1975)

### Juli
- 01. Juli: Marcus Adeney, kanadischer Cellist, Komponist, Musikpädagoge und Schriftsteller († 1998)
- 01. Juli: Kurt Fischer, deutscher Politiker († 1950)
- 02. Juli: Fritz Neumeyer, deutscher Cembalist, Pianist, Musikwissenschaftler und Komponist († 1983)
- 02. Juli: Muhammad Asad, islamischer Gelehrter († 1992)
- 04. Juli: Alfred Rust, deutscher Archäologe († 1983)
- 04. Juli: Robert Desnos, französischer Dichter, Schriftsteller und Journalist († 1945)
- 04. Juli: Walther Kiaulehn, deutscher Journalist und Schriftsteller († 1968)
- 05. Juli: Bernard Jan Alfrink, Erzbischof emeritus von Utrecht und Kardinal († 1987)
- 06. Juli: Elfriede Senden, deutsche Mittelstreckenläuferin († 1941)
- 06. Juli: Frederica Sagor Maas, US-amerikanische Drehbuchautorin († 2012)
- 07. Juli: Conrad Fink, deutscher Politiker († 1981)
- 08. Juli: George Antheil, US-amerikanischer Pianist, Komponist, Erfinder († 1959)
- 09. Juli: Ida Ehre, österreichisch-deutsche Schauspielerin und Theaterleiterin († 1989)
- 09. Juli: Hermann Freytag, deutscher Politiker († 1962)
- 12. Juli: Zenón Noriega Agüero, Präsident einer peruanischen Militärjunta 1950 († 1957)
- 12. Juli: Amadeo Roldán, kubanischer Komponist und Dirigent († 1939)
- 13. Juli: Simon Dschanaschia, georgischer Historiker († 1947)
- 14. Juli: Richard Rudolf Walzer, deutsch-britischer Altphilologe, Philosoph und Orientalist († 1975)
- 16. Juli: Karl Roth, deutscher Medailleur, Maler und Bildhauer († 1967)
- 16. Juli: Robert Stamm, deutscher Politiker und Opfer des NS-Regimes († 1937)
- 18. Juli: Georg Bergler, deutscher Professor für Betriebswirtschaftslehre († 1972)
- 18. Juli: Herbert Hennies, deutscher Schauspieler, Hörspielsprecher, Schriftsteller und Liedtexter († 1979)
- 18. Juli: Nathalie Sarraute, russisch-französische Rechtsanwältin und Schriftstellerin († 1999)
- 19. Juli: Arno Breker, deutscher Bildhauer († 1991)
- 20. Juli: Friedrich Holzapfel, deutscher Politiker († 1969)
- 22. Juli: Ernst Gnoß, deutscher Politiker († 1949)
- 22. Juli: Zdeněk Kalista, tschechischer Historiker, Dichter, Literaturkritiker, Herausgeber und Übersetzer († 1982)
- 23. Juli: Hans Thimig, österreichischer Schauspieler und Regisseur († 1991)
- 25. Juli: Enrique Amorim, uruguayischer Schriftsteller († 1960)
- 25. Juli: Ishizaka Yōjirō, japanischer Schriftsteller († 1986)
- 25. Juli: Arthur B. Langlie, US-amerikanischer Politiker († 1966)
- 26. Juli: Karl Berbuer, deutscher Komponist und Schlagersänger († 1977)
- 26. Juli: Gustav Hilbert, deutscher Maler, Grafiker sowie Metall- und Emailkünstler († 1981)
- 27. Juli: Ernst Fritz Fürbringer, deutscher Schauspieler, Filmschauspieler und Synchronsprecher († 1988)
- 27. Juli: Ralph Roese, deutscher Motorrad- und Automobilrennfahrer († 1950)
- 27. Juli: Hans Haug, Schweizer Komponist († 1967)
- 28. Juli: Hanns Otto Münsterer, deutscher Mediziner, Schriftsteller und Volkskundler († 1974)
- 28. Juli: Edith Unnerstad, schwedische Schriftstellerin († 1982)
- 29. Juli: Eyvind Johnson, schwedischer Schriftsteller und Nobelpreisträger von 1974 († 1976)
- 29. Juli: Hermann Esser, Funktionär der NSDAP († 1981)

### August
- 01. August: Karl Mark, österreichischer Politiker und Nationalratsabgeordneter († 1991)
- 02. August: Gustav Simon, Chef der Zivilverwaltung im besetzten Luxemburg († 1945)
- 03. August: Heinrich Schönfeld, österreichischer Fußballspieler († 1976)
- 03. August: Duy Tân, elfter Kaiser der vietnamesischen Nguyễn-Dynastie († 1945)
- 03. August: John Thomas Scopes, US-amerikanischer Lehrer († 1970)
- 04. August: Elizabeth Bowes-Lyon, Queen Elizabeth The Queen Mother, Mutter der britischen Königin Elisabeth II. († 2002)
- 04. August: Tajima Nabi, japanische Altersrekordlerin († 2018)
- 05. August: Frank Luther, US-amerikanischer Country-Musiker († 1980)
- 06. August: Willie Brown, US-amerikanischer Blues-Musiker († 1952)
- 08. August: Lucky Millinder, US-amerikanischer R&B- und Swing-Musiker († 1966)
- 08. August: Robert Siodmak, deutscher Filmregisseur († 1973)
- 08. August: Victor Young, US-amerikanischer Komponist, Violinist und Dirigent († 1956)
- 10. August: Hans Otto, deutscher Theater-Schauspieler († 1933)
- 10. August: Jean Mantelet, französischer Unternehmer († 1991)
- 10. August: René Crevel, französischer Schriftsteller († 1935)
- 11. August: Georges Limbour, französischer Schriftsteller († 1970)
- 11. August: Alexander Wassiljewitsch Mossolow, russischer Komponist († 1973)
- 11. August: Charles Paddock, US-amerikanischer Leichtathlet und Olympiasieger († 1943)
- 11. August: Margarete Stock, deutsche Malerin († 1978)
- 13. August: Hector Gratton, kanadischer Komponist, Arrangeur, Dirigent und Musikpädagoge († 1970)
- 14. August: Emmerich Arleth, österreichischer Schauspieler und Sänger († 1965)
- 14. August: Margret Boveri, deutsche Journalistin († 1975)
- 14. August: Wilhelm Schütte, deutscher Architekt († 1968)
- 15. August: Basile Khoury, libanesischer Erzbischof († 1985)
- 17. August: Vivienne von Wattenwyl, schweizerisch-britische Reiseschriftstellerin († 1957)
- 18. August: Heinrich Germer, SED-Politiker und Stadtrat für Volksbildung und Kultur in Magdeburg († 1952)
- 18. August: Imre Reiner, ungarischer Maler, Grafiker und Typograf († 1987)
- 18. August: Vijaya Lakshmi Pandit, indische Politikerin und UNO-Diplomatin († 1990)
- 20. August: Manfred Roeder, NS-Jurist († 1971)
- 20. August: Rita Montaner, kubanische Sängerin und Schauspielerin († 1958)
- 21. August: Hans Stübner, deutscher Maler und bildender Künstler († 1973)
- 22. August: Váša Příhoda, tschechischer Geiger († 1960)
- 22. August: Albert Schneider, deutscher Motorradrennfahrer († 1936)
- 23. August: Frances Marr Adaskin, kanadische Pianistin († 2001)
- 23. August: Eduard Rhein, deutscher Erfinder, Publizist und Schriftsteller († 1993)
- 23. August: Ernst Krenek, österreichischer Komponist († 1991)
- 23. August: Miyoshi Tatsuji, japanischer Lyriker, Übersetzer und Essayist († 1964)
- 24. August: Josef Felder, deutscher Politiker († 2000)
- 24. August: Leonardo Conti, Reichsgesundheitsführer während des Dritten Reichs († 1945)
- 25. August: Frederick Newton Arvin Jr., US-amerikanischer Literaturwissenschaftler († 1963)
- 25. August: Carl Auböck senior, österreichischer Maler und Designer († 1957)
- 25. August: Hans Adolf Krebs, deutsch-britischer Mediziner und Biochemiker († 1981) Hans Adolf Krebs

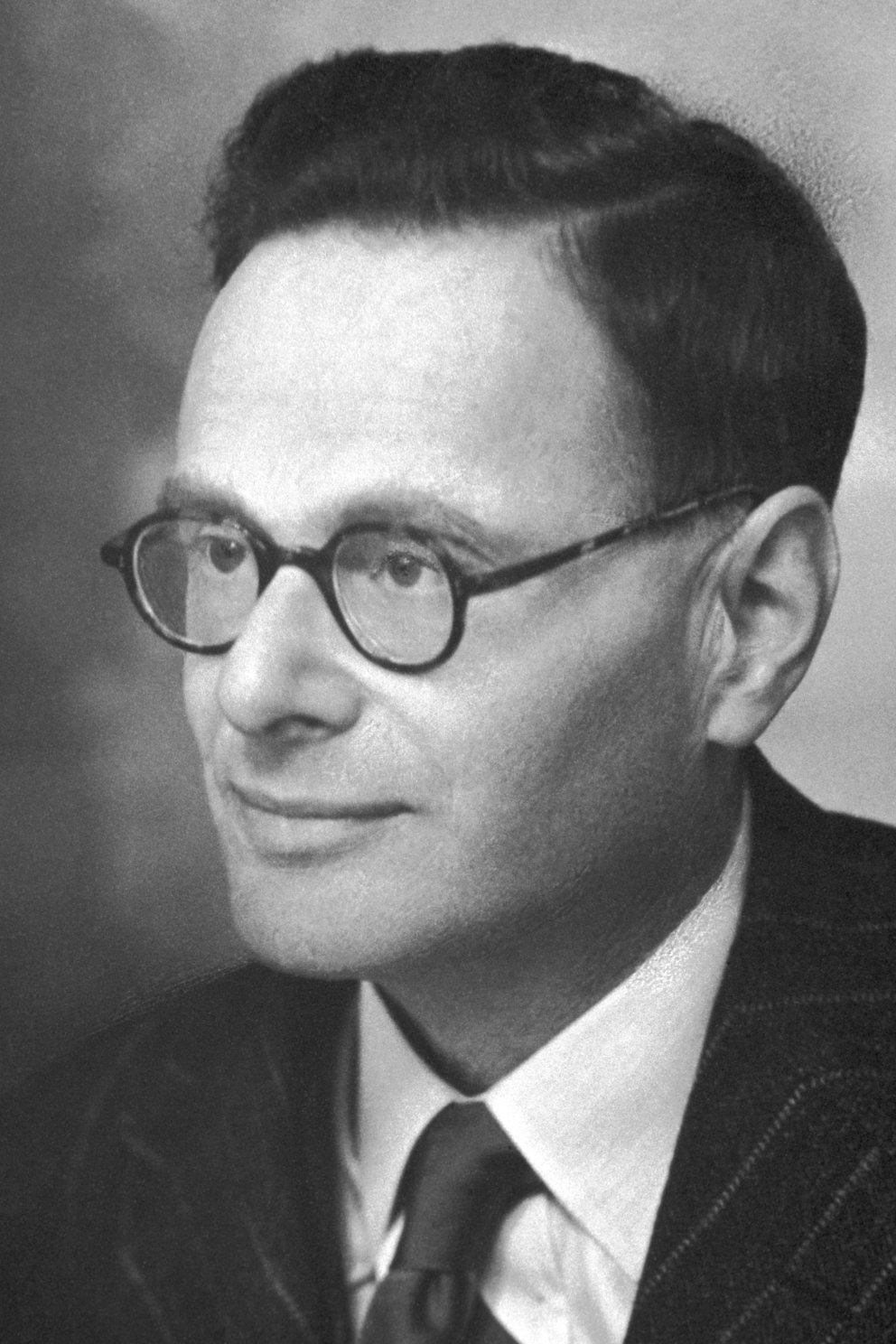
Hans Adolf Krebs

- 26. August: Hellmuth Walter, deutscher Techniker, Unternehmer († 1980)
- 27. August: René Delacroix, französischer Filmregisseur († 1976)
- 27. August: Elisabeth Jaspersen, deutsche Porträt- und Landschaftsmalerin († 1994)
- 27. August: Hermann von Valta, deutscher Bobfahrer († 1968)

### September
- 01. September: Richard Arlen, US-amerikanischer Schauspieler († 1976)
- 01. September: André Dhôtel, französischer Schriftsteller († 1991)
- 01. September: Andor Mészáros, ungarisch-australischer Architekt, Bildhauer und Medailleur († 1972)
- 01. September: Kazimierz Wiłkomirski, polnischer Komponist, Dirigent, Cellist und Musikpädagoge († 1995)
- 02. September: Georg Diederichs, deutscher Politiker († 1983)
- 02. September: Wilhelm Strienz, deutscher Sänger († 1987)
- 03. September: Eduard van Beinum, niederländischer Dirigent († 1959)
- 03. September: Margot Büttner deutsche Naturschützerin († 1987)
- 03. September: Urho Kekkonen, finnischer Präsident († 1986)
- 06. September: William Andrew Cecil Bennett, kanadischer Politiker († 1979)
- 06. September: Julien Green, französischer Schriftsteller († 1998)
- 07. September: Taylor Caldwell, englische Schriftstellerin († 1985)
- 07. September: Robert Girod, französischer Automobilrennfahrer († 1964)
- 08. September: Hans Kehrl, deutscher Unternehmer († 1984)
- 08. September: Claude Pepper, US-amerikanischer Politiker († 1989)
- 09. September: Thomas Liessem, Kölner Karnevalist und Karnevalsorganisator († 1973)
- 09. September: James Hilton, englischer Schriftsteller († 1954)
- 10. September: Itzik Feffer, sowjetisch-jiddischer Schriftsteller († 1952)
- 10. September: Georg C. Klaren, österreichischer Regisseur und Drehbuchautor († 1962)
- 11. September: Semjon Alexejewitsch Lawotschkin, sowjetischer Flugzeugkonstrukteur († 1960)
- 12. September: Haskell Brooks Curry, US-amerikanischer Logiker († 1982)
- 12. September: Texas Alexander, US-amerikanischer Blues-Sänger († 1954)
- 14. September: Robert Florey, französisch-US-amerikanischer Regisseur, Autor und Schauspieler († 1979)
- 15. September: Karl Julius Anselmino, deutscher Gynäkologe und Geburtshelfer († 1978)
- 17. September: Wilhelm Maria Ernst Hans Eugen Leo von Aulock, deutscher Ministerialbeamter († 1993)
- 18. September: Hermann Böhrnsen, deutscher Politiker († 1976)
- 18. September: Mahmud Fauzi, ägyptischer Politiker und Premierminister († 1981)
- 18. September: Carlo Maria Pintacuda, italienischer Automobilrennfahrer († 1971)
- 18. September: Walther Wenck, Oberbefehlshaber der 12. Armee im Zweiten Weltkrieg († 1982)
- 19. September: Charles L. Terry, US-amerikanischer Politiker († 1970)
- 20. September: Jiří Baum, tschechischer Schriftsteller, Reisender, Jugendbuchautor, Wissenschaftler († 1944)
- 20. September: Joachim Jeremias, deutscher Theologe und Orientalist († 1979)
- 20. September: Nikolai Wladimirowitsch Timofejew-Ressowski, russischer Genetiker († 1981)
- 22. September: Michelangelo Abbado, italienischer Violinist, Dirigent und Musikpädagoge († 1979)
- 22. September: Paul Hugh Emmett, US-amerikanischer Physikochemiker († 1985)
- 25. September: Fritz Kolbe, deutscher Spion und Widerstandskämpfer († 1971)
- 26. September: Gertrud Luckner, deutsche Widerstandskämpferin und Pazifistin († 1995)
- 27. September: Julio Alberto Hernández, dominikanischer Komponist und Pianist († 1999)
- 28. September: Albert Beier, deutscher Fußballspieler († 1972)
- 28. September: Otto Braun, deutscher Schriftsteller und KPD-Funktionär († 1974)
- 28. September: Kurt Peschel, deutscher Parlamentsstenograph († 1993)
- 28. September: Boris Jefimowitsch Jefimow, russischer Künstler und Karikaturist († 2008)
- 28. September: Max Strub, deutscher Violinvirtuose und Violinpädagoge († 1966)
- 29. September: Miguel Alemán Valdés, Staatspräsident von Mexiko († 1983)
- 29. September: Karl Fitzkow, deutscher Schriftsteller, Denkmalschützer und Heimatforscher († 1970)
- 29. September: Arthur Hoffmann, deutscher Widerstandskämpfer im Zweiten Weltkrieg († 1945)
- 29. September: Alfred Pongratz, deutscher Schauspieler und Sprecher († 1977)
- 30. September: Pedro Arispe, uruguayischer Fußballspieler († 1960)
- 30. September: Gastone Cerato, italienischer Ruderer († 1999)
- 30. September: Joaquín Pardavé, mexikanischer Schauspieler, Regisseur, Drehbuchautor und Komponist († 1955)
- 30. September: Wolfgang Triebel, deutscher Architekt und Hochschullehrer († 2002)

### Oktober
- 02. Oktober: Leonard W. Hall, US-amerikanischer Politiker († 1979)
- 03. Oktober: Friedrich Funk, deutscher Politiker († 1963)
- 03. Oktober: Johanna Haarer, NS-Erziehungsideologin († 1988)
- 03. Oktober: Hans Nieland, Oberbürgermeister der Stadt Dresden (1940–1945) († 1976)
- 03. Oktober: Thomas Wolfe, US-amerikanischer Romanschriftsteller († 1938)
- 05. Oktober: Nakayama Gishū, japanischer Schriftsteller († 1969)
- 05. Oktober: Adolf Rambold, deutscher Ingenieur († 1996)
- 05. Oktober: Otto Reindl, deutscher Politiker († 1994)
- 05. Oktober: Louise Stomps, deutsche Bildhauerin († 1988)
- 06. Oktober: Willy Merkl, deutscher Bergsteiger († 1934)

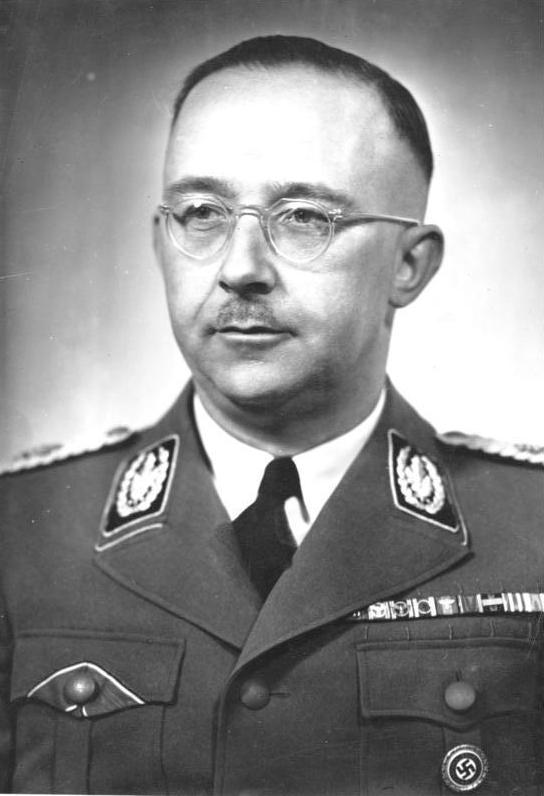
Heinrich Himmler, 1942

- 07. Oktober: Heinrich Himmler, deutscher Politiker († 1945)
- 08. Oktober: Zeno Vancea, rumänischer Komponist und Musikwissenschaftler († 1990)
- 09. Oktober: Alastair Sim, britischer Schauspieler († 1976)
- 09. Oktober: Elmer Snowden, US-amerikanischer Banjospieler, Bandleader und Musikunternehmer († 1973)
- 10. Oktober: Helen Hayes, US-amerikanische Schauspielerin († 1993)
- 10. Oktober: Karl Kaufmann, NS-Gauleiter in Hamburg († 1969)
- 10. Oktober: Walter Stahlecker, SS-Brigadeführer und Generalmajor der Polizei († 1942)
- 12. Oktober: Júlio Botelho Moniz, portugiesischer General († 1970)
- 13. Oktober: Athuel Velázquez, uruguayischer Fußballtrainer († ?)
- 14. Oktober: William Edwards Deming, US-amerikanischer Physiker, Statistiker und Wirtschaftspionier († 1993)
- 14. Oktober: Günther Graßmann, deutscher Kunstmaler und Graphiker († 1993)
- 15. Oktober: Fritz Feld, deutsch-amerikanischer Schauspieler († 1993)
- 15. Oktober: Mervyn LeRoy, US-amerikanischer Filmregisseur und Filmproduzent († 1987)
- 15. Oktober: Clarence I. Lubin, US-amerikanischer Mathematiker († 1989)
- 16. Oktober: Eileen Law, kanadische Sängerin und Musikpädagogin († 1978)
- 17. Oktober: Jean Arthur, US-amerikanische Schauspielerin († 1991)
- 17. Oktober: Teodoro Valcárcel, peruanischer Komponist († 1942)
- 18. Oktober: Giuseppe Crivelli, italienischer Ruderer († 1950)
- 18. Oktober: Walther Hasemann, deutscher Politiker († 1976)
- 18. Oktober: Kurt Schlosser, deutscher Kommunist († 1944)
- 19. Oktober: Erna Berger, deutsche Sopranistin († 1990)
- 20. Oktober: Shirō Akabori, japanischer Chemiker und Hochschullehrer († 1992)
- 20. Oktober: Georg Pahl, deutscher Pressefotograf († 1963)
- 21. Oktober: Werner Fischel, deutscher Verhaltensforscher, akademischer Vertreter der Ethologie († 1977)
- 21. Oktober: Srinagarindra, Mutter des thailändischen Königs Rama IX. († 1995)

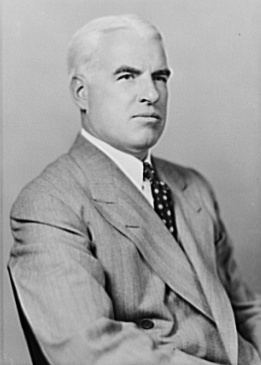
Edward Stettinius, 1941

- 22. Oktober: Edward Stettinius Jr., US-amerikanischer Außenminister († 1949)
- 22. Oktober: Karl Walz, deutscher Politiker († 1990)
- 22. Oktober: Paul Wittmann, rumäniendeutscher Kirchenmusiker und Komponist († 1985)
- 23. Oktober: Valerian Gracias, Erzbischof von Bombay und Kardinal († 1978)
- 24. Oktober: Curt Frenzel, deutscher Verleger († 1970)
- 24. Oktober: Paul Brosselin, französischer Automobilrennfahrer († 1978)
- 24. Oktober: Karl Ottó Runólfsson, isländischer Komponist († 1970)
- 25. Oktober: Hans Klotz, deutscher Kirchenmusiker und Organologe († 1987)
- 25. Oktober: Funmilayo Ransome-Kuti, nigerianische Politikerin und Feministin († 1978)
- 26. Oktober: Ibrahim Abbud, sudanesischer Präsident († 1983)
- 26. Oktober: Karin Boye, schwedische Schriftstellerin († 1941)
- 27. Oktober: Franziskus Demann, Bischof von Osnabrück († 1957)
- 29. Oktober: Henri Meylan, Schweizer evangelischer Theologe und Hochschullehrer († 1978)
- 29. Oktober: Hellmuth Will, deutscher Verwaltungsjurist in der Finanzverwaltung († 1982)
- 30. Oktober: Ragnar Granit, finnlandschwedischer Neurophysiologe und Nobelpreisträger († 1991)
- 31. Oktober: Cal Hubbard, US-amerikanischer American-Football-Spieler, -Trainer und Baseballfunktionär († 1977)
- 000Oktober: Michel Hirvy, kanadischer Pianist und Musikpädagoge († 1966)

### November
- 03. November: Adolf Dassler, deutscher Unternehmer und Gründer von adidas († 1978)
- 03. November: Karl Dingler, deutscher Anarchosyndikalist († 1950)
- 03. November: Leo Löwenthal, deutscher Literatursoziologe († 1993)
- 03. November: Kurt Mothes, deutscher Botaniker († 1983)
- 03. November: Carola Neher, deutsche Schauspielerin († 1942)
- 04. November: Werner Borchardt, deutscher Physiologe und Klimatologe († 1930)
- 04. November: Isabelle Delorme, kanadische Musikpädagogin und Komponistin († 1991)
- 04. November: Richard Germer, deutscher Volkssänger und Komponist († 1993)
- 05. November: Charlotte Birnbaum, deutsche Übersetzerin und Schriftstellerin († 1981)
- 05. November: Werner Bunnenberg, deutscher Ingenieur und Hochschullehrer († 1960)
- 05. November: Martin Dies junior, US-amerikanischer Politiker († 1972)
- 07. November: Deane C. Davis, US-amerikanischer Politiker († 1990)
- 08. November: Otto Auerswald, deutscher Widerstandskämpfer († 1962)
- 08. November: Margrit Haemmerli, Schweizer Malerin und Zeichnerin († 1979)
- 08. November: Margaret Mitchell, US-amerikanische Journalistin und Schriftstellerin († 1949)
- 08. November: Franz-Josef Wuermeling, deutscher Politiker († 1986)

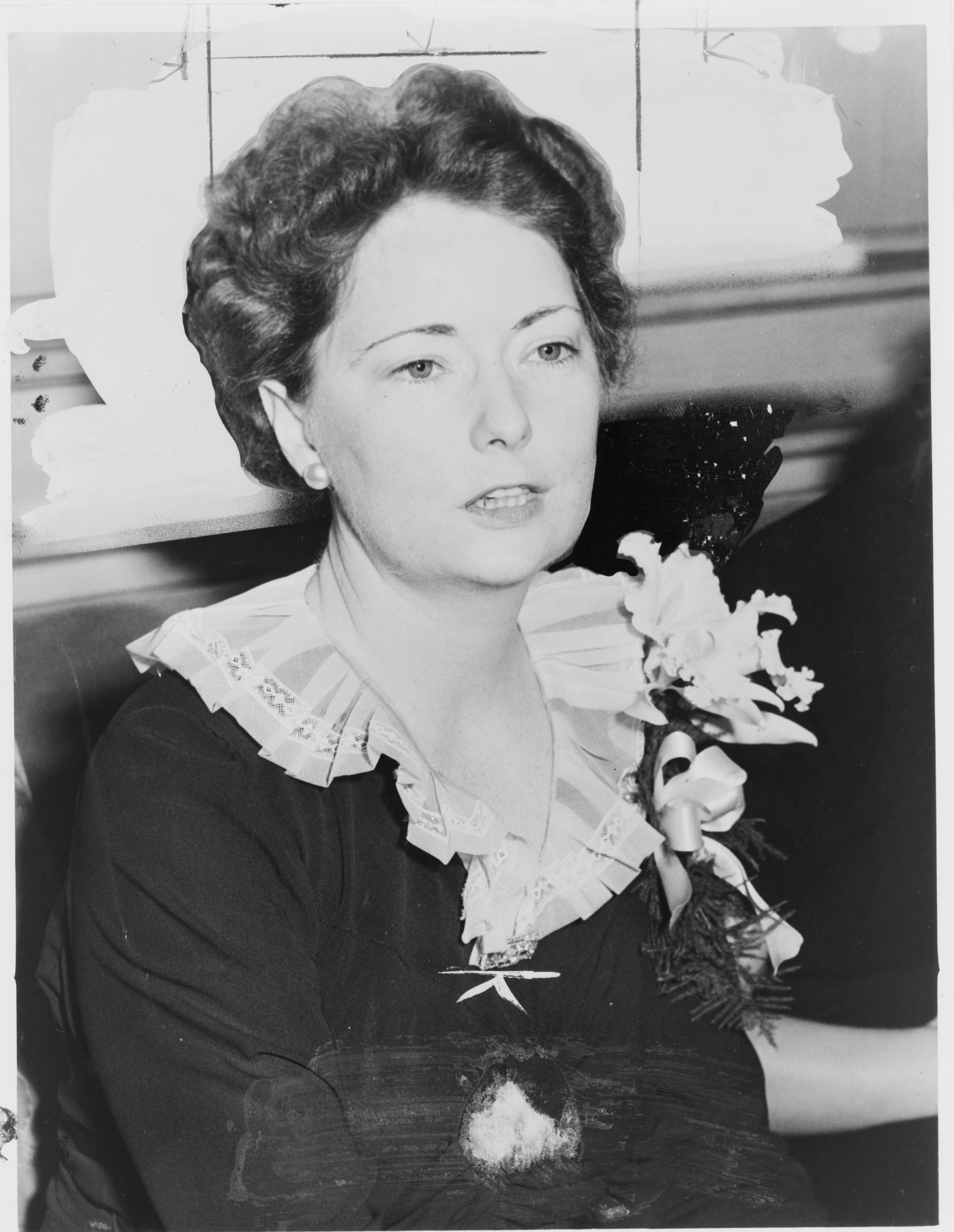
Margaret Mitchell, 1941

- 08. November: Zita Zehner, deutsche Politikerin († 1978)
- 09. November: John M. Dalton, US-amerikanischer Politiker († 1972)
- 09. November: Oskar Loorits, estnischer Folklorist und Religionswissenschaftler († 1961)
- 09. November: Bljuma Zeigarnik, sowjetische Gestaltpsychologin († 1988)
- 10. November: Rudolf Vogel, deutscher Schauspieler († 1967)
- 11. November: Halina Konopacka, polnische Leichtathletin († 1989)
- 11. November: Karl Ledersteger, österreichischer Geodät († 1972)
- 11. November: Hugh Scott, US-amerikanischer Politiker († 1994)
- 12. November: Emanuel Ringelblum, polnisch-jüdischer Historiker, Politiker, Pädagoge und Publizist († 1944)
- 12. November: Jean Desvignes, französischer Automobilrennfahrer († 1935)
- 13. November: Eleonore Astfalck, deutsche Heil- und Sozialpädagogin († 1991)
- 14. November: Aaron Copland, US-amerikanischer Komponist († 1990)
- 15. November: Johannes Brandsma, niederländischer Ruderer († 1973)
- 16. November: Frank Stanley Barnes, britischer Automobilrennfahrer († 1978)
- 16. November: Eliška Junková, tschechoslowakische Automobilrennfahrerin († 1994)
- 17. November: Maurice Baumer, britischer Automobilrennfahrer († 1975)
- 18. November: Don Hartman, US-amerikanischer Komponist, Filmregisseur, Filmproduzent und Drehbuchautor († 1958)
- 18. November: Wanda Wermińska, polnische Opernsängerin († 1988)
- 19. November: Bunny Ahearne, irischer Sportfunktionär, Präsident der IIHF († 1985)
- 19. November: Michail Lawrentjew, russischer Mathematiker und Physiker († 1980)
- 19. November: Anna Seghers, deutsche Schriftstellerin († 1983)
- 20. November: Jean d’Aulan, französischer Bobfahrer, Flieger und Automobilrennfahrer († 1944)
- 20. November: Vincentius Eugenio Bossilkoff, Seliger, bulgarischer Bischof († 1952)
- 20. November: Billy Burch, US-amerikanischer Eishockeyspieler († 1950)
- 20. November: Theodore McKeldin, US-amerikanischer Politiker († 1974)
- 21. November: Humbert Achamer-Pifrader, Referatsleiter Amt IV B im RSHA, Massenmörder († 1945)
- 24. November: Kurt Richter, deutscher Schachspieler († 1969)
- 25. November: Sonya Noskowiak, deutsch-amerikanische Fotografin († 1975)
- 27. November: Léon Barzin, US-amerikanischer Dirigent († 1999)
- 27. November: Robert Blum, Schweizer Komponist und Professor († 1994)
- 27. November: Kuno Kamphausen, deutscher Architekt und Baubeamter († 1934)
- 27. November: Erwin Schulz, Anführer des Einsatzkommandos 5 in der Ukraine, Gruppenchef I B im RSHA, Massenmörder († 1981)
- 27. November: Tzwetta Tzatschewa, bulgarisch-deutsche Schauspielerin († 1969)
- 27. November: Hans Uhlmann, deutscher Zeichner und Bildhauer († 1975)
- 29. November: Rudolf Agricola, deutscher Wirtschaftswissenschaftler und Journalist († 1985)
- 29. November: Mildred Gillars, US-amerikanische Radiomoderatorin († 1988)
- 30. November: Geoffrey Household, britischer Autor († 1988)

### Dezember
- 01. Dezember: George Bogdan Kistiakowsky, ukrainisch-amerikanischer Chemiker († 1982)
- 02. Dezember: Roy Eccles, britischer Automobilrennfahrer († 1938)
- 03. Dezember: Ulrich Inderbinen, Schweizer Bergführer († 2004)

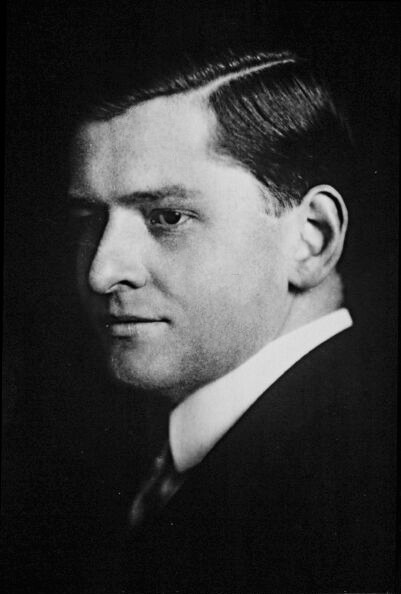
Richard Kuhn

- 03. Dezember: Richard Kuhn, österreichisch-deutscher Chemiker († 1967)
- 05. Dezember: Rudolf Appelt, tschechoslowakischer Politiker († 1955)
- 05. Dezember: Everhard Bungartz, deutscher Unternehmer und Politiker († 1984)
- 05. Dezember: Pat Driscoll, britischer Automobilrennfahrer († 1983)
- 06. Dezember: Germán Arciniegas, kolumbianischer Schriftsteller († 1999)
- 06. Dezember: Achille Mengé, belgischer Ruderer († 1966)
- 06. Dezember: Agnes Moorehead, US-amerikanische Schauspielerin († 1974)
- 06. Dezember: George Eugene Uhlenbeck, US-amerikanischer Physiker († 1988)
- 07. Dezember: Christian Matras, färöischer Linguist und Dichter († 1988)
- 07. Dezember: Stepan Njaga, moldawischer Komponist († 1951)
- 08. Dezember: Irene Lentz, US-amerikanische Kostümbildnerin (Irene) († 1962)
- 09. Dezember: Joseph Needham, britischer Sinologe und Biochemiker († 1995)
- 11. Dezember: Andreas Alariesto, finnischer Maler († 1989)
- 11. Dezember: Gerd Arntz, deutscher Künstler und Grafiker († 1988)
- 12. Dezember: Nikolai Sergejewitsch Akulow, russischer Physiker († 1976)
- 12. Dezember: Arthur Carron, englischer Operntenor († 1967)
- 12. Dezember: Sammy Davis Sr., US-amerikanischer Sänger († 1988)
- 13. Dezember: Albrecht Appelhans, deutscher Maler, Grafiker und Illustrator († 1975)
- 13. Dezember: Karel Teige, tschechischer Künstler, Kunsttheoretiker, Kritiker, Publizist und Übersetzer († 1951)
- 14. Dezember: Juan D’Arienzo, argentinischer Tangomusiker († 1976)
- 14. Dezember: Benji Asada, japanischer Maler und Holzschnitt-Künstler († 1984)
- 14. Dezember: Bojan Ikonomow, bulgarischer Komponist († 1973)
- 14. Dezember: Arne Mortensen, norwegischer Ruderer († 1942)
- 14. Dezember: Erich Schneider, deutscher Wirtschaftstheoretiker († 1970)
- 15. Dezember: Arnold Pauli, Schweizer Sänger, Chorleiter und Komponist († 1977)
- 15. Dezember: Otto Schmirgal, deutscher Politiker und Widerstandskämpfer gegen das NS-Regime († 1944)
- 16. Dezember: Eckart Peterich, deutscher Schriftsteller († 1968)
- 16. Dezember: Rudolf Diels, Leiter der Gestapo († 1957)
- 17. Dezember: George Lambert, kanadischer Sänger und Musikpädagoge († 1971)
- 17. Dezember: Luis Martínez Serrano, mexikanischer Pianist, Komponist und Dirigent spanischer Herkunft († 1970)
- 18. Dezember: Louis Bonne, französischer Automobilrennfahrer († 1990)
- 18. Dezember: André Houpelyne, belgischer Ruderer († 1986)
- 19. Dezember: Géza von Cziffra, deutscher Regisseur und Drehbuchautor († 1989)
- 19. Dezember: Johannes Kirschweng, deutscher katholischer Priester und Schriftsteller († 1951)
- 20. Dezember: Lissy Arna, deutsche Schauspielerin († 1964)
- 20. Dezember: Ted Fiorito, US-amerikanischer Jazzmusiker († 1971)
- 21. Dezember: Immanuel Baumann, bessarabiendeutscher Geistlicher († 1974)
- 21. Dezember: Marinus van der Goes van Naters, niederländischer Politiker († 2005)
- 21. Dezember: Oda Schaefer, deutsche Schriftstellerin († 1988)
- 22. Dezember: Marc Allégret, französischer Regisseur († 1973)
- 22. Dezember: Rudolph Sauerwein, deutscher Automobilrennfahrer  († 1956)
- 22. Dezember: John C. Slater, US-amerikanischer Physiker und theoretischer Chemiker († 1976)
- 23. Dezember: Ignacio Aguirre, mexikanischer Künstler und Grafiker († 1990)
- 23. Dezember: Arnold Bode, deutscher Maler, Begründer der documenta († 1977)
- 23. Dezember: Noel Purcell, irischer Schauspieler und Komiker († 1985)
- 24. Dezember: Ion Valentin Anestin, rumänischer Karikaturist, Maler, Bildhauer, Journalist und Dramatiker († 1963)
- 24. Dezember: Joey Smallwood, kanadischer Politiker († 1991)
- 25. Dezember: Jan Filip, tschechischer Prähistoriker († 1981)
- 25. Dezember: Giuseppe Scarpi, italienischer Fußballschiedsrichter († 1952)
- 26. Dezember: Lucien Gagnier, kanadischer Flötist († 1956)
- 26. Dezember: Inagaki Taruho, japanischer Schriftsteller († 1977)
- 26. Dezember: Antoni Zygmund, US-amerikanischer Mathematiker († 1992)
- 27. Dezember: Hans Stuck, deutsch-österreichischer Automobilrennfahrer († 1978)
- 28. Dezember: Kurt Lück, deutscher Volkskundler und Minderheitenaktivist in Polen († 1942)
- 28. Dezember: Natalio Perinetti, argentinischer Fußballspieler († 1985)
- 28. Dezember: Kubo Sakae, japanischer Dramatiker († 1958)

### Genaues Geburtsdatum unbekannt
- Jan Anderle, tschechischer Testpilot († 1982)
- Boyd Atkins, US-amerikanischer Jazz- und Blues-Musiker († 1965)
- Antonin Fontaine, französischer Automobilrennfahrer († 1979)
- Paul Köppen, deutscher Motorrad- und Automobilrennfahrer sowie Motorenkonstrukteur († 1958)
- Otto Löhr, deutscher Automobilrennfahrer († 1989)

## Gestorben

### Erstes Quartal
- 03. Januar: Dmitri Grigorowitsch, russischer Schriftsteller (* 1822)
- 05. Januar: Henry Tracey Coxwell, englischer Ballonfahrer (* 1819)
- 06. Januar: Conrad Cramer-Frey, Schweizer Unternehmer und Politiker (* 1834)
- 11. Januar: James Martineau, britischer Theologe und Philosoph (* 1805)
- 11. Januar: Carl Eduard Schubert, deutscher Orgelbauer (* 1830)
- 13. Januar: Peter Waage, norwegischer Chemiker (* 1833)
- 15. Januar: Hermann Eschke, deutscher Maler (* 1823)
- 15. Januar: Heinrich von Rustige, deutscher Maler (* 1810)
- 19. Januar: Heinrich Ancker, deutscher Politiker und Unternehmer (* 1850)
- 20. Januar: John Ruskin, britischer Schriftsteller und Kunstkritiker (* 1819)
- 22. Januar: Carl Ausfeld, deutscher Richter und Politiker (* 1814)
- 22. Januar: John P. Stockton, US-amerikanischer Politiker (* 1826)
- 22. Januar: David Edward Hughes, britisch-US-amerikanischer Konstrukteur (* 1831)
- 24. Januar: Isacco Artom, italienischer Politiker und Diplomat (* 1829)
- 30. Januar: Vittorio Bersezio, italienischer Schriftsteller und Journalist (* 1828)
- 31. Januar: John Sholto Douglas, 9. Marquess of Queensberry, schottischer Adliger und Prozessgegner Oscar Wildes (* 1844)
- 000Januar: Ludwig Bussler, deutscher Musikwissenschaftler (* 1838)
- 01. Februar: Bernard Altum, deutscher Zoologe, Ornithologe und Forstwissenschaftler (* 1824)
- 03. Februar: William Goebel, US-amerikanischer Politiker (* 1856)
- 03. Februar: David M. Key, US-amerikanischer Politiker (* 1824)
- 03. Februar: Ottokar Nováček, tschechischer Komponist (* 1866)
- 03. Februar: Thomas Grainger Stewart, britischer Pathologe (* 1837)
- 07. Februar: Franz Wilhelm Sonreck, deutscher Orgelbauer (* 1822)
- 09. Februar: Richard W. Thompson, US-amerikanischer Politiker (* 1809)
- 11. Februar: Charles Émile Blanchard, französischer Zoologe und Entomologe (* 1819)
- 14. Februar: Ernst Ludwig Herrfurth, preußischer Staatsmann (* 1830)
- 16. Februar: Johann Christian Hackenschmidt, deutscher Korbmacher und Schriftsteller (* 1809)
- 16. Februar: Georg Pfeiffer, deutscher Verwaltungsbeamter (* 1825)
- 18. Februar: Eugenio Beltrami, italienischer Mathematiker (* 1835)
- 22. Februar: Ernst Christian Carl Kruse, deutscher Arzt und Politiker (* 1837)
- 23. Februar: Léon Nagant, belgischer Waffenkonstrukteur und Fabrikant (* 1833)
- 26. Februar: Leopold Grützmacher, deutscher Cellist und Komponist (* 1835)
- 28. Februar: Marie Frankenstein, deutschamerikanische Malerin und Bildhauerin (* 1822)
- 28. Februar: Georg Christian Wilhelm Meyer, deutscher Rechtswissenschaftler und Politiker (* 1841)
- 02. März: António de Serpa Pimentel, portugiesischer Politiker (* 1825)
- 03. März: Franz Heinrich Reusch, deutscher katholischer Theologe (* 1825)
- 03. März: Ludwig Purtscheller, österreichischer Bergsteiger, Lehrer (* 1849)
- 06. März: Carl Bechstein, deutscher Klavierbauer (* 1826)

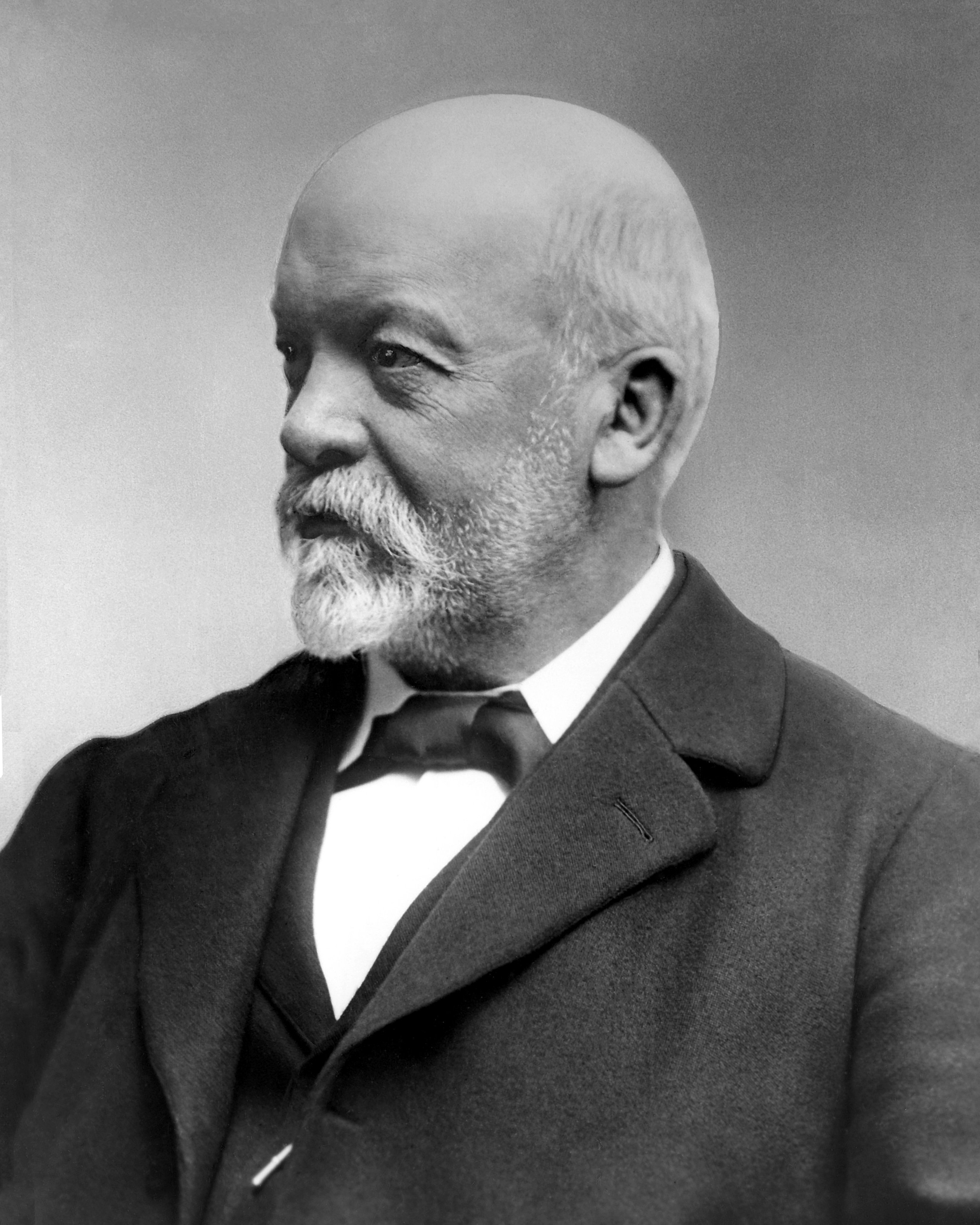
Gottlieb Daimler

- 06. März: Gottlieb Daimler, deutscher Ingenieur und Erfinder (* 1834)
- 10. März: Karl Doppler, deutscher Komponist (* 1825)
- 10. März: Johann Peter Emilius Hartmann, dänischer Komponist (* 1805)
- 13. März: Jan Ondříček, tschechischer Kapellmeister, Geiger und Musikpädagoge (* 1832)
- 15. März: Elwin Bruno Christoffel, deutscher Mathematiker (* 1829)
- 18. März: Friedrich Ernst Aub, deutscher Mediziner und Politiker (* 1837)
- 19. März: Heinrich Volkmar Andreae, deutsch-schweizerischer Apotheker (* 1817)
- 19. März: Charles-Louis Hanon, französischer Pianist und Komponist (* 1819)
- 26. März: Heinrich Theodor Flathe, deutscher Historiker (* 1827)
- 26. März: Isaac Mayer Wise, US-amerikanischer Rabbiner (* 1819)
- 28. März: Vincent Graf Benedetti, französischer Diplomat (* 1817)
- 28. März: Petrus Jacobus Joubert, Generalkommandant der südafrikanischen Republik (* 1834)
- 29. März: August Ritter von Ganghofer, deutscher Forstbeamter (* 1827)
- 29. März: Philetus Sawyer, US-amerikanischer Politiker (* 1816)
- 31. März: Wilhelm Bauer, deutscher oder österreichischer Automobilrennfahrer (* 1865)
- 31. März: Charles Hopper Gibson, US-amerikanischer Politiker (* 1842)

### Zweites Quartal
- 01. April: Hermann Böhlau, deutscher Verlagsbuchhändler (* 1826)
- 02. April: Johan Gustaf Nils Samuel Åkerhielm af Margaretelund, schwedischer Politiker (* 1833)
- 05. April: Joseph Bertrand, französischer Mathematiker (* 1822)

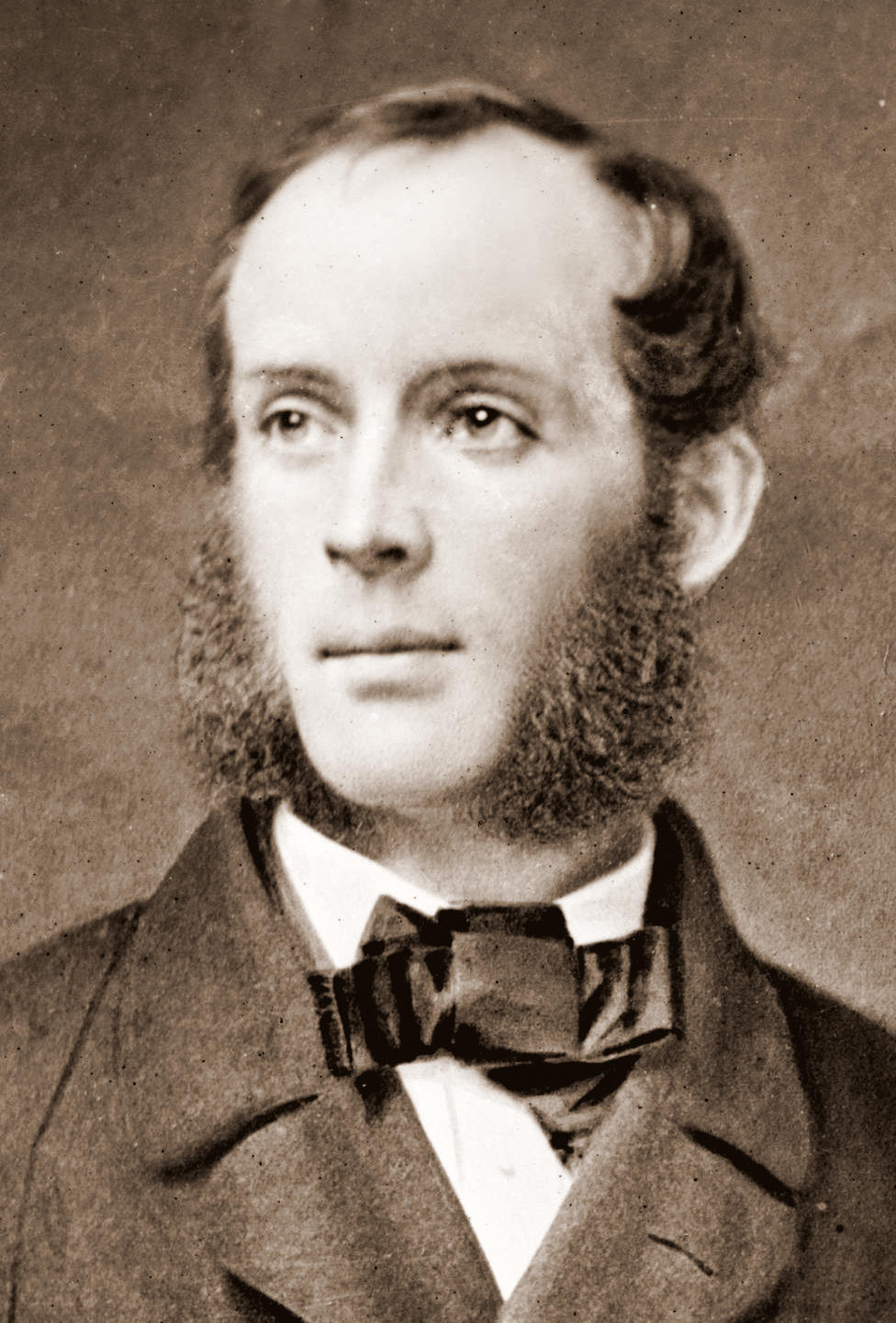
Frederic Edwin Church

- 07. April: Frederic Edwin Church, US-amerikanischer Landschaftsmaler (* 1826)
- 11. April: Seth Maxwell Barton, Brigadegeneral des konföderierten Heeres im Sezessionskrieg (* 1829)
- 16. April: Dankmar Adler, US-amerikanischer Architekt (* 1844)
- 18. April: Rudolf Charousek, ungarischer Schachmeister (* 1873)
- 20. April: Johan Fredrik Åbom, schwedischer Architekt (* 1817)
- 23. April: Jasper Francis Cropsey, US-amerikanischer Maler und Architekt (* 1823)
- 24. April: Othmar Blumer, Schweizer Industrieller und Politiker (* 1848)
- 28. April: Izrael Poznański, polnischer Philanthrop, Geschäftsmann und Fabrikant (* 1833)
- 30. April: Casey Jones, US-amerikanischer Lokomotivführer (* 1864)
- 02. Mai: Lars Oftedal, norwegischer Pfarrer, Redakteur und Politiker (* 1838)
- 02. Mai: Waitman T. Willey, US-amerikanischer Politiker (* 1811)
- 02. Mai: Iwan Aiwasowski, russischer Marinemaler (* 1817)
- 04. Mai: Adolf Claus, deutscher Chemiker (* 1838)
- 06. Mai: William Crowninshield Endicott, US-amerikanischer Politiker (* 1826)
- 08. Mai: Ernst Heinrich Lindemann, deutscher Politiker (* 1833)
- 13. Mai: Bou Ahmed, Großwesir und Regent in Marokko (* um 1840)
- 14. Mai: Gustave Pictet, Schweizer Jurist und Politiker (* 1827)
- 17. Mai: Hermann Howaldt, deutscher Ingenieur (* 1852)
- 20. Mai: André Léo, französische Schriftstellerin und Journalistin (* 1824)
- 22. Mai: Nathaniel P. Hill, US-amerikanischer Politiker (* 1832)
- 28. Mai: Louis Deffès, französischer Komponist und Musikpädagoge (* 1819)
- 31. Mai: Louise Koppe, französische Feministin und Gründerin der Maisons maternelles (* 1846)
- 01. Juni: Rosa Herzfeld-Link, deutsche Schauspielerin (* 1846)
- 03. Juni: Mary Kingsley, englische Ethnologin und Reiseschriftstellerin (* 1862)
- 05. Juni: Stephen Crane, US-amerikanischer Schriftsteller (* 1871)
- 08. Juni: Henry Wellesley, britischer Offizier, dritter Herzog von Wellington (* 1846)
- 08. Juni: Georg Rudolf Zimmermann, Schweizer evangelischer Geistlicher und Heimatforscher (* 1825)
- 11. Juni: Belle Boyd, Spionin im Amerikanischen Bürgerkrieg (* 1844)
- 12. Juni: Jean Frédéric Frenet, französischer Mathematiker, Astronom und Meteorologe (* 1816)
- 13. Juni: Claudius Blanc, französischer Komponist (* 1854)
- 16. Juni: François d’Orléans, prince de Joinville, französischer Admiral (* 1818)
- 17. Juni: Theodor Schüz, deutscher Maler (* 1830)
- 20. Juni: Johan Wolter Arnberg, schwedischer Nationalökonom und Bankdirektor (* 1832)
- 21. Juni: Polibio Fumagalli, italienischer Organist, Komponist und Musikpädagoge (* 1830)
- 24. Juni: Rudolph Sack, deutscher Maschinenbau-Unternehmer (* 1824)
- 25. Juni: Ludwig Abel, deutscher Semitist (* 1863)
- 27. Juni: Mary Krebs-Brenning, deutsche Pianistin (* 1851)

### Drittes Quartal
- 07. Juli: Adalbert Falk, preußischer Kultusminister (* 1827)
- 14. Juli: John H. Gear, US-amerikanischer Politiker (* 1825)
- 22. Juli: Henry G. Blasdel, US-amerikanischer Politiker (* 1825)
- 22. Juli: Robert Pleasant Trippe, US-amerikanischer Politiker (* 1819)
- 25. Juli: Rafael Jácome Lopes de Andrade, portugiesischer Offizier und Kolonialverwalter (* 1851)
- 27. Juli: Adolf Foglár, österreichischer Jurist und Schriftsteller (* 1822)
- 28. Juli: Kham Souk, Herrscher des laotischen Reiches Champasak (* 1838)
- 29. Juli: Sigbjørn Obstfelder, norwegischer Schriftsteller (* 1866)

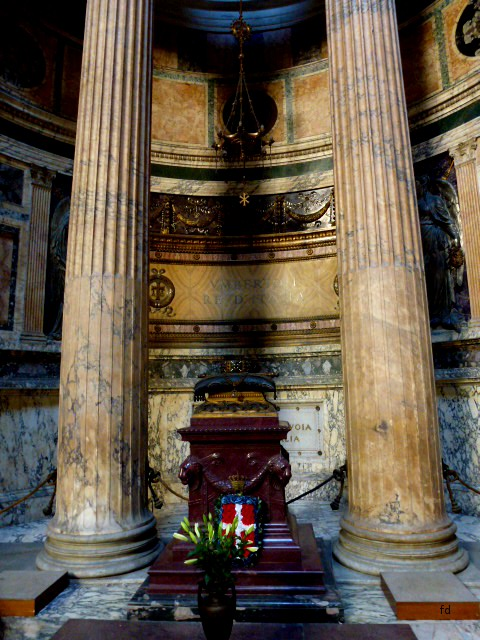
Grabstätte Umbertos im Pantheon in Rom

- 29. Juli: Umberto I., König von Italien (* 1844)
- 30. Juli: Alfred von Sachsen-Coburg und Gotha, regierender Herzog von Sachsen-Coburg und Gotha (* 1844)
- 04. August: Jacob Dolson Cox, US-amerikanischer Politiker (* 1828)
- 04. August: Étienne Lenoir, französischer Erfinder und Geschäftsmann (* 1822)
- 05. August: Luke Pryor, US-amerikanischer Politiker (* 1820)
- 07. August: Wilhelm Liebknecht, deutscher Politiker, MdR (* 1826)
- 09. August: Ahmed Cevad Pascha, General der osmanischen Armee und Staatsmann (* 1851)
- 10. August: Arnold Syfrig, Schweizer Unternehmer und Politiker (* 1835)
- 12. August: Wilhelm Steinitz, böhmischer Schachspieler, erster offizieller Schachweltmeister (* 1836)
- 15. August: John Anderson, schottischer Zoologe (* 1833)
- 16. August: José Maria Eça de Queiroz, portugiesischer Schriftsteller (* 1845)
- 16. August: John James Ingalls, US-amerikanischer Politiker (* 1833)
- 18. August: Albert Samain, französischer Lyriker (* 1858)
- 19. August: Jean-Baptiste Accolay, belgischer Komponist, Violinist, Violin-Lehrer und Dirigent (* 1833)

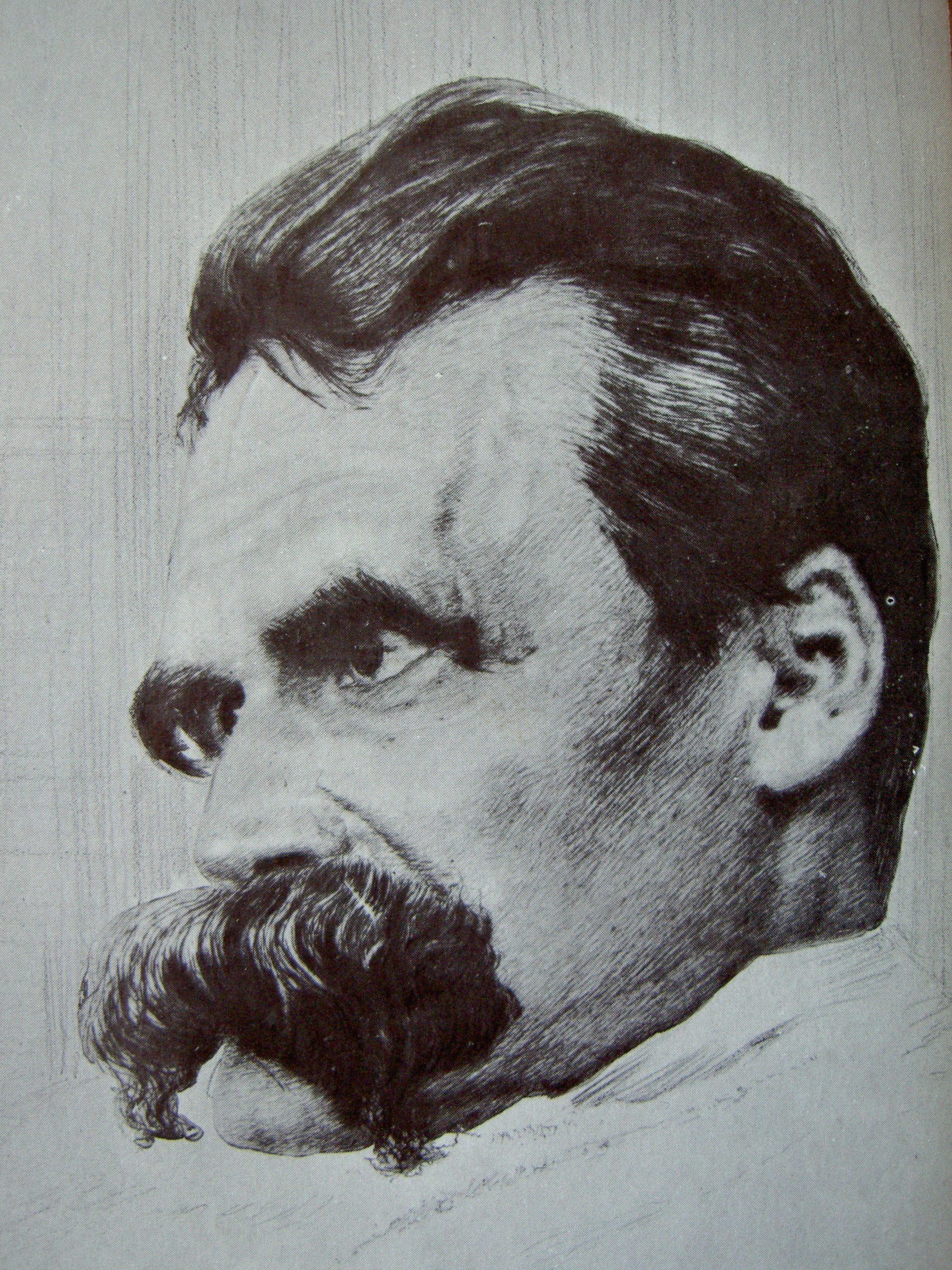
Kleiner Nietzsche-Kopf, Radierung von Hans Olde nach der Fotoserie Der kranke Nietzsche, 1899

- 25. August: Friedrich Nietzsche, deutscher Philosoph (* 1844)
- 26. August: John Miller Adye, britischer General (* 1819)
- 26. August: Conrad Paul Wusching, rumäniendeutscher Komponist, Kirchenmusiker und Chorleiter (* 1827)
- 29. August: Johann Georg Berlinger, Schweizer Textilfabrikant, Oberst und Politiker (* 1841)
- 29. August: Ernest Combe, französisch-schweizerischer Geistlicher und Hochschullehrer (* 1846)
- 31. August: John Bennet Lawes, britischer Agrikulturchemiker (* 1814)
- 05. September: Léopold Faye, französischer Politiker (* 1828)
- 05. September: Arthur Sewall, US-amerikanischer Unternehmer und Politiker (* 1835)
- 11. September: Otto Martin Torell, schwedischer Geologe, Naturforscher und Nordpolfahrer (* 1828)
- 15. September: Abraham Kuhn, elsässischer Arzt und Professor (* 1838)
- 20. September: Karl Schenkl, österreichischer Altphilologe (* 1827)
- 25. September: John M. Palmer, US-amerikanischer Politiker (* 1817)
- 29. September: Rudolf Gottfried Arndt, deutscher Psychiater und Hochschullehrer (* 1835)

### Viertes Quartal
- 02. Oktober: Frédéric Gendre, Schweizer Jurist und Politiker (* 1819)
- 09. Oktober: Heinrich von Herzogenberg, österreichischer Komponist (* 1843)
- 10. Oktober: Hedwig von Eberstein, deutsche Rittergutsbesitzerin und Stifterin (* 1817)
- 19. Oktober: Carl Wilhelm Julius Appelius, deutscher Jurist (* 1826)
- 20. Oktober: Naim Frashëri, albanischer Schriftsteller (* 1846)
- 21. Oktober: Alexander Achilles, deutscher Jurist und Reichsgerichtsrat (* 1833)
- 22. Oktober: Anders Monsen Askevold, norwegischer Landschafts- und Tiermaler (* 1834)
- 22. Oktober: John Sherman, US-amerikanischer Politiker (* 1823)
- 27. Oktober: William Anderson, britischer Chirurg (* 1842)
- 28. Oktober: Friedrich Max Müller, deutscher Sprachforscher (* 1823)
- 29. Oktober: Frédéric Godet, Schweizer Theologe (* 1812)
- 31. Oktober: Anna von Lieben, wurde bekannt als Patientin Cäcilie M. Sigmund Freuds (* 1847)
- 01. November: Wendelin Boeheim, österreichischer Waffentechniker, Offizier, Journalist und Museumsbedienster (* 1832)
- 05. November: Fabius Brest, französischer Orient- und Landschaftsmaler (* 1823)
- 05. November: Anna Katharina Kasch, deutsche Schriftstellerin und Übersetzerin (* 1839)
- 15. November: Adolf Pichler, österreichischer Schriftsteller und Naturwissenschaftler (* 1819)
- 16. November: George A. Ramsdell, US-amerikanischer Politiker (* 1834)
- 17. November: Alexander Imeretinski, russischer Fürst und General (* 1837)
- 18. November: Anna Vorwerk, deutsche Frauenrechtlerin (* 1839)
- 18. November: Ernst Eckstein, deutscher Schriftsteller (* 1845)
- 19. November: Joseph-Jean-Louis Robert, französischer Geistlicher und römisch-katholischer Bischof von Marseille (* 1819)
- 22. November: Otto Kersten, deutscher Afrikaforscher, Chemiker und Geograph (* 1839)
- 22. November: Arthur Sullivan, englischer Komponist (* 1842)
- 25. November: Willibald Beyschlag, deutscher evangelischer Theologe und Professor (* 1823)
- 30. November: Tycho Mommsen, deutscher Altphilologe und Gymnasialdirektor (* 1819)

Grabmal Oscar Wildes auf dem Friedhof Père-Lachaise in Paris

- 30. November: Oscar Wilde, irischer Schriftsteller (* 1854)
- 02. Dezember: Ludwig Jacobowski, deutscher Lyriker, Schriftsteller und Publizist (* 1868)
- 02. Dezember: Joseph W. McClurg, US-amerikanischer Politiker (* 1818)
- 04. Dezember: Wilhelm Leibl, deutscher Maler (* 1844)
- 04. Dezember: Éuphémie Vauthier (Garcin), französische Schriftstellerin (* 1829)
- 06. Dezember: Emanuel Hoffmann, österreichischer Altphilologe (* 1825)
- 07. Dezember: Richard Altmann, deutscher Histologe und Pathologe (* 1852)
- 07. Dezember: Johann Friedrich Dändliker, Schweizer Pietist und Diakonie-Vorsteher (* 1821)
- 07. Dezember: Georg Schmitt, deutscher Komponist und Organist (* 1821)
- 08. Dezember: Max Abraham, deutscher Musikverleger (* 1831)
- 09. Dezember: John L. M. Irby, US-amerikanischer Politiker (* 1854)
- 11. Dezember: Enst August Emil Freiherr von Amelunxen, preußischer Generalleutnant (* 1828)
- 11. Dezember: Aimé-Louis Herminjard, Schweizer evangelischer Geistlicher, Paläologe und Hochschullehrer (* 1817)
- 12. Dezember: Roderich von Erckert, deutscher Ethnograph, Kartograph und Offizier in russischen Diensten (* 1821)
- 12. Dezember: Santo Siorpaes, italienischer Bergsteiger (* 1832)
- 18. Dezember: George C. Ludlow, US-amerikanischer Politiker (* 1830)
- 21. Dezember: Leonhard von Blumenthal, preußischer Generalfeldmarschall (* 1810)
- 26. Dezember: Jules Rivière, französischer Geiger, Fagottist, Dirigent und Komponist (* 1819)
- 27. Dezember: William George Armstrong, britischer Industrieller (* 1810)
- 30. Dezember: Laurenz Schönenberger, Schweizer Politiker (* 1832)
- 31. Dezember: Hannibal Goodwin, US-amerikanischer Geistlicher und Erfinder (* 1822)

### Genaues Todesdatum unbekannt
- Jules-Adenis de Colombeau, französischer Journalist, Schriftsteller und Librettist (* 1823)